# 1967
Portal Geschichte | Portal Biografien | Aktuelle Ereignisse | Jahreskalender | Tagesartikel

◄ |
19. Jahrhundert |
20. Jahrhundert
| 21. Jahrhundert

◄ |
1930er |
1940er |
1950er |
1960er
| 1970er | 1980er | 1990er | ►

◄◄ |
◄ |
1963 |
1964 |
1965 |
1966 |
1967
| 1968 | 1969 | 1970 | 1971 | ► | ►►
Staatsoberhäupter · Wahlen · Nekrolog   · Musikjahr · Filmjahr · Rundfunkjahr · Sportjahr
| Januar | Januar | Januar | Januar | Januar | Januar | Januar | Januar |
| Kw     | Mo     | Di     | Mi     | Do     | Fr     | Sa     | So     |
| ------ | ------ | ------ | ------ | ------ | ------ | ------ | ------ |
| 52     |        |        |        |        |        |        | 1      |
| 1      | 2      | 3      | 4      | 5      | 6      | 7      | 8      |
| 2      | 9      | 10     | 11     | 12     | 13     | 14     | 15     |
| 3      | 16     | 17     | 18     | 19     | 20     | 21     | 22     |
| 4      | 23     | 24     | 25     | 26     | 27     | 28     | 29     |
| 5      | 30     | 31     |        |        |        |        |        |

| Februar | Februar | Februar | Februar | Februar | Februar | Februar | Februar |
| Kw      | Mo      | Di      | Mi      | Do      | Fr      | Sa      | So      |
| ------- | ------- | ------- | ------- | ------- | ------- | ------- | ------- |
| 5       |         |         | 1       | 2       | 3       | 4       | 5       |
| 6       | 6       | 7       | 8       | 9       | 10      | 11      | 12      |
| 7       | 13      | 14      | 15      | 16      | 17      | 18      | 19      |
| 8       | 20      | 21      | 22      | 23      | 24      | 25      | 26      |
| 9       | 27      | 28      |         |         |         |         |         |

| März | März | März | März | März | März | März | März |
| Kw   | Mo   | Di   | Mi   | Do   | Fr   | Sa   | So   |
| ---- | ---- | ---- | ---- | ---- | ---- | ---- | ---- |
| 9    |      |      | 1    | 2    | 3    | 4    | 5    |
| 10   | 6    | 7    | 8    | 9    | 10   | 11   | 12   |
| 11   | 13   | 14   | 15   | 16   | 17   | 18   | 19   |
| 12   | 20   | 21   | 22   | 23   | 24   | 25   | 26   |
| 13   | 27   | 28   | 29   | 30   | 31   |      |      |

| April | April | April | April | April | April | April | April |
| Kw    | Mo    | Di    | Mi    | Do    | Fr    | Sa    | So    |
| ----- | ----- | ----- | ----- | ----- | ----- | ----- | ----- |
| 13    |       |       |       |       |       | 1     | 2     |
| 14    | 3     | 4     | 5     | 6     | 7     | 8     | 9     |
| 15    | 10    | 11    | 12    | 13    | 14    | 15    | 16    |
| 16    | 17    | 18    | 19    | 20    | 21    | 22    | 23    |
| 17    | 24    | 25    | 26    | 27    | 28    | 29    | 30    |

| Mai | Mai | Mai | Mai | Mai | Mai | Mai | Mai |
| Kw  | Mo  | Di  | Mi  | Do  | Fr  | Sa  | So  |
| --- | --- | --- | --- | --- | --- | --- | --- |
| 18  | 1   | 2   | 3   | 4   | 5   | 6   | 7   |
| 19  | 8   | 9   | 10  | 11  | 12  | 13  | 14  |
| 20  | 15  | 16  | 17  | 18  | 19  | 20  | 21  |
| 21  | 22  | 23  | 24  | 25  | 26  | 27  | 28  |
| 22  | 29  | 30  | 31  |     |     |     |     |

| Juni | Juni | Juni | Juni | Juni | Juni | Juni | Juni |
| Kw   | Mo   | Di   | Mi   | Do   | Fr   | Sa   | So   |
| ---- | ---- | ---- | ---- | ---- | ---- | ---- | ---- |
| 22   |      |      |      | 1    | 2    | 3    | 4    |
| 23   | 5    | 6    | 7    | 8    | 9    | 10   | 11   |
| 24   | 12   | 13   | 14   | 15   | 16   | 17   | 18   |
| 25   | 19   | 20   | 21   | 22   | 23   | 24   | 25   |
| 26   | 26   | 27   | 28   | 29   | 30   |      |      |

| Juli | Juli | Juli | Juli | Juli | Juli | Juli | Juli |
| Kw   | Mo   | Di   | Mi   | Do   | Fr   | Sa   | So   |
| ---- | ---- | ---- | ---- | ---- | ---- | ---- | ---- |
| 26   |      |      |      |      |      | 1    | 2    |
| 27   | 3    | 4    | 5    | 6    | 7    | 8    | 9    |
| 28   | 10   | 11   | 12   | 13   | 14   | 15   | 16   |
| 29   | 17   | 18   | 19   | 20   | 21   | 22   | 23   |
| 30   | 24   | 25   | 26   | 27   | 28   | 29   | 30   |
| 31   | 31   |      |      |      |      |      |      |

| August | August | August | August | August | August | August | August |
| Kw     | Mo     | Di     | Mi     | Do     | Fr     | Sa     | So     |
| ------ | ------ | ------ | ------ | ------ | ------ | ------ | ------ |
| 31     |        | 1      | 2      | 3      | 4      | 5      | 6      |
| 32     | 7      | 8      | 9      | 10     | 11     | 12     | 13     |
| 33     | 14     | 15     | 16     | 17     | 18     | 19     | 20     |
| 34     | 21     | 22     | 23     | 24     | 25     | 26     | 27     |
| 35     | 28     | 29     | 30     | 31     |        |        |        |

| September | September | September | September | September | September | September | September |
| Kw        | Mo        | Di        | Mi        | Do        | Fr        | Sa        | So        |
| --------- | --------- | --------- | --------- | --------- | --------- | --------- | --------- |
| 35        |           |           |           |           | 1         | 2         | 3         |
| 36        | 4         | 5         | 6         | 7         | 8         | 9         | 10        |
| 37        | 11        | 12        | 13        | 14        | 15        | 16        | 17        |
| 38        | 18        | 19        | 20        | 21        | 22        | 23        | 24        |
| 39        | 25        | 26        | 27        | 28        | 29        | 30        |           |

| Oktober | Oktober | Oktober | Oktober | Oktober | Oktober | Oktober | Oktober |
| Kw      | Mo      | Di      | Mi      | Do      | Fr      | Sa      | So      |
| ------- | ------- | ------- | ------- | ------- | ------- | ------- | ------- |
| 39      |         |         |         |         |         |         | 1       |
| 40      | 2       | 3       | 4       | 5       | 6       | 7       | 8       |
| 41      | 9       | 10      | 11      | 12      | 13      | 14      | 15      |
| 42      | 16      | 17      | 18      | 19      | 20      | 21      | 22      |
| 43      | 23      | 24      | 25      | 26      | 27      | 28      | 29      |
| 44      | 30      | 31      |         |         |         |         |         |

| November | November | November | November | November | November | November | November |
| Kw       | Mo       | Di       | Mi       | Do       | Fr       | Sa       | So       |
| -------- | -------- | -------- | -------- | -------- | -------- | -------- | -------- |
| 44       |          |          | 1        | 2        | 3        | 4        | 5        |
| 45       | 6        | 7        | 8        | 9        | 10       | 11       | 12       |
| 46       | 13       | 14       | 15       | 16       | 17       | 18       | 19       |
| 47       | 20       | 21       | 22       | 23       | 24       | 25       | 26       |
| 48       | 27       | 28       | 29       | 30       |          |          |          |

| Dezember | Dezember | Dezember | Dezember | Dezember | Dezember | Dezember | Dezember |
| Kw       | Mo       | Di       | Mi       | Do       | Fr       | Sa       | So       |
| -------- | -------- | -------- | -------- | -------- | -------- | -------- | -------- |
| 48       |          |          |          |          | 1        | 2        | 3        |
| 49       | 4        | 5        | 6        | 7        | 8        | 9        | 10       |
| 50       | 11       | 12       | 13       | 14       | 15       | 16       | 17       |
| 51       | 18       | 19       | 20       | 21       | 22       | 23       | 24       |
| 52       | 25       | 26       | 27       | 28       | 29       | 30       | 31       |

| Januar | Januar | Januar | Januar | Januar | Januar | Januar | Januar |
| Kw     | Mo     | Di     | Mi     | Do     | Fr     | Sa     | So     |
| ------ | ------ | ------ | ------ | ------ | ------ | ------ | ------ |
| 52     |        |        |        |        |        |        | 1      |
| 1      | 2      | 3      | 4      | 5      | 6      | 7      | 8      |
| 2      | 9      | 10     | 11     | 12     | 13     | 14     | 15     |
| 3      | 16     | 17     | 18     | 19     | 20     | 21     | 22     |
| 4      | 23     | 24     | 25     | 26     | 27     | 28     | 29     |
| 5      | 30     | 31     |        |        |        |        |        |

| Februar | Februar | Februar | Februar | Februar | Februar | Februar | Februar |
| Kw      | Mo      | Di      | Mi      | Do      | Fr      | Sa      | So      |
| ------- | ------- | ------- | ------- | ------- | ------- | ------- | ------- |
| 5       |         |         | 1       | 2       | 3       | 4       | 5       |
| 6       | 6       | 7       | 8       | 9       | 10      | 11      | 12      |
| 7       | 13      | 14      | 15      | 16      | 17      | 18      | 19      |
| 8       | 20      | 21      | 22      | 23      | 24      | 25      | 26      |
| 9       | 27      | 28      |         |         |         |         |         |

| März | März | März | März | März | März | März | März |
| Kw   | Mo   | Di   | Mi   | Do   | Fr   | Sa   | So   |
| ---- | ---- | ---- | ---- | ---- | ---- | ---- | ---- |
| 9    |      |      | 1    | 2    | 3    | 4    | 5    |
| 10   | 6    | 7    | 8    | 9    | 10   | 11   | 12   |
| 11   | 13   | 14   | 15   | 16   | 17   | 18   | 19   |
| 12   | 20   | 21   | 22   | 23   | 24   | 25   | 26   |
| 13   | 27   | 28   | 29   | 30   | 31   |      |      |

| April | April | April | April | April | April | April | April |
| Kw    | Mo    | Di    | Mi    | Do    | Fr    | Sa    | So    |
| ----- | ----- | ----- | ----- | ----- | ----- | ----- | ----- |
| 13    |       |       |       |       |       | 1     | 2     |
| 14    | 3     | 4     | 5     | 6     | 7     | 8     | 9     |
| 15    | 10    | 11    | 12    | 13    | 14    | 15    | 16    |
| 16    | 17    | 18    | 19    | 20    | 21    | 22    | 23    |
| 17    | 24    | 25    | 26    | 27    | 28    | 29    | 30    |

| Mai | Mai | Mai | Mai | Mai | Mai | Mai | Mai |
| Kw  | Mo  | Di  | Mi  | Do  | Fr  | Sa  | So  |
| --- | --- | --- | --- | --- | --- | --- | --- |
| 18  | 1   | 2   | 3   | 4   | 5   | 6   | 7   |
| 19  | 8   | 9   | 10  | 11  | 12  | 13  | 14  |
| 20  | 15  | 16  | 17  | 18  | 19  | 20  | 21  |
| 21  | 22  | 23  | 24  | 25  | 26  | 27  | 28  |
| 22  | 29  | 30  | 31  |     |     |     |     |

| Juni | Juni | Juni | Juni | Juni | Juni | Juni | Juni |
| Kw   | Mo   | Di   | Mi   | Do   | Fr   | Sa   | So   |
| ---- | ---- | ---- | ---- | ---- | ---- | ---- | ---- |
| 22   |      |      |      | 1    | 2    | 3    | 4    |
| 23   | 5    | 6    | 7    | 8    | 9    | 10   | 11   |
| 24   | 12   | 13   | 14   | 15   | 16   | 17   | 18   |
| 25   | 19   | 20   | 21   | 22   | 23   | 24   | 25   |
| 26   | 26   | 27   | 28   | 29   | 30   |      |      |

| Juli | Juli | Juli | Juli | Juli | Juli | Juli | Juli |
| Kw   | Mo   | Di   | Mi   | Do   | Fr   | Sa   | So   |
| ---- | ---- | ---- | ---- | ---- | ---- | ---- | ---- |
| 26   |      |      |      |      |      | 1    | 2    |
| 27   | 3    | 4    | 5    | 6    | 7    | 8    | 9    |
| 28   | 10   | 11   | 12   | 13   | 14   | 15   | 16   |
| 29   | 17   | 18   | 19   | 20   | 21   | 22   | 23   |
| 30   | 24   | 25   | 26   | 27   | 28   | 29   | 30   |
| 31   | 31   |      |      |      |      |      |      |

| August | August | August | August | August | August | August | August |
| Kw     | Mo     | Di     | Mi     | Do     | Fr     | Sa     | So     |
| ------ | ------ | ------ | ------ | ------ | ------ | ------ | ------ |
| 31     |        | 1      | 2      | 3      | 4      | 5      | 6      |
| 32     | 7      | 8      | 9      | 10     | 11     | 12     | 13     |
| 33     | 14     | 15     | 16     | 17     | 18     | 19     | 20     |
| 34     | 21     | 22     | 23     | 24     | 25     | 26     | 27     |
| 35     | 28     | 29     | 30     | 31     |        |        |        |

| September | September | September | September | September | September | September | September |
| Kw        | Mo        | Di        | Mi        | Do        | Fr        | Sa        | So        |
| --------- | --------- | --------- | --------- | --------- | --------- | --------- | --------- |
| 35        |           |           |           |           | 1         | 2         | 3         |
| 36        | 4         | 5         | 6         | 7         | 8         | 9         | 10        |
| 37        | 11        | 12        | 13        | 14        | 15        | 16        | 17        |
| 38        | 18        | 19        | 20        | 21        | 22        | 23        | 24        |
| 39        | 25        | 26        | 27        | 28        | 29        | 30        |           |

| Oktober | Oktober | Oktober | Oktober | Oktober | Oktober | Oktober | Oktober |
| Kw      | Mo      | Di      | Mi      | Do      | Fr      | Sa      | So      |
| ------- | ------- | ------- | ------- | ------- | ------- | ------- | ------- |
| 39      |         |         |         |         |         |         | 1       |
| 40      | 2       | 3       | 4       | 5       | 6       | 7       | 8       |
| 41      | 9       | 10      | 11      | 12      | 13      | 14      | 15      |
| 42      | 16      | 17      | 18      | 19      | 20      | 21      | 22      |
| 43      | 23      | 24      | 25      | 26      | 27      | 28      | 29      |
| 44      | 30      | 31      |         |         |         |         |         |

| November | November | November | November | November | November | November | November |
| Kw       | Mo       | Di       | Mi       | Do       | Fr       | Sa       | So       |
| -------- | -------- | -------- | -------- | -------- | -------- | -------- | -------- |
| 44       |          |          | 1        | 2        | 3        | 4        | 5        |
| 45       | 6        | 7        | 8        | 9        | 10       | 11       | 12       |
| 46       | 13       | 14       | 15       | 16       | 17       | 18       | 19       |
| 47       | 20       | 21       | 22       | 23       | 24       | 25       | 26       |
| 48       | 27       | 28       | 29       | 30       |          |          |          |

| Dezember | Dezember | Dezember | Dezember | Dezember | Dezember | Dezember | Dezember |
| Kw       | Mo       | Di       | Mi       | Do       | Fr       | Sa       | So       |
| -------- | -------- | -------- | -------- | -------- | -------- | -------- | -------- |
| 48       |          |          |          |          | 1        | 2        | 3        |
| 49       | 4        | 5        | 6        | 7        | 8        | 9        | 10       |
| 50       | 11       | 12       | 13       | 14       | 15       | 16       | 17       |
| 51       | 18       | 19       | 20       | 21       | 22       | 23       | 24       |
| 52       | 25       | 26       | 27       | 28       | 29       | 30       | 31       |

## Ereignisse

### Jahreswidmungen
- 1967 ist „Internationales Jahr des Tourismus“

### Politik und Weltgeschehen
- 1. Januar: Roger Bonvin wird Bundespräsident der Schweiz
- 13. Januar: Étienne Gnassingbé Eyadéma wird Staatspräsident in Togo
- 14. Februar: Erste konzertierte Aktion zur Überwindung der Wirtschaftskrise unter Bundeswirtschaftsminister Karl Schiller (SPD)
- 14. Februar: Der Vertrag von Tlatelolco, einem Teil von Mexiko-Stadt, erklärt die Karibik und Lateinamerika zur atomwaffenfreien Zone. Als letzter Staat der Region ratifiziert Kuba im Jahr 2002 das Abkommen.
- 15. Februar bis 21. Februar: Bei der Parlamentswahl in Indien erhält die Kongresspartei (INC) 40,78 % der Stimmen  (nach 44,72 % bei der Wahl 1962). Indira Gandhi, seit Januar 1966 Premierministerin Indiens, bleibt (bis März 1977) im Amt.
- 22. Februar: In Indonesien tritt der auf Lebenszeit gewählte Präsident Sukarno zurück und wird unter Hausarrest gestellt. Die Hintergründe dieses Schrittes bleiben unaufgeklärt. Neuer starker Mann wird General Suharto.
- 21. März: Guyana wird Mitglied in der UNESCO
- 11. April: Doppelbesteuerungsabkommen zwischen der Bundesrepublik Deutschland und Belgien
- 12. April: Block A des Kernkraftwerk Gundremmingen geht in den kommerziellen Betrieb. Nach knapp zehn Jahren kommt es zu einem Unfall mit wirtschaftlichem Totalschaden.
- 21. April: Militärputsch in Griechenland
- 22. April: Der zu Ende gehende VII. Parteitag der SED beschließt die Einführung der Fünf-Tage-Woche in der DDR. Andererseits werden fünf Feiertage gestrichen.
- 6. Mai: Präsidentschaftswahl in Indien: Zakir Hussain wird zum Staatspräsidenten gewählt
- 30. Mai: Im Südosten Nigerias wird die unabhängige Republik Biafra ausgerufen.
- 2. Juni: Berlin: Während eines Staatsbesuchs des Schahs des Irans kommt es zu Demonstrationen und schweren Ausschreitungen. Der Student Benno Ohnesorg wird von dem West-Berliner Polizisten Kurras erschossen. Der Regierende Bürgermeister Heinrich Albertz tritt am 26. September mit dem gesamten Senat zurück. Ohnesorgs Erschießung und der gerichtliche Freispruch für den Täter tragen zur Ausbreitung und Radikalisierung der westdeutschen Studentenbewegung der 1960er-Jahre bei.
- 5.–10. Juni: Sechstagekrieg zwischen Israel und seinen Nachbarn
- 5. Juni: Über der Demokratischen Republik Vietnam wird angeblich das 2.000. Flugzeug der USA abgeschossen.
- 8. Juni: Beim Angriff israelischer Kampfflugzeuge auf das US-amerikanische Spionageschiff Liberty werden 34 Navy-Angehörige getötet.
- 10. Juni: Israel besetzt im Sechstagekrieg Teile des Berges Hermon sowie die Golanhöhen auf syrischem Staatsgebiet. Syrien und Israel vereinbaren einen Waffenstillstand.
- 23. Juni: Bei der Konferenz von Glassboro treffen US-Präsident Lyndon B. Johnson und der sowjetische Premierminister Alexei Nikolajewitsch Kossygin aufeinander. Themen der Gespräche sind die Entspannung im Kalten Krieg sowie Stellvertreterkriege der beiden Supermächte.
- 24. Juni: Eine bolivianische Militäreinheit verübt ein Massaker an Bergleuten und Zivilisten auf dem Gelände des Zinnbergwerks Siglo XX und besetzt ferner das Zinnbergwerk Catavi. Etwa 20 Tote und 70 Verletzte sind die Folge der gegen gewerkschaftliche Betätigung gerichteten Militäraktion.
- 4. Juli: Der Freedom of Information Act tritt in den Vereinigten Staaten in Kraft. Das Gesetz gewährt jedem grundsätzlich das Recht, Auskünfte über Dokumente der Exekutive zu erhalten.
- 6. Juli: Beginn des Biafra-Krieges in Nigeria
- 10. Juli: Doppelbesteuerungsabkommen zwischen der Bundesrepublik Deutschland und Trinidad und Tobago sowie zwischen der Bundesrepublik Deutschland und Thailand
- 12. Juli: In Newark bei New York beginnen die bis dahin schwersten Rassenunruhen der USA, die sich in der Folge über den ganzen Süden ausbreiten. Der Boxer Muhammad Ali verweigert den Kriegsdienst in Vietnam.
- 23. Juli: Rassenunruhen in Detroit – ausgelöst durch eine Polizeirazzia. Sie dauerten 5 Tage und gingen (mit 43 Todesopfern, 1189 Verletzten und über 7000 Verhaftungen) als die zweitbrutalsten Rassenunruhen der USA in die (US-)Geschichte ein.
- 8. August: Gründung der ASEAN (Vereinigung südostasiatischer Staaten)
- 3. September: In Südvietnam gewinnt General Nguyễn Văn Thiệu (mit 38 Prozent der Stimmen) die Wahl zum Präsidenten des Landes.
- 3. September: Letzter großer Umstieg von Links- auf Rechtsverkehr (Schweden)

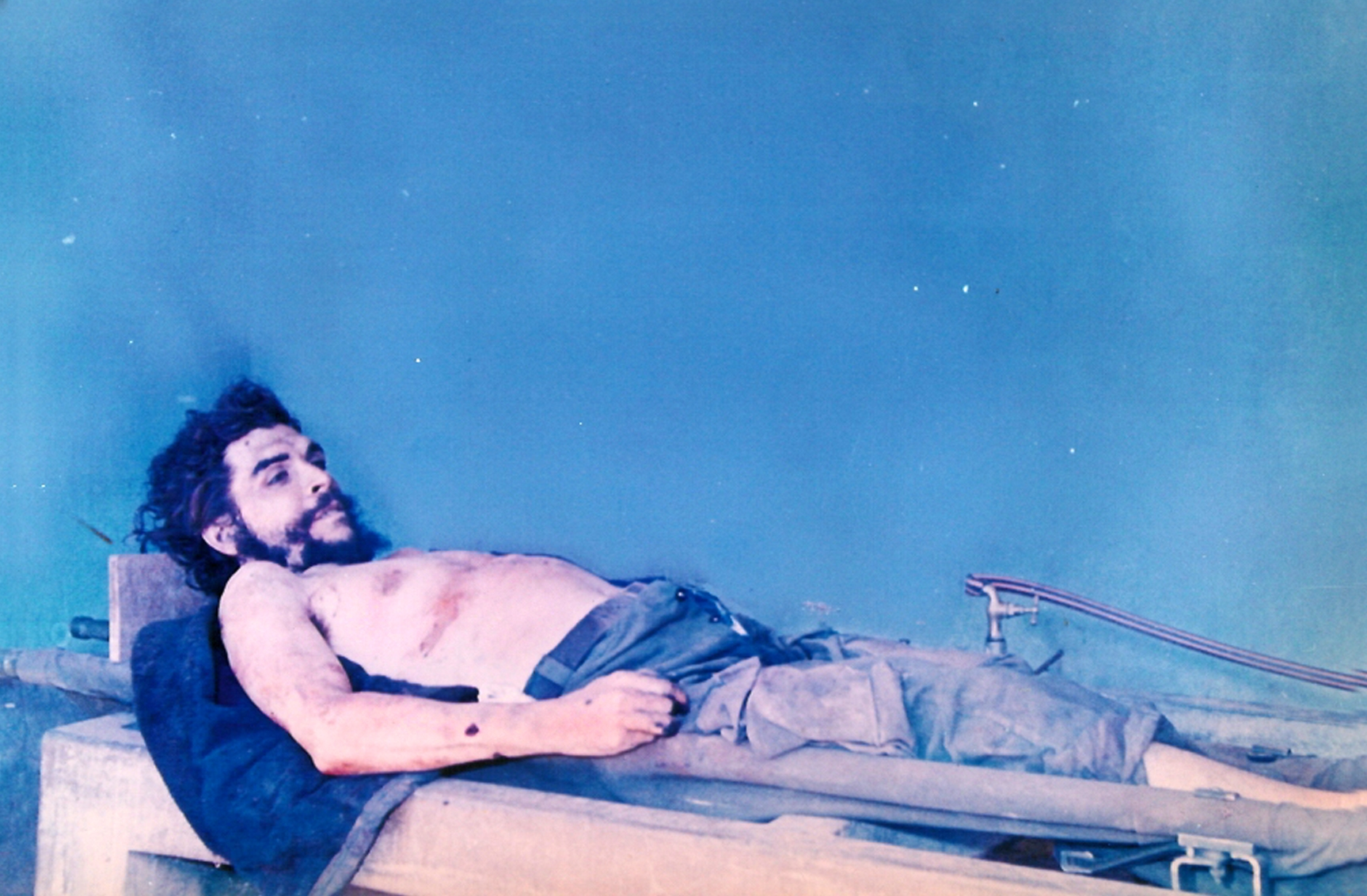
Aufbahrung des Leichnams von Che Guevara nach der Hinrichtung

- 29. September: Der afrikanische Kleinstaat Lesotho wird Mitglied in der UNESCO
- 1. Oktober: Bürgerschaftswahl in Bremen; danach beginnt die Ära Hans Koschnick (bis 1985)
- 9. Oktober: Che Guevara wird von einem Feldwebel der bolivianischen Armee ohne Gerichtsverhandlung erschossen.
- 10. Oktober: Der Vertrag über die Grundsätze zur Regelung der Tätigkeiten von Staaten bei der Erforschung und Nutzung des Weltraums einschließlich des Mondes und anderer Himmelskörper (Weltraumvertrag) tritt in Kraft.
- 26. Oktober: An seinem 48. Geburtstag finden die Krönungsfeierlichkeiten von Schah Mohammad Reza Pahlavi und seiner Ehefrau Farah Pahlavi statt.
- 5. November: In der Antarktis werden vom Flugzeug aus die bis dahin unbekannte eisbedeckte Lyddan-Insel sowie der Stancomb-Wills- und der Hayes-Gletscher entdeckt.
- 21. November: Rahmenabkommen zwischen der Bundesrepublik Deutschland und Paraguay über deutsche Entwicklungshilfe
- 28. November: Omar Bongo Ondimba wird Staatspräsident von Gabun
- 30. November: Ende der britischen Kolonialherrschaft im Südjemen; Ausrufung der Republik Südjemen
- 1. Dezember: Nicaragua. Gründung der deutschen Schule in Managua
- 13. Dezember: Der griechische König Konstantin II. wagt gegen das Obristen-Regime einen Gegenputsch. Nach dessen Scheitern geht er am  Folgetag ins Exil nach Rom, jedoch ohne Abdankung.
- 15. Dezember: In den USA wird der Age Discrimination in Employment Act beschlossen. Er verbietet die Diskriminierung Älterer am Arbeitsplatz.
- 17. Dezember: Harold Holt, Premierminister Australiens, verschwindet beim Schwimmen im Meer; wahrscheinlich ertrinkt er. John McEwen wird kurzzeitig Premierminister, ihm folgt John Gorton.

### Wirtschaft
- 1. Januar: Die Unternehmensberatung Roland Berger wird in München gegründet. Sie ist größte Strategieberatung europäischen Ursprungs.
- 31. Oktober: Nach 107 Jahren laufendem Betrieb zur Steinkohle-Förderung wird die Zeche Shamrock in Herne stillgelegt.
- 14. November: Das United States Patent Office erteilt Theodore Maiman ein Patent auf den von ihm entwickelten Rubinlaser.
- 12. Dezember: Aus Ost-Berlin wird bekannt, dass die heimische Währung Mark der Deutschen Notenbank ab Jahresbeginn 1968 in Mark der Deutschen Demokratischen Republik umbenannt wird.
- Die metall- und holzverarbeitende Wirtschaft senkt ihre Wochenarbeitszeit auf 40 Stunden.
- Die Verpackungsmittelhersteller Schmalbach und Lubeca fusionieren zu Schmalbach-Lubeca.
- Ein Mindesturlaub von 15 Tagen wird in der DDR festgelegt.
- Mit den ersten Prototypen des Standard-Busses erscheint ein über verschiedene Bushersteller hinweg vereinheitlichter Linienbus, der die bis weit in die 1990er Jahre andauernde Ära der Standardbusse in Deutschland einleitet. Beteiligt an dem Projekt sind neben dem Verband Öffentlicher Verkehrsbetriebe (VÖV) und seiner Mitglieder die Bushersteller Büssing, Magirus-Deutz, Mercedes-Benz, später auch MAN und Ikarus.

### Wissenschaft und Technik
- 12. Januar: Nach seinem Tod wird der Körper James Bedfords in Kryostase versetzt. Der Verstorbene ist der erste Mensch, der sich auf diese Weise eine Wiederbelebung in Zukunft erhofft.
- 8. Februar: Das schwedische Mehrzweckkampfflugzeug Saab 37 absolviert seinen Erstflug.

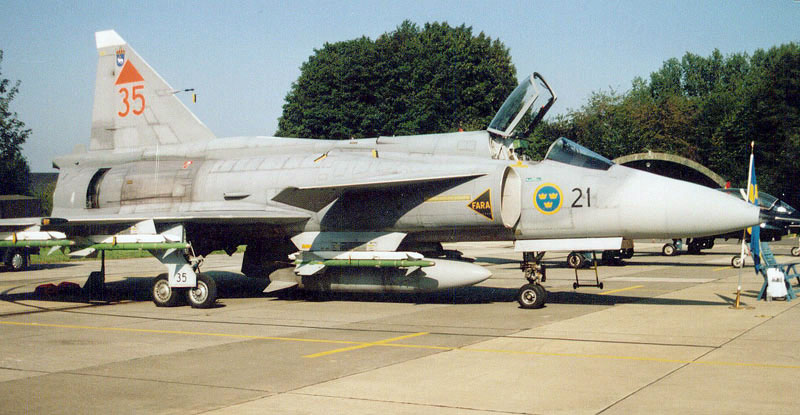
Saab JA 37 „Viggen“ der schwedischen Luftwaffe

- 18. Mai: Bei einem Experiment mit einer gestarteten Rakete wird der erste Röntgendoppelstern entdeckt. Der Pulsar Centaurus X-3 liegt im Sternbild Zentaur.
- 27. Juni: In Enfield Town wird von Barclays der erste Geldautomat in Betrieb genommen, der britische Schauspieler Reg Varney hebt als erster Mensch auf diese Weise Geld ab
- 25. August: Start des Farbfernsehens in der Bundesrepublik Deutschland
- 8. September: In Darmstadt eröffnet Bundesforschungsminister Gerhard Stoltenberg das Europäische Raumflugkontrollzentrum.
- 27. Oktober: In Salto di Quirra wird die erste Schweizer Höhenforschungsrakete vom Typ Zenit gestartet.
- 30. Oktober: Die beiden unbemannten Sojus-Raumschiffe Kosmos 186 und 188 führen in einer Erdumlaufbahn das erste Rendezvous mit einer automatischen Ankopplung durch.
- 9. November: Erster Start der Saturn-5-Rakete, mit der später die erste Mondlandung durchgeführt wurde
- 28. November: Auf der Suche nach Radioquellen im Universum entdecken Jocelyn Bell Burnell und Antony Hewish den ersten Pulsar, der später als PSR B1919+21 bekannt werden sollte.
- 3. Dezember: Erste Herztransplantation durch Christiaan Barnard in Kapstadt
- 6. Dezember: Der Kardiologe Adrian Kantrowitz führt in Brooklyn an einem Kind die weltweit zweite Herztransplantation durch. Das mit einem angeborenen Herzfehler zur Welt gekommene Baby überlebt die Operation um einige Stunden.
- Wolfgang Hilberg erfindet die Funkuhr.
- Milgram prägt den Begriff: Kleine-Welt-Phänomen

### Kultur
- 1. Januar: Neuer Intendant der freien Volksbühne in Berlin wird Hansjörg Utzerath
- 1. Januar: Gründung des Slowinzischen Nationalparks in Polen
- 2. Januar: Telekolleg startet im Bayerischen Rundfunk, es führt zur Mittleren Reife, später auch zur Fachhochschulreife
- 5. Februar: Vicco von Bülow führt durch die erste Folge der ARD-Fernsehserie Cartoon, in der er auch als Loriot zeichnerisch Beiträge einbringt.
- 17. März: Uraufführung der Oper Mourning Becomes Electra von Marvin David Levy an der Metropolitan Opera in New York
- 24. April: im New Yorker Verlag Viking Press erscheint Susan E. Hintons Roman The Outsiders; das Buch gilt als das erste Werk der neuen Young-adult fiction
- 19. Mai: Uraufführung der Oper Bomarzo von Alberto Ginastera am Lisner Auditorium in Washington, D.C.
- 25. Mai: Erster Spatenstich der Ausgrabungen in Akrotiri auf der griechischen Insel Santorin durch Spyridon Marinatos.
- 1. Juni: Die Beatles veröffentlichen ihr epochales Pop-Album Sgt. Pepper’s Lonely Hearts Club Band

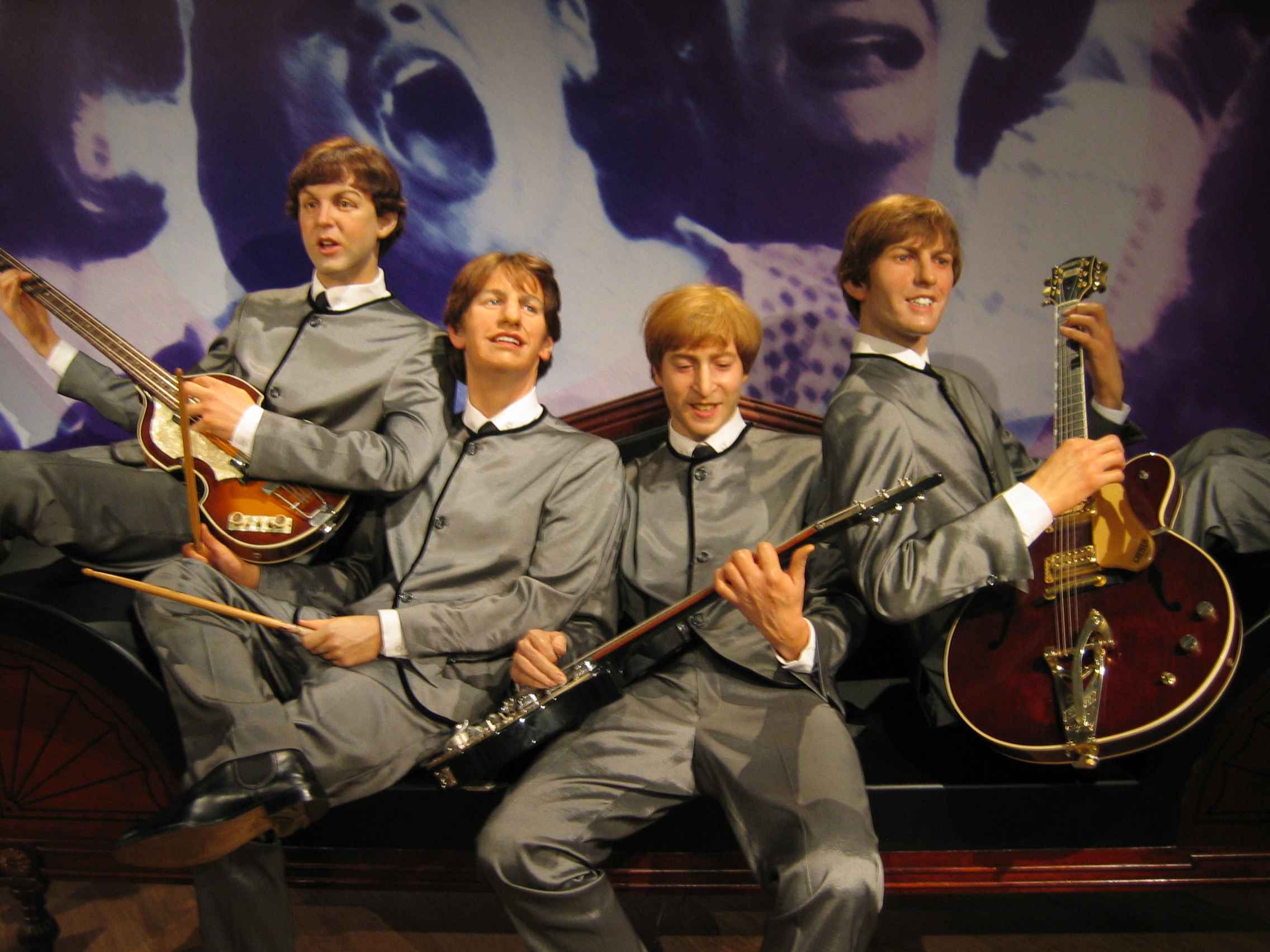
Paul McCartney, Ringo Starr, John Lennon und George Harrison als Wachsfiguren

- 16. Juni: Das Monterey Pop Festival (16.–18. Juni) in Kalifornien wird zu einem der wichtigsten Konzerte der Rock-Musikgeschichte.
- 29. September: Gründung der Band Tangerine Dream in West-Berlin.
- 1. Oktober: Das erste Lustige Taschenbuch erscheint.
- 18. Oktober: Der Zeichentrickfilm Das Dschungelbuch aus den Walt-Disney-Studios kommt in die US-amerikanischen Kinos.
- 27. Oktober: Uraufführung der Neufassung des Balletts Onegin von John Cranko nach der Musik von Peter Iljitsch Tschaikowski durch das Stuttgarter Ballett im Großen Haus der Württembergischen Staatstheater in Stuttgart. Diese Fassung beseitigte alle Schwächen der Erstfassung und hat diese vollständig von den Spielplänen verdrängt.
- 31. Oktober: Die 900-Jahr-Feier der Wartburg, der 150. Jahrestag des Burschenschaftsfestes und die 450-Jahr-Feier zur Reformation wurden 1967 in Eisenach in staatlicher Regie des DDR-Kulturministeriums mit einer Veranstaltungsserie begangen.
- 23. November: Kulturabkommen zwischen der Bundesrepublik Deutschland und Guinea. In Kraft seit dem 13. Juni 1987
- 24. Dezember: Gründung der Rockband Creedence Clearwater Revival
- Der Situationist Guy Debord publiziert „la société du spectacle“, dt. „Die Gesellschaft des Spektakels“
- Der Philosoph Jacques Derrida, der Begründer der Dekonstruktion, veröffentlicht „De la grammatologie“, dt. Grammatologie
- Die Hippiebewegung erreicht mit dem Summer of Love einen Höhepunkt
- Gründung des Museum of Contemporary Art in Chicago
- Der Ostankino-Turm wird fertiggebaut
- Gründung der Kunsthalle Nürnberg
- Gründung der Rockband Genesis
- Gründung der Rockband Procol Harum (und noch im selben Jahr ihr wohl größter Erfolg A Whiter Shade of Pale)
- Newman malt das Bild Who’s Afraid of Red, Yellow and Blue

### Gesellschaft
- 6. März: Swetlana Allilujewa, die einzige Tochter des früheren sowjetischen Staats- und Parteichefs Josef Stalin, reist in die USA ein und lässt sich dort nieder.
- 1. Mai: Der Rockstar Elvis Presley heiratet in Las Vegas Priscilla Beaulieu.
- 15. Oktober: Der Philosoph Ernst Bloch hält die Rede Widerstand und Friede in der Frankfurter Paulskirche.

### Religion
- 29. Mai: Karol Wojtyła, der spätere Papst Johannes Paul II., wird zum Kardinal ernannt.
- 24. Juni: In der Enzyklika Sacerdotalis Caelibatus geht Papst Paul VI. auf den Zölibat der Priester ein, den er als kirchliche Vorschrift beibehält.
- 15. August: Papst Paul VI. reorganisiert in der Apostolischen Konstitution Regimini ecclesiae universae die Kurie.
- 18. November: Patrick Aloysius O’Boyle, Erzbischof von Washington, wird als erster Amerikaner, der nicht aus Neuengland stammt, zum Kardinal ernannt.
- 30. Dezember: In Großbritannien wird von den katholischen Bischöfen das Verbot des Fleischverzehrs am Freitag aufgehoben.

### Sport
- 2. Januar bis 22. Oktober: Austragung der 18. Formel-1-Weltmeisterschaft
- 4. Januar: Der Sportler Donald Campbell versucht, auf dem britischen See Coniston Water einen Geschwindigkeitsweltrekord zu Wasser aufzustellen. Dabei überschlägt sich sein Rennboot und Campbell kommt ums Leben.
- 15. Januar: Das AFL-NFL Championship Game, welches später in Super Bowl I umbenannt wurde, wird in Los Angeles zwischen den Green Bay Packers und den Kansas City Chiefs ausgetragen. Die Packers gewannen den ersten jemals ausgetragenen Super Bowl mit 35:10.
- 21. Februar: Die Skipiste Hohe-Wand-Wiese in Wien ist Austragungsort des weltweit ersten Parallelslaloms.
- 31. Mai: Der FC Bayern München gewinnt den Europapokal der Pokalsieger durch ein 1:0 n. V. gegen die Glasgow Rangers
- 3. Juni: Eintracht Braunschweig wird deutscher Fußballmeister
- 11. Juni: Der italienische Radrennfahrer Felice Gimondi gewinnt den 50. Giro d’Italia
- 22. Oktober: Denis Hulme wird Formel-1-Weltmeister.

Einträge von Leichtathletik-Weltrekorden siehe unter der jeweiligen Disziplin unter Leichtathletik.

### Katastrophen
- 27. Januar: Die Besatzung der US-amerikanischen Weltraumkapsel „Apollo 1“ stirbt während eines Bodentests
- 18. März: Tankerunglück der „Torrey Canyon“ vor der Küste von Südengland verursacht eine Umweltkatastrophe
- 20. April: Nikosia, Zypern. Ein Flugzeug vom Typ Bristol Britannia der Schweizer Globe Air prallt gegen einen Berg. 126 Insassen sterben, vier überleben.
- 22. Mai: Im Brüsseler Kaufhaus À l’innovation bricht ein Feuer aus. Zu der Zeit befinden sich etwa 4.000 Menschen in dem Gebäude. Das Fehlen einer Sprinkleranlage begünstigt die rasche Ausbreitung des Feuers, das Kaufhaus brennt bis auf die Grundmauern nieder. Insgesamt kommen bei dem Unglück über 300 Menschen ums Leben.
- 6. Juli: Beim Zugunglück von Langenweddingen, einem der schwerwiegendsten Unfälle der deutschen Bahngeschichte, sterben mindestens 94 Menschen.
- 29. Juli: Die US-Marine wird von der Forrestal-Katastrophe heimgesucht. Ein Brand mit Explosionen auf dem Flugzeugträger Forrestal, ausgelöst durch eine fehlgezündete Rakete, kostet 134 Menschen das Leben.
- 25. August: Marburg: Die Stadt wird wegen Ausbruchs einer Seuche, an der mehrere Personen in Marburg sterben, in eine Art Ausnahmezustand versetzt. Es handelt sich um ein Virus, das vermutlich mit Versuchsaffen (Meerkatzen) aus Uganda in die Labors des Pharmakonzerns Behringwerke ins hessische Marburg eingeschleppt wurde. Das Virus wird nach diesem Vorfall als Marburg-Virus oder auch Pharma-Behring-Virus benannt.
- 29. November: Der Sempor-Staudamm bei Kebumen in der gleichnamigen Provinz auf Java (Indonesien) bricht während seiner Bauzeit; durch die Flutwelle kommen 160 bis 200 Menschen um.

## Geboren

### Januar
- 01. Januar: LTJ Bukem, britischer DJ, Musikproduzent
- 01. Januar: Tim Dog, US-amerikanischer Rapper († 2013)
- 01. Januar: Volker Scheurell, deutscher Politiker
- 02. Januar: Marcelo Costa de Andrade, brasilianischer Serienmörder
- 02. Januar: Tia Carrere, US-amerikanische Schauspielerin und Sängerin

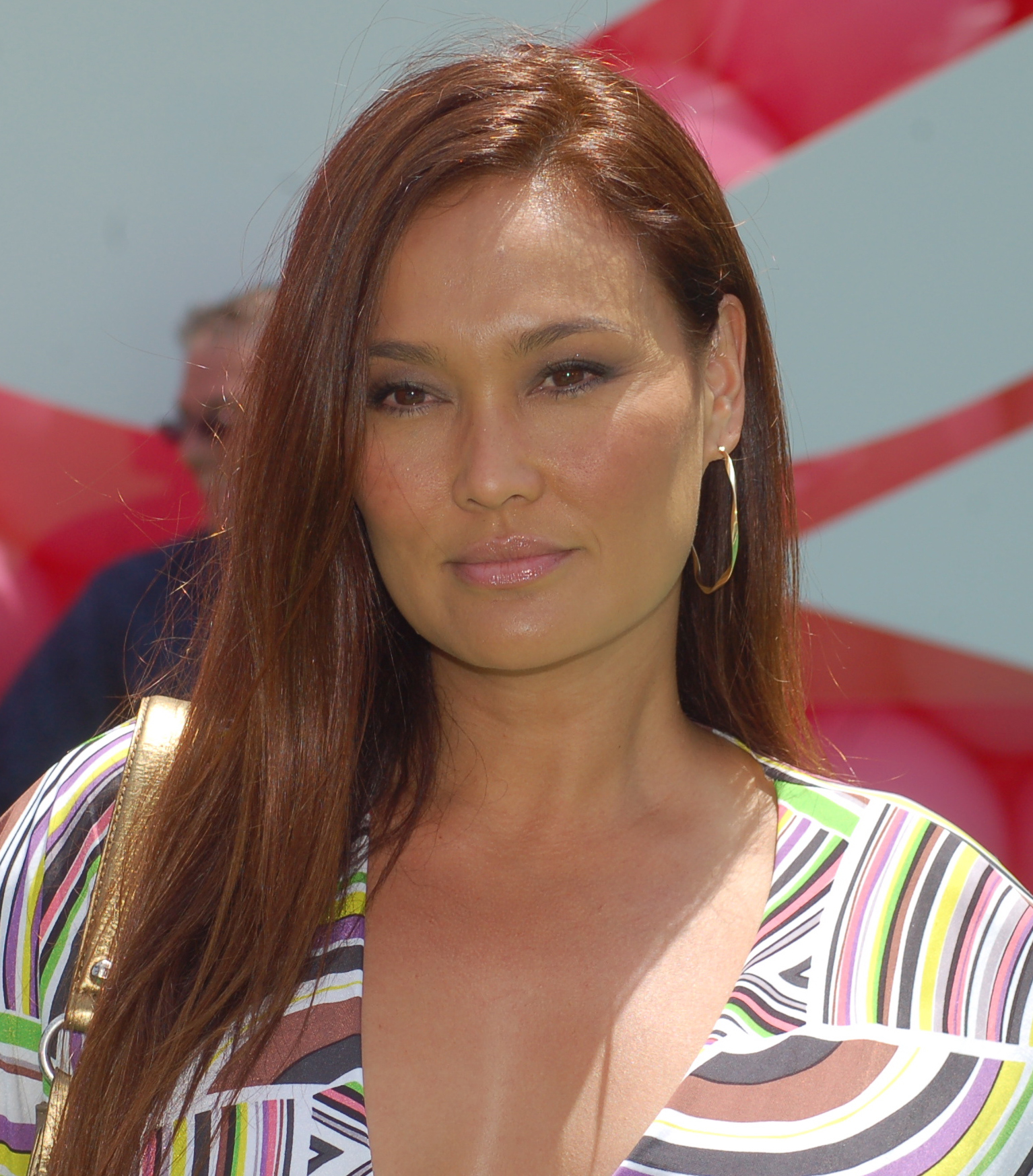
Tia Carrere

- 02. Januar: Astrid Mannes, deutsche Historikerin, Autorin und Politikerin
- 02. Januar: Francois Pienaar, südafrikanischer Rugby-Union-Spieler
- 02. Januar: Nezâ Selbuz, Schauspielerin
- 04. Januar: Igor Iwanowitsch Schuwalow, russischer Politiker
- 05. Januar: David Donohue, US-amerikanischer Automobilrennfahrer
- 05. Januar: Joe Flanigan, US-amerikanischer Schauspieler
- 05. Januar: Rodrigo Pulpeiro, argentinischer Kameramann und Regisseur
- 05. Januar: Markus Söder, deutscher Politiker (CSU), bayerischer Ministerpräsident

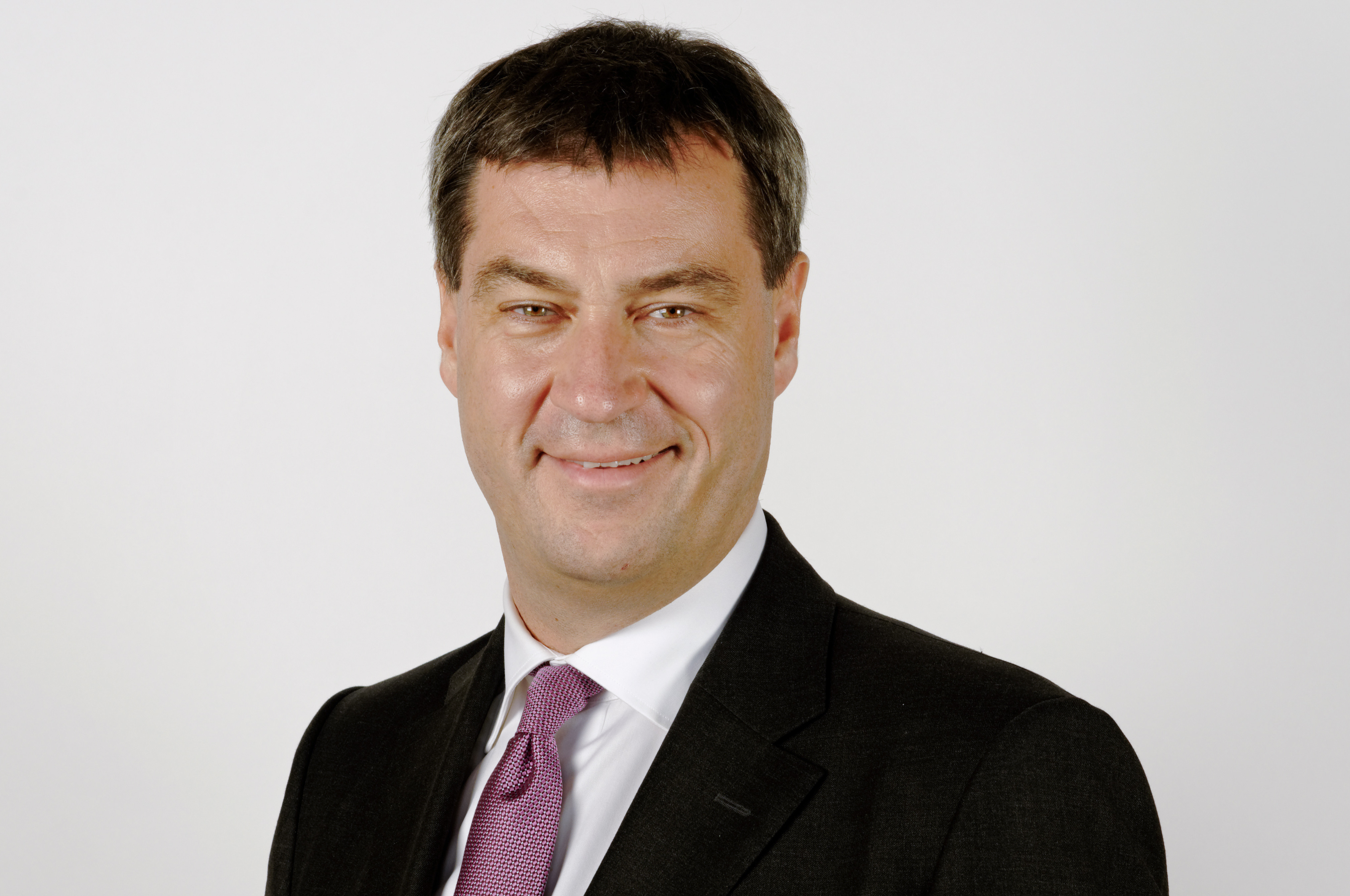
Markus Söder

- 05. Januar: Jens Zimmermann, deutscher Sportschütze
- 07. Januar: Ole Kristian Furuseth, norwegischer Skirennläufer
- 08. Januar: Willie Lloyd Anderson Jr., US-amerikanischer Basketballspieler
- 08. Januar: Birgit Aschmann, deutsche Historikerin
- 08. Januar: Robert Kelly, US-amerikanischer R&B-Soul Sänger
- 08. Januar: Thomas Watson, britischer Politiker
- 09. Januar: Claudio Caniggia, argentinischer Fußballspieler
- 09. Januar: Dave Matthews, australischer Sänger und Gitarrist (Dave Matthews Band)
- 09. Januar: Maria Noichl, deutsche Politikerin (SPD)
- 09. Januar: Rick Rozz, US-amerikanischer Gitarrist
- 10. Januar: Trini Alvarado, US-amerikanische Schauspielerin
- 10. Januar: Angelika Amon, österreichische Biologin († 2020)
- 10. Januar: Monika Maierhofer, österreichische Skirennläuferin
- 11. Januar: Teoman Alibegović, Basketballspieler
- 11. Januar: Katharina Hacker, deutsche Schriftstellerin
- 11. Januar: Fynn Holpert, deutscher Handballtorwart
- 12. Januar: Takehiko Inoue, japanischer Mangaka (Comiczeichner)
- 12. Januar: Meho Kodro, jugoslawischer, später bosnisch-herzegowinischer Fußballspieler
- 12. Januar: Michael Theurer, deutscher Politiker
- 13. Januar: Wiktor But, russischer Transportunternehmer und Waffenhändler

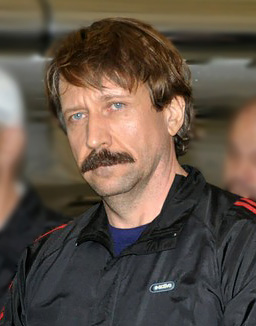
Wiktor But

- 13. Januar: Suzanne Cryer, US-amerikanische Schauspielerin
- 14. Januar: Emily Watson, britische Schauspielerin
- 14. Januar: Zakk Wylde, US-amerikanischer Gitarrist und Sänger
- 16. Januar: Shawn A-in-chut Atleo, kanadischer Politiker
- 16. Januar: Alberto Puig, spanischer Motorradrennfahrer
- 16. Januar: Cosima Schnell, deutsche Filmeditorin
- 17. Januar: Corinna Binzer, deutsche Schauspielerin und Buchautorin
- 17. Januar: Richard Willis Hawley, britischer Sänger, Musiker und Songwriter
- 17. Januar: Song Kang-ho, südkoreanischer Schauspieler
- 18. Januar: Park Chul-min, südkoreanischer Schauspieler
- 18. Januar: Michel Guillaume, deutscher Schauspieler
- 18. Januar: Annette Hess, deutsche Drehbuchautorin
- 18. Januar: Temenuschka Petkowa, bulgarische Politikerin
- 18. Januar: Iván Zamorano, chilenischer Fußballspieler
- 19. Januar: A*S*Y*S, deutscher DJ und Musikproduzent
- 19. Januar: Adrian Borza, rumänischer Komponist und Musikpädagoge
- 20. Januar: Alexander Ahndoril, schwedischer Schriftsteller und Dramatiker
- 20. Januar: Johannes Ametsreiter, österreichischer Manager
- 20. Januar: Wigald Boning, deutscher Komiker, Musiker und Moderator

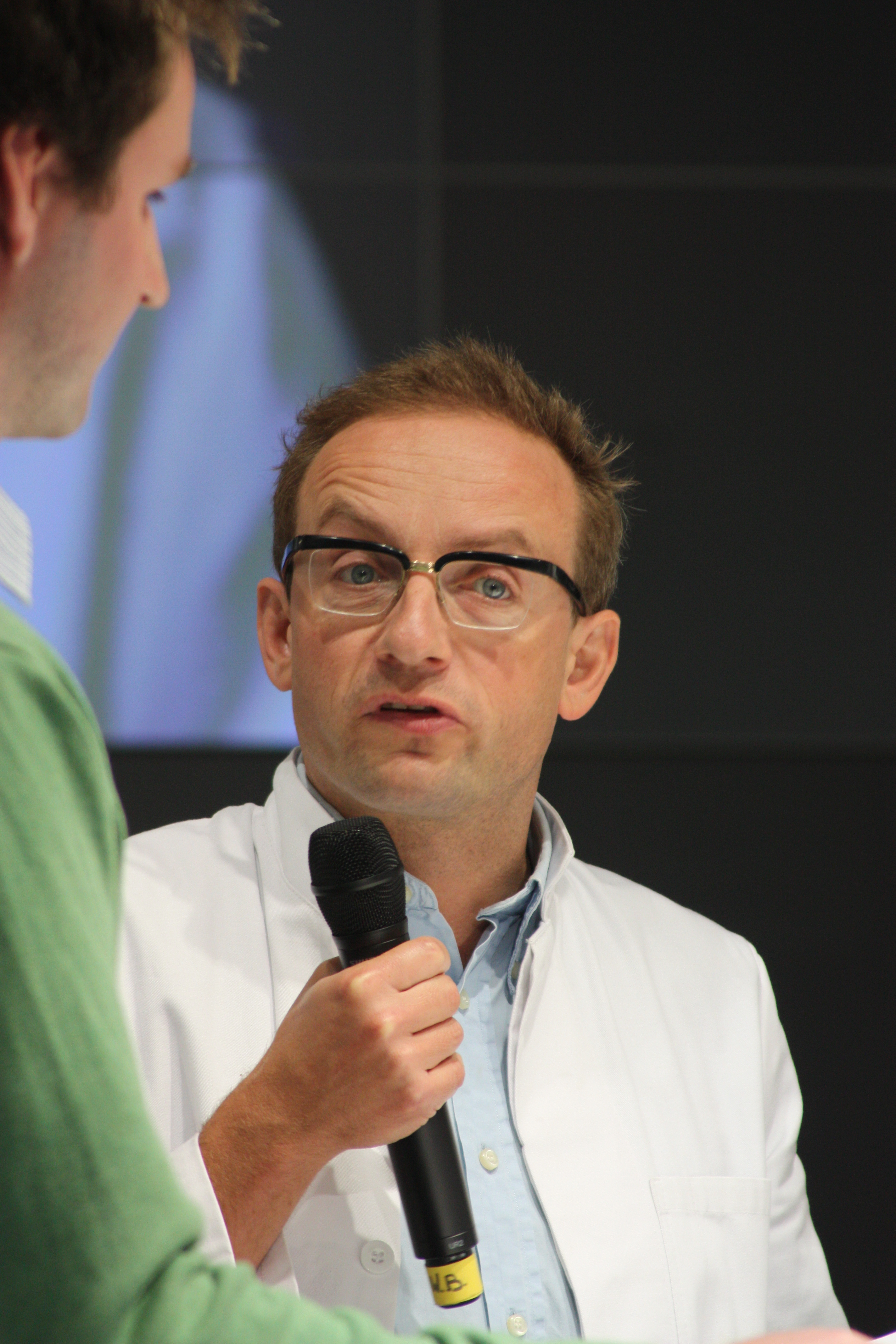
Wigald Boning

- 20. Januar: Kellyanne Conway, US-amerikanische Juristin und Meinungsforscherin
- 20. Januar: Stacey Dash, US-amerikanische Schauspielerin
- 21. Januar: Konstantin Weniaminowitsch Astrachanzew, russischer Eishockeyspieler
- 24. Januar: Kevin Faulconer, US-amerikanischer Politiker
- 25. Januar: Josef Adler, deutscher Jazzgitarrist
- 25. Januar: Nicole Uphoff, deutsche Dressurreiterin
- 25. Januar: Stephan Winkler, deutscher Komponist und Dirigent
- 26. Januar: Simon Adams, südafrikanischer Dartspieler
- 26. Januar: Anno Hamacher, deutscher Jurist
- 27. Januar: Susan Aglukark, kanadische Singer-Songwriterin
- 27. Januar: Michael Ebling, deutscher Politiker Michael Ebling

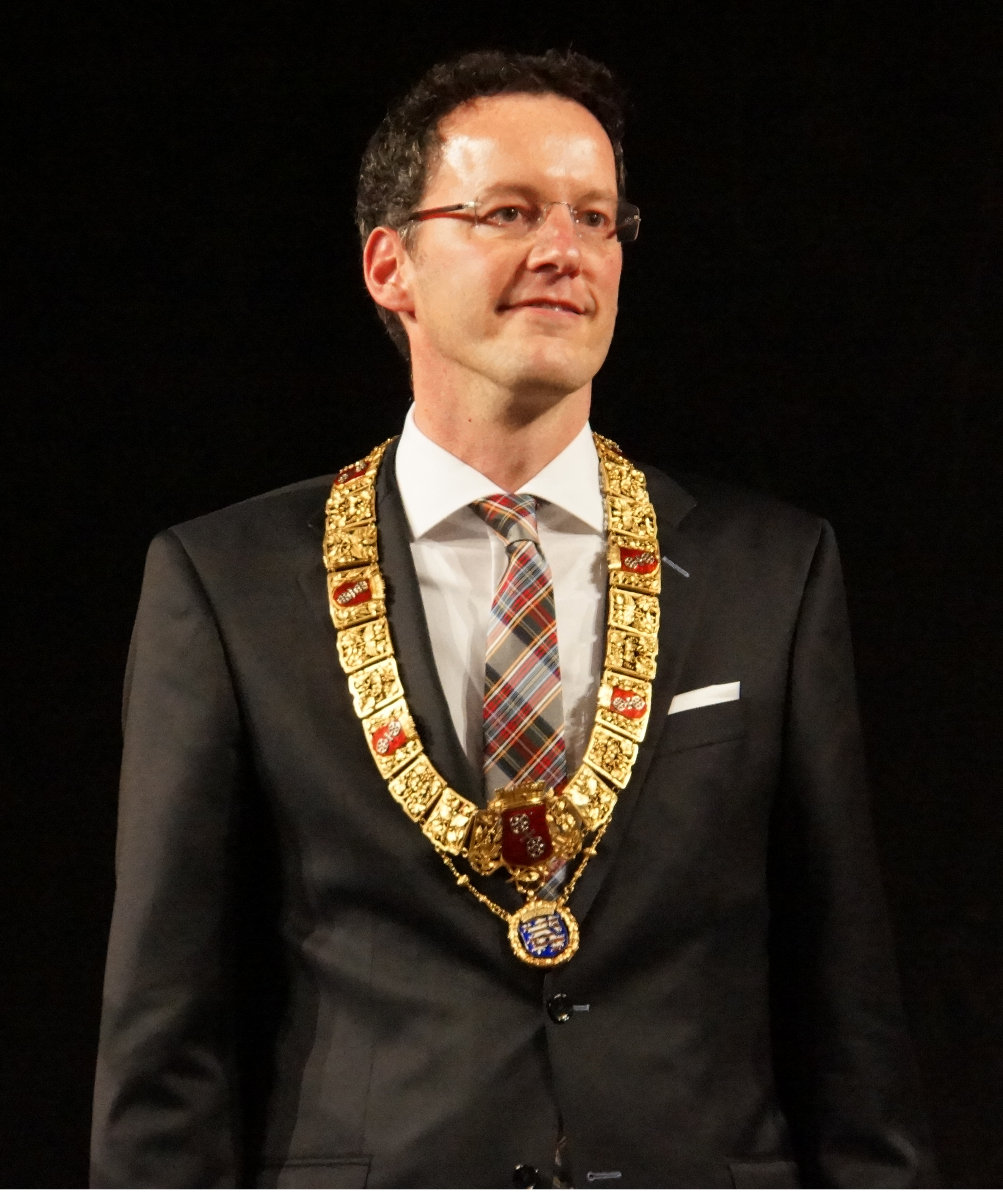
Michael Ebling

- 29. Januar: Phil Bancroft, englischer Jazzsaxophonist
- 29. Januar: Tom Bancroft, englischer Jazzschlagzeuger
- 29. Januar: Marc Cary, US-amerikanischer Jazzmusiker
- 29. Januar: Khalid Skah, marokkanischer Leichtathlet
- 30. Januar: Juergen Maurer, österreichischer Schauspieler
- 30. Januar: Sergei Wladimirowitsch Tschepikow, russischer Biathlet
- 31. Januar: Stefan Beuse, deutscher Schriftsteller
- 31. Januar: Michael Burkett, US-amerikanischer Musiker
- 31. Januar: Chad Channing, Drummer der Grunge-Band Nirvana
- 31. Januar: Shauna Rolston, kanadische Cellistin

### Februar
- 01. Februar: Christian Frommert, deutscher Journalist († 2025)
- 01. Februar: Jessica Stockmann, deutsche Schauspielerin
- 02. Februar: Catherine Flemming, deutsche Schauspielerin
- 03. Februar: Mixu Paatelainen, finnischer Fußballspieler
- 03. Februar: Aurelio Vidmar, australischer Fußballspieler und -trainer
- 04. Februar: Wjatscheslaw Wladimirowitsch Atawin, russischer Handballspieler
- 04. Februar: Lotto King Karl, deutscher Musiker
- 06. Februar: Izumi Sakai (Pseudonym Zard), japanische Popsängerin († 2007)
- 06. Februar: Hansjörg Weißbrich, deutscher Filmeditor
- 07. Februar: Kurt Kleinschmidt, deutscher Berufssoldat und Politiker
- 07. Februar: Samuel Weiss, Schweizer Schauspieler und Theaterregisseur
- 08. Februar: Matthias Baranowski, deutscher Fußballspieler
- 08. Februar: Lorenzo Minotti, italienischer Fußballspieler
- 09. Februar: Edson Cordeiro, brasilianischer Sänger
- 10. Februar: Patrick Bahners, deutscher Journalist und Autor
- 10. Februar: Laura Dern, US-amerikanische Schauspielerin
- 11. Februar: Ciro Ferrara, italienischer Fußballspieler und -trainer
- 11. Februar: Ladislav Lubina, tschechischer Eishockeyspieler und -trainer († 2021)
- 12. Februar: Annedore Kleist, deutsche Schauspielerin
- 12. Februar: Anita Wachter, österreichische Skirennläuferin
- 13. Februar: Tadayuki Okada, japanischer Motorradrennfahrer
- 14. Februar: Sabrina Ascacibar, deutsch-argentinische Schauspielerin, Sängerin, Tänzerin und Musikerin
- 14. Februar: Stefan Engels, deutscher Organist und Hochschullehrer
- 14. Februar: Robbin Juhnke, deutscher Politiker
- 14. Februar: Helge Thorsten Kautz, deutscher Science-Fiction-Autor
- 14. Februar: Thomas Kronthaler, deutscher Regisseur und Drehbuchautor
- 14. Februar: Mark Rutte, niederländischer Politiker Mark Rutte, 2010

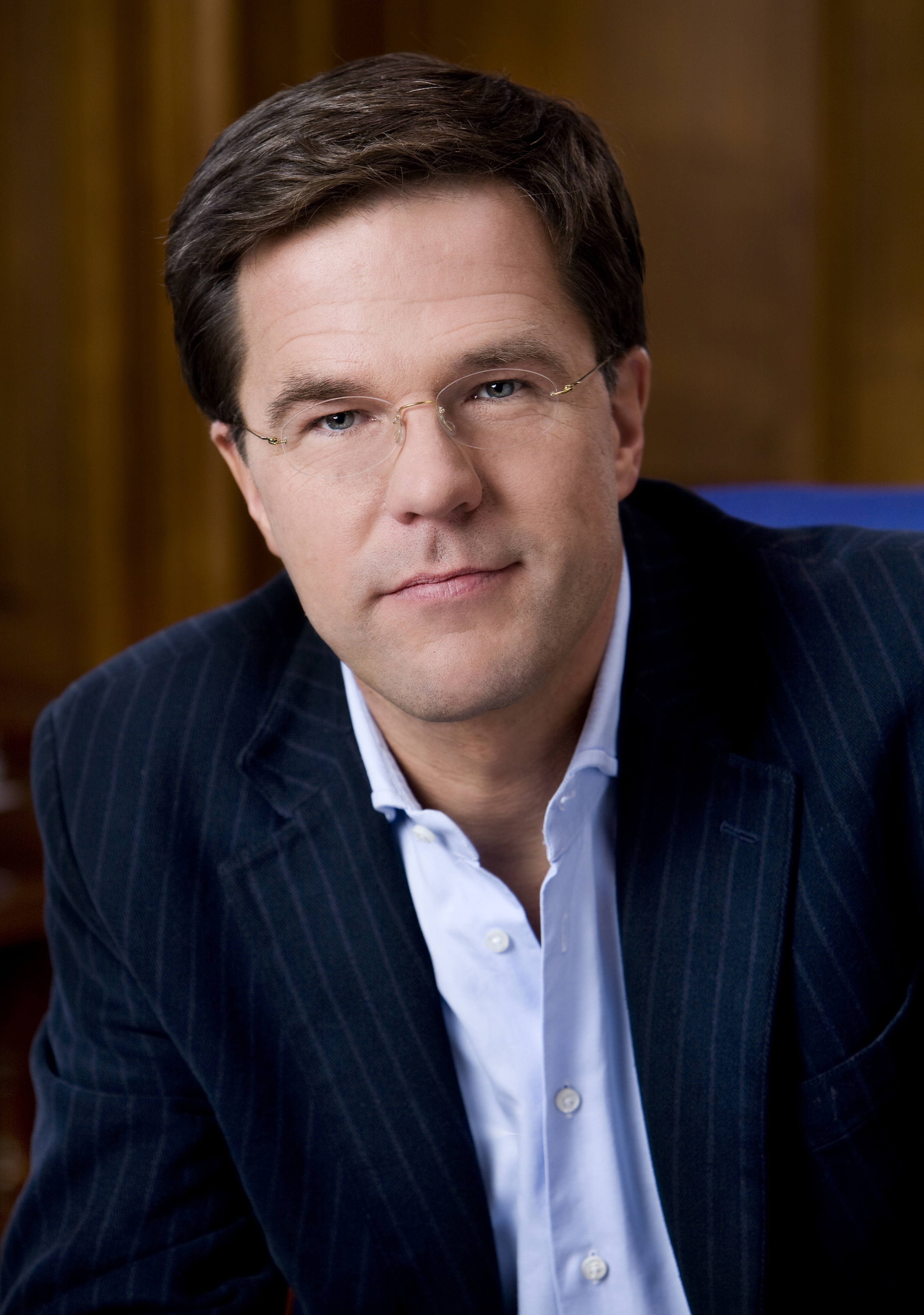
Mark Rutte, 2010

- 16. Februar: Pavel Lychnikoff, russischer Schauspieler
- 17. Februar: Jewgeni Walerjewitsch Grischkowez, russischer Schriftsteller, Schauspieler und Regisseur
- 18. Februar: Roberto Baggio, italienischer Fußballspieler
- 18. Februar: Colin Jackson, britischer Hürden-Sprinter
- 18. Februar: Michael Wittwer, deutscher Fußballspieler
- 19. Februar: Robby Schlund, deutscher Arzt und Politiker
- 19. Februar: Benicio del Toro, US-amerikanischer Schauspieler
- 20. Februar: Paul Accola, Schweizer Skirennläufer
- 20. Februar: Damian Adamus, deutsch-polnischer Eishockeyspieler
- 20. Februar: Kurt Cobain, US-amerikanischer Sänger und Gitarrist der Grunge-Band Nirvana († 1994)
- 20. Februar: Lili Taylor, US-amerikanische Schauspielerin
- 21. Februar: Leroy Burrell, US-amerikanischer Leichtathlet und Olympiasieger
- 21. Februar: Silke-Beate Knoll, deutsche Sprinterin
- 22. Februar: Alf Poier, österreichischer Liedermacher und Kabarettist
- 22. Februar: Thomas Westphal, deutscher Politiker
- 23. Februar: Tetsuya Asano, japanischer Fußballspieler und -trainer
- 23. Februar: Margit Auer, deutsche Journalistin und Schriftstellerin
- 23. Februar: Chris Vrenna, US-amerikanischer Musikproduzent, Schlagzeuger und Toningenieur
- 24. Februar: Rainer Atzbach, deutscher Mittelalter- und Neuzeitarchäologe
- 25. Februar: Nick Leeson, britischer Wertpapierhändler, Spekulant, Buchautor, Fußballmanager
- 25. Februar: Andi Niessner, deutscher Filmregisseur
- 26. Februar: Currie Graham, kanadisch-US-amerikanischer Schauspieler
- 26. Februar: Nina Kronjäger, deutsche Schauspielerin
- 26. Februar: Kazuyoshi Miura, japanischer Fußballspieler
- 27. Februar: Volkan Konak, türkischer Sänger († 2025)
- 28. Februar: Frank Bernaerts, belgischer Komponist und Musiker
- 28. Februar: Andrew Tridgell, australischer Programmierer
- 28. Februar: Peter Bauer, deutscher Snowboarder

### März
- 01. März: Jelena Alexandrowna Afanassjewa, russische Mittelstreckenläuferin
- 01. März: George Eads, US-amerikanischer Schauspieler
- 01. März: Franzobel, österreichischer Schriftsteller
- 01. März: Aron Winter, niederländischer Fußballspieler und -trainer
- 02. März: Dietrich Birk, deutscher Politiker
- 02. März: Sean Olsson, britischer Bobfahrer
- 03. März: Isabel Nasrin Abedi, deutsche Kinderbuchautorin
- 03. März: Jorge Claudio Arbiza Zanuttini, uruguayischer Fußballspieler
- 03. März: Stephan Attiger, schweizerischer Politiker
- 03. März: Alexander Wladimirowitsch Wolkow, russischer Tennisspieler († 2019)
- 04. März: Michael Andersson, schwedischer Radrennfahrer
- 04. März: Annika Johansson, schwedische Freestyle-Skierin
- 04. März: Kubilay Türkyılmaz, Schweizer Fußballspieler
- 04. März: Andreas Wistuba, deutscher Botaniker
- 07. März: Mayumi Abe, japanische Curlerin
- 07. März: Thomas Lehmann, deutscher Schauspieler
- 08. März: Wolfgang Adenberg, deutscher Musicalautor
- 09. März: Christian W. Schulz, österreichischer Cellist
- 09. März: Alexander Seitz, deutscher Jurist
- 09. März: Nikolas Vogel, österreichischer Kameramann († 1991)
- 09. März: Michael Weinfurter, deutscher Eishockeyspieler
- 10. März: Bülent Akıncı, deutscher Filmregisseur und Drehbuchautor
- 10. März: David Grann, US-amerikanischer Journalist und Schriftsteller
- 10. März: Falk-Willy Wild, deutscher Schauspieler
- 11. März: Jean-Guihen Queyras, kanadischer Cellist
- 12. März: Axel Boisen, dänischer Dokumentarfilmautor, -produzent und -regisseur
- 12. März: Thomas Dietz, deutscher Politiker
- 12. März: Rick Worthy, US-amerikanischer Schauspieler
- 13. März: Luigi Colturi, italienischer Skirennläufer († 2010)
- 14. März: Ralf Brauksiepe, deutscher Politiker
- 14. März: Michael Fincke, US-amerikanischer Astronaut Michael Fincke

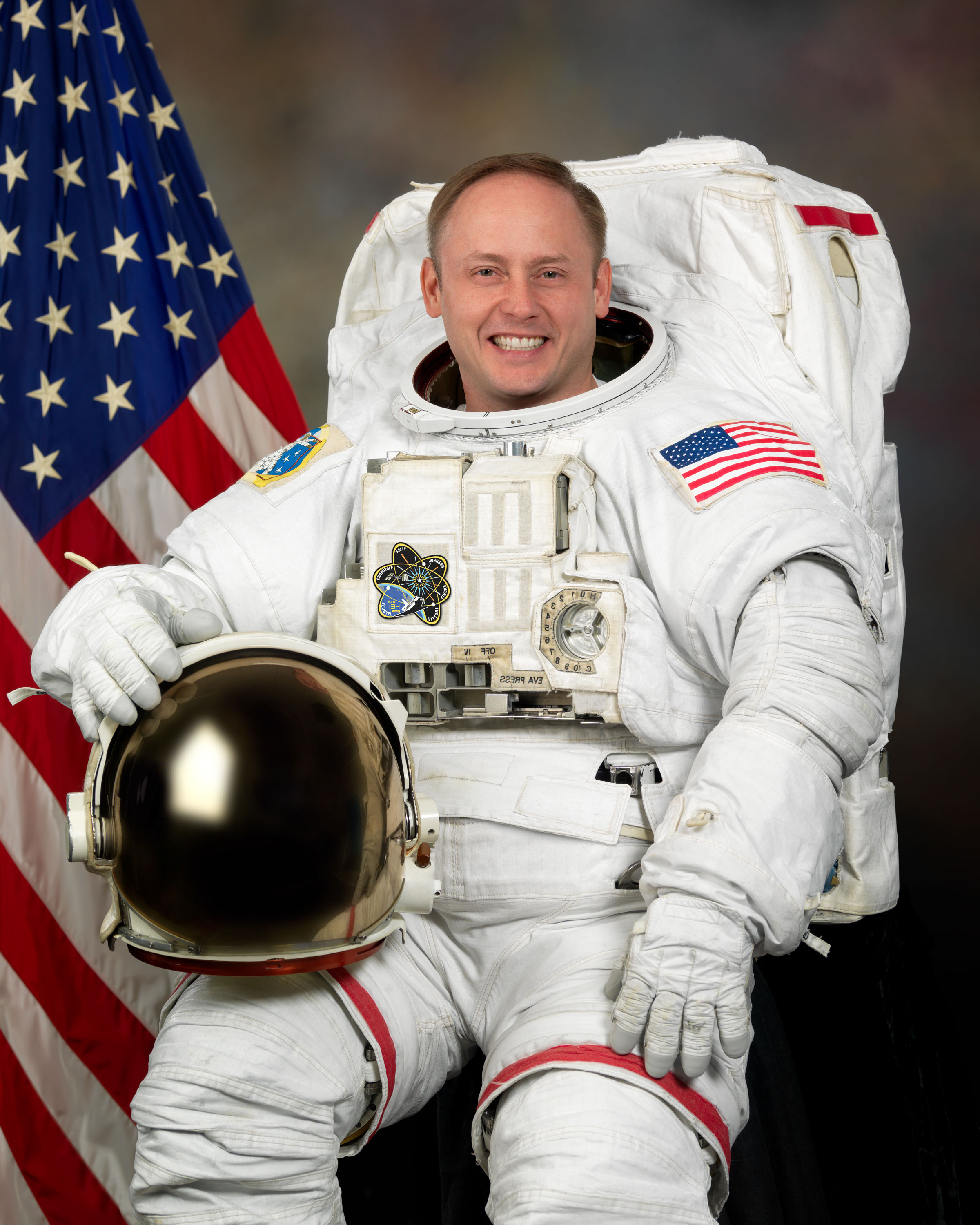
Michael Fincke

- 14. März: Dieudonné Nzapalainga, zentralafrikanischer Erzbischof
- 15. März: Naoko Takeuchi, japanische Mangaka
- 15. März: Claudine Wilde, deutsche Schauspielerin
- 16. März: Dan Dediu, rumänischer Komponist
- 16. März: Lauren Graham, US-amerikanische Schauspielerin
- 16. März: Angela Wiedl, deutsche Sängerin volkstümlicher Musik
- 16. März: Heidi Zurbriggen, Schweizer Ski-Rennfahrerin
- 17. März: Andrew Bird, neuseeländischer Ruderer
- 17. März: Billy Corgan, US-amerikanischen Gitarrist und Sänger Billy Corgan, 2005

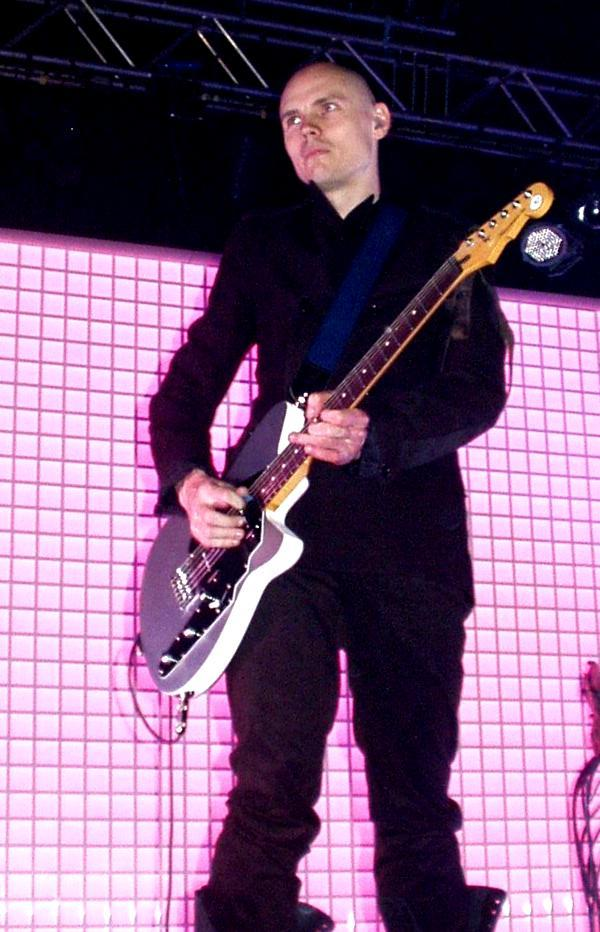
Billy Corgan, 2005

- 17. März: Emmanuel Peterfalvi, ein französischer, in Deutschland tätiger Kabarettist („Alfons“)
- 19. März: Wladimir Konstantinow, russischer Eishockeyspieler
- 20. März: Xavier Beauvois, französischer Schauspieler, Regisseur und Drehbuchautor
- 20. März: Stephan Kampwirth, deutscher Schauspieler
- 20. März: Yukito Kishiro, japanischer Mangaka
- 20. März: Andreas Lust, österreichischer Schauspieler
- 20. März: Lara Naszinsky, deutsche Schauspielerin
- 20. März: Miriam Vogt, deutsche Skirennläuferin
- 21. März: Jonas Berggren, schwedischer Musiker
- 22. März: Bibi Appel, deutscher Eishockeytorwart († 2022)
- 22. März: Mario Cipollini, italienischer Radrennfahrer
- 22. März: Stefan-Ludwig Hoffmann, deutscher Historiker
- 22. März: Jan Udo Holey, deutscher Autor
- 23. März: Gabriel Fourmigué, französischer Bobfahrer († 2022)
- 23. März: Uwe Leichsenring, deutscher Politiker († 2006)
- 24. März: Franck Badiou, französischer Sportschütze
- 24. März: Kathy Rinaldi, US-amerikanische Tennisspielerin
- 24. März: Diann Roffe-Steinrotter, US-amerikanische Skirennläuferin
- 24. März: Dietmar Schultke, deutscher Autor
- 25. März: Vicente Amigo, spanischer Flamenco-Gitarrist
- 25. März: Matthew Barney, US-amerikanischer Medien-Künstler
- 25. März: Ben Mankiewicz, US-amerikanischer Filmkritiker
- 25. März: Tom Van Dyck, belgischer Jazzsaxophonist
- 25. März: Frits van Eerd, niederländischer Unternehmer und Automobilrennfahrer
- 26. März: Andrew Mast, US-amerikanischer Dirigent und Musikpädagoge
- 26. März: Michael Rowitz, deutscher Regisseur
- 28. März: Kai Abraham, deutsch-österreichischer Badmintonspieler
- 28. März: Giacomo Aula, italienischer Jazzpianist
- 29. März: John Popper, US-amerikanischer Bluesmusiker
- 29. März: Michel Hazanavicius, französischer Regisseur und Drehbuchautor
- 30. März: Megumi Hayashibara, japanische Synchronsprecherin und Sängerin
- 31. März: Robert Schirle, britischer Automobilrennfahrer und Rennstallbesitzer

### April
- 01. April: Nicola Roxon, australische Politikerin
- 01. April: Jacques Schulz, deutscher Sportjournalist und Motorsport-Kommentator
- 01. April: Elke Walther, deutsche Fußballspielerin
- 02. April: Claudia Nowak, deutsche Juristin
- 03. April: Ilya Itin, russischer Pianist und Musikpädagoge
- 03. April: Mark Skaife, australischer Automobilrennfahrer
- 03. April: David Knijnenburg, australischer Schauspieler
- 04. April: Pierre Besson, deutscher Schauspieler
- 04. April: Edith Masai, kenianische Leichtathletin
- 04. April: Jörg Moukaddam, deutscher Schauspieler
- 04. April: Jeff Parker, US-amerikanischer Gitarrist
- 04. April: Xenia Seeberg, deutsche Schauspielerin
- 05. April: Robert Lohr, deutscher Schauspieler
- 05. April: Laima Zilporytė, litauische Radrennfahrerin
- 06. April: Chantal Bournissen, Schweizer Skirennläuferin
- 07. April: Alex Christensen, deutscher Komponist, Musik-Produzent und DJ
- 07. April: Lutz Eikelmann, deutscher Jazz-Musiker
- 07. April: Artemis Gounaki, Sängerin, Texterin, Komponistin und Produzentin
- 07. April: Bodo Illgner, deutscher Fußballspieler
- 07. April: Motoaki Ishikawa, japanischer Arzt und Automobilrennfahrer

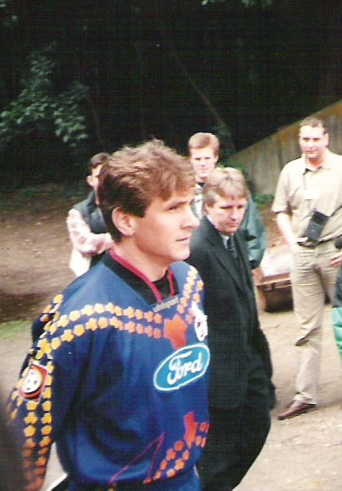
Bodo Illgner

- 10. April: David Rovics, US-amerikanischer Singer-Songwriter und Aktivist
- 11. April: Lachlan Dreher, australischer Hockeyspieler
- 11. April: Alejandro Gómez, spanischer Leichtathlet († 2021)
- 11. April: Mambo Kurt, deutscher Musiker und Alleinunterhalter
- 11. April: Klaus Michael Rückert, deutscher Politiker
- 11. April: Joop Stokkel, niederländischer Schwimmer und Reiter
- 12. April: Wolfram von Stauffenberg deutscher Schauspieler, Hörspielsprecher und Boxer († 2024)
- 13. April: Olga Tañón, puerto-ricanische Sängerin
- 14. April: Sébastien Page, Schweizer Bankier und Automobilrennfahrer
- 14. April: Jaimz Woolvett, kanadischer Schauspieler
- 16. April: Junko Ōnishi, japanische Jazzpianistin
- 17. April: Michael Ammann, deutscher Komponist, Improvisateur, Performer und Phonetiker
- 17. April: Matt Chamberlain, US-amerikanischer Schlagzeuger und Percussionist
- 17. April: Ulrike Fenzl, deutsche Juristin
- 17. April: Oliver Kasper, deutscher Eishockeyspieler
- 17. April: Liz Phair, US-amerikanische Rock-Sängerin
- 18. April: Maria Bello, US-amerikanische Schauspielerin
- 18. April: Daniel Sodenkamp, deutscher Politiker
- 18. April: Todd Terry, US-amerikanischer DJ, Produzent und Remixer
- 19. April: Robert Viktor Minich, deutscher Schauspieler
- 19. April: Troels Svane, dänischer Cellist
- 19. April: Dar Williams, US-amerikanische Singer-Songwriterin
- 19. April: Alexander Wolf, deutscher Jurist und Politiker
- 20. April: Ingo Appelt, deutscher Comedian und Kabarettist Ingo Appelt, 2004

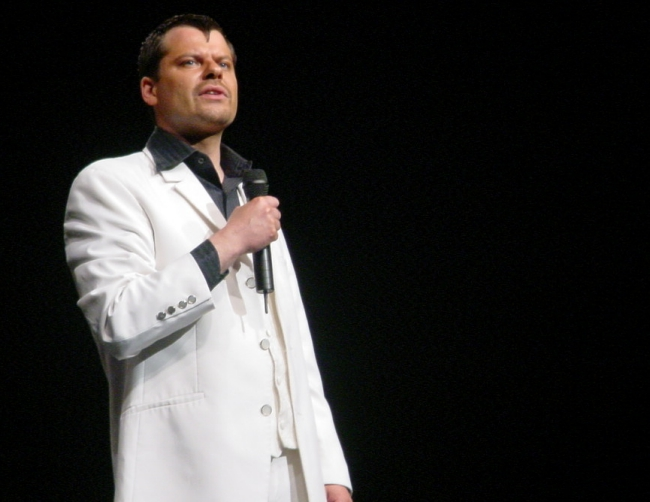
Ingo Appelt, 2004

- 20. April: Mike Portnoy, US-amerikanischer Schlagzeuger
- 21. April: Rolf Miller, deutscher Kabarettist und Comedian
- 22. April: Loreta Asanavičiūtė, Todesopfer der Demonstrationen für die Freiheit und Unabhängigkeit Litauens († 1991)
- 22. April: Mike Buck, US-amerikanischer American-Football-Spieler
- 22. April: Bart Bowen, US-amerikanischer Radrennfahrer
- 22. April: Sheryl Lee, US-amerikanische Schauspielerin
- 22. April: Brian J. Nelson, US-amerikanischer Komponist
- 22. April: Kristi Terzian, US-amerikanische Skirennläuferin
- 24. April: Joseph Groves Boxhall, englischer Seefahrer
- 24. April: Kerstin Hack, deutsche Anglistin, Ethnologin, Autorin, Verlegerin und Referentin
- 24. April: Jacqueline Macaulay, britische Schauspielerin
- 24. April: Robert Nearn, britischer Automobilrennfahrer
- 25. April: Susana de Fátima Carvalho Amador, portugiesische Verwaltungsjuristin und Politikerin
- 25. April: Joachim Pfeiffer, deutscher Politiker (CDU)
- 26. April: Bratt Sinclaire, italienischer Musikproduzent
- 26. April: Glenn Jacobs, US-amerikanischer Wrestler
- 26. April: Peter Jordan, deutscher Schauspieler
- 26. April: Klaus Merk, deutscher Eishockeyspieler und -trainer
- 26. April: Paul Pritchard, britischer Kletterer, Bergsteiger und Autor
- 26. April: Simon Teuscher, Schweizer Historiker
- 26. April: Savaş Uçar, deutsch-türkischer Sänger
- 26. April: Monte Warden, US-amerikanischer Country-Musiker
- 27. April: Jan Ditgen, deutscher Zauberkünstler, Komiker und Moderator
- 27. April: Willem-Alexander, König der Niederlande

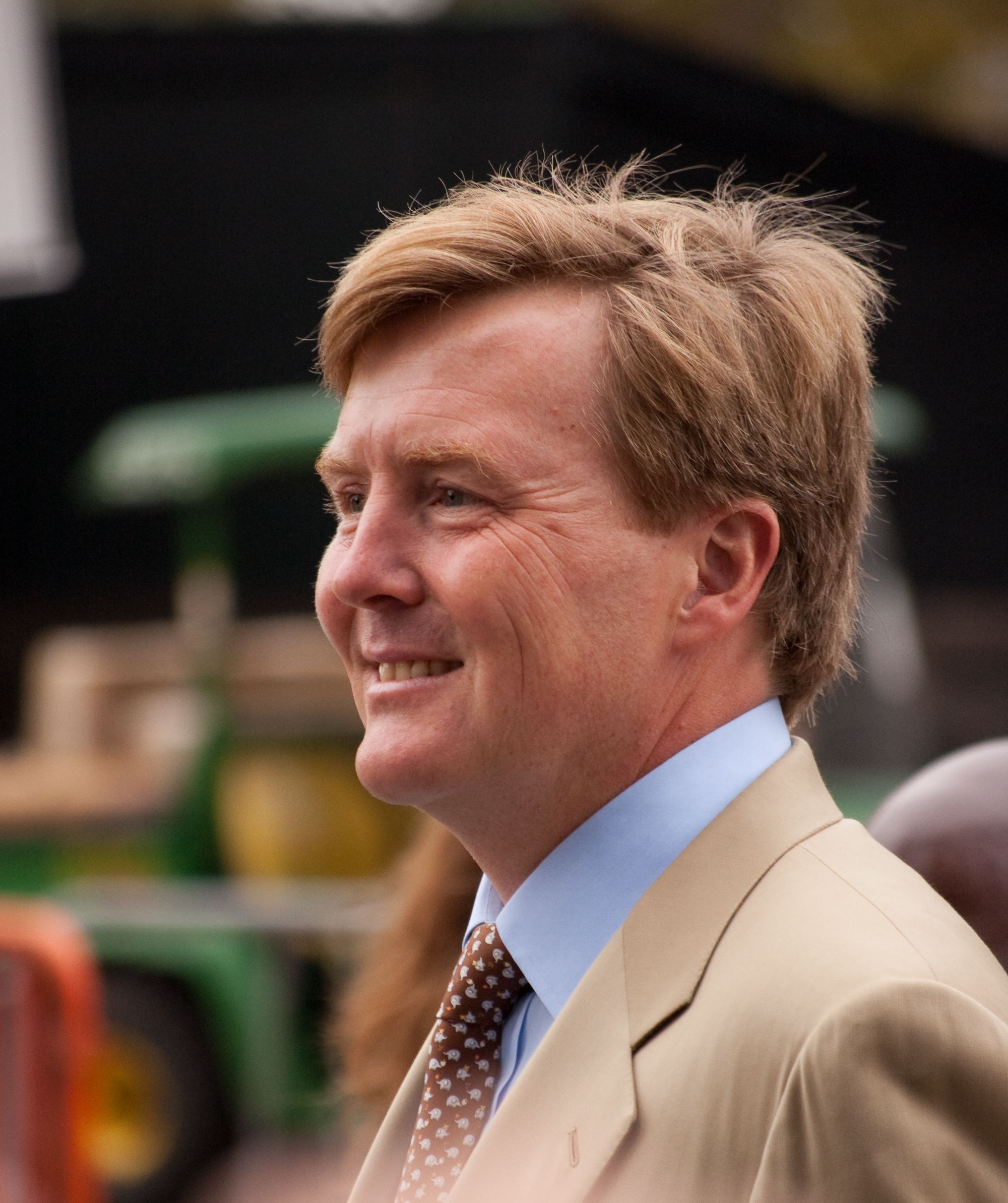
König der Niederlande Willem-Alexander

- 28. April: Michel Andrieux, französischer Ruderer
- 28. April: Dario Hübner, italienischer Fußballspieler
- 29. April: Dan Ariely, US-amerikanischer Professor für Psychologie und Verhaltensökonomik
- 29. April: Tyron Montgomery, irisch-deutscher Film- und Medienschaffender
- 30. April: Turbo B, US-amerikanischer Rapper

### Mai
- 01. Mai: Kendra Kobelka, kanadische Skirennläuferin
- 01. Mai: Tim McGraw, US-amerikanischer Country-Sänger und Schauspieler
- 02. Mai: Judith Adlhoch, deutsche Fernsehmoderatorin, Produzentin, Drehbuchautorin und Regisseurin
- 02. Mai: Luigi Apolloni, italienischer Fußballspieler und -trainer
- 02. Mai: Thomas Audehm, deutscher Fußballspieler
- 02. Mai: Masami Kageyama, japanischer Automobilrennfahrer
- 02. Mai: Sven Plöger, deutscher Meteorologe und Moderator
- 03. Mai: Maria Despas, australische Freestyle-Skierin
- 03. Mai: Arno Klasen, deutscher Automobilrennfahrer
- 03. Mai: Slavomír Kňazovický, slowakischer Kanute
- 03. Mai: Anja Lukaseder, deutsche Künstler- und Musikmanagerin, „DSDS“-Jury 2007
- 03. Mai: Catherine Marchal, französische Schauspielerin
- 04. Mai: Ana Gasteyer, US-amerikanische Schauspielerin und Komikerin
- 04. Mai: Michael Kauch, deutscher Politiker und MdB
- 04. Mai: Dominik Schwaderlapp, Generalvikar des Erzbistums Köln und Domkapitular
- 04. Mai: Bion Tsang, US-amerikanischer Cellist
- 04. Mai: Haydar Zorlu, deutscher Schauspieler
- 05. Mai: Fabian Vogt, deutscher Schriftsteller und Pastor
- 06. Mai: Thomas Abratis, deutscher Nordischer Kombinierer
- 06. Mai: Till Demtrøder, deutscher Schauspieler, Sprecher und Autor
- 06. Mai: Christophe Pillon, Schweizer Automobilrennfahrer
- 07. Mai: Oliver Anthofer, österreichischer Behindertensportler
- 07. Mai: Martin Bryant, australischer Massenmörder
- 08. Mai: Christian Abt, deutscher Automobilrennfahrer
- 09. Mai: Clive Alderton, britischer Diplomat und Privatsekretär von Prinz Charles und Herzogin Camilla
- 09. Mai: Nataša Bokal, slowenische Skirennläuferin
- 09. Mai: Christian Hook, deutscher Automobilrennfahrer
- 10. Mai: Antje Harvey, deutsche Biathletin
- 11. Mai: Steve Kapur, britischer Rapper, Sänger und Songwriter
- 12. Mai: Tim Armstrong, kanadischer Eishockeyspieler
- 12. Mai: Paul d’Amour, US-amerikanischer Bassist
- 13. Mai: Chuck Schuldiner, Gitarrist und Sänger der Death-Metal-Band Death († 2001)
- 13. Mai: Melanie Thornton, US-amerikanische Pop-Sängerin († 2001)
- 14. Mai: Judith Hofmann, Schweizer Schauspielerin
- 14. Mai: Jenny Schily, deutsche Schauspielerin
- 15. Mai: Simen Agdestein, norwegischer Schachgroßmeister und Fußballspieler
- 15. Mai: Madhuri Dixit, indische Filmschauspielerin
- 15. Mai: Andrea Jürgens, deutsche Schlagersängerin († 2017)
- 15. Mai: József Salim, ungarischer Taekwondoin († 2022)
- 15. Mai: John Smoltz, US-amerikanischer Baseballspieler
- 15. Mai: Orlando Zapata, kubanischer Dissident († 2010)
- 16. Mai: Markus Dieth, Schweizer Politiker
- 16. Mai: Klaas Hübner, deutscher Politiker
- 16. Mai: Virgil Widrich, österreichischer Regisseur, Drehbuchautor, Filmemacher und Multimedia-Künstler
- 17. Mai: Joseph Michael Acaba, US-amerikanischer Astronaut
- 17. Mai: Frank Gerhardt, deutscher Musiker
- 18. Mai: Heinz-Harald Frentzen, deutscher Automobilrennfahrer
- 18. Mai: Matthias Haß, deutscher Komponist und Musikproduzent, Echo-Preisträger 2007
- 18. Mai: Bob Stephenson, US-amerikanischer Filmschauspieler, Filmproduzent und Drehbuchautor
- 20. Mai: Juri Kuzenko, russischer Schauspieler
- 20. Mai: Patrick Ortlieb, österreichischer Skiläufer
- 21. Mai: Andrei Michailowitsch Antropow, sowjetischer und russischer Badmintonspieler
- 21. Mai: Dirk Audehm, deutscher Schauspieler, Theaterregisseur und Sänger
- 21. Mai: Chris Benoit, US-amerikanischer Wrestler († 2007)
- 21. Mai: Gerhard Gulewicz, österreichischer Extremsportler († 2025)
- 22. Mai: MC Eiht, US-amerikanischer Rapper
- 23. Mai: Héctor Acosta, dominikanischer Sänger und Komponist
- 23. Mai: Didier Cottaz, französischer Automobilrennfahrer und Unternehmer
- 23. Mai: Charlie Hunter, US-amerikanischer Jazz-, Rock- und Fusion-Gitarrist
- 23. Mai: Wotan Wilke Möhring, deutscher Schauspieler und Musiker
- 24. Mai: Dana V. Ashbrook, US-amerikanischer Schauspieler
- 24. Mai: Andrei Fridrichowitsch Borodin, russischer Bankier
- 24. Mai: Julia Bremermann, deutsche Schauspielerin
- 24. Mai: Bärbel Kofler, deutsche Politikerin
- 25. Mai: Poppy Z. Brite, US-amerikanische Schriftstellerin
- 25. Mai: Luc Nilis, belgischer Fußballspieler
- 25. Mai: André Tempelmeier, deutscher Handballspieler
- 26. Mai: Kevin Moore, US-amerikanischer Keyboarder und Komponist
- 26. Mai: Kristen Pfaff, US-amerikanische Musikerin († 1994)
- 27. Mai: Paul Gascoigne, englischer Fußballspieler

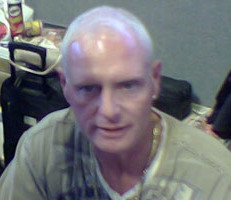
Paul Gascoigne

- 27. Mai: Lou Gish, US-amerikanische Schauspielerin († 2006)
- 27. Mai: Kai Pflaume, deutscher Fernsehmoderator Kai Pflaume, 2007

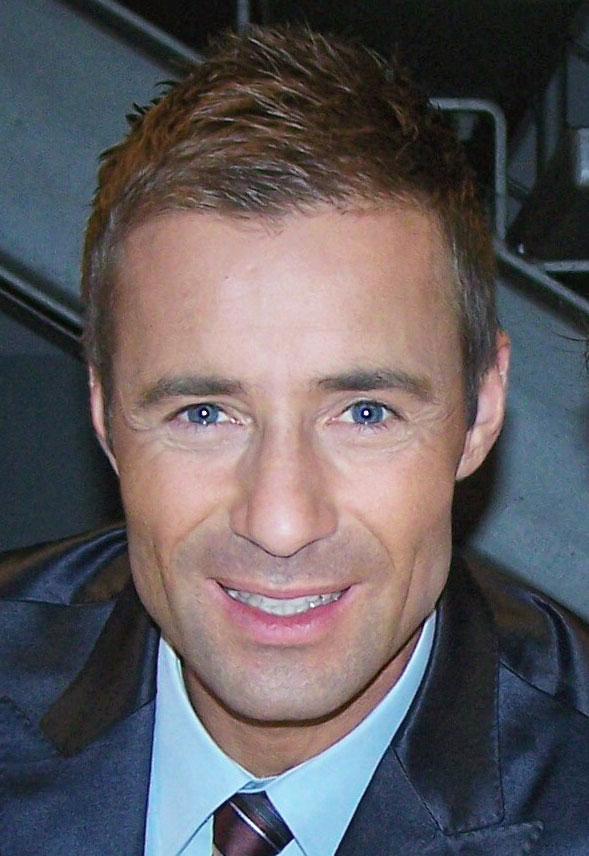
Kai Pflaume, 2007

- 27. Mai: Jörn Leonhard, deutscher Historiker
- 28. Mai: Sunday Sunkanmi Adelaja, ukrainischer Prediger
- 28. Mai: Omar Pedrini, italienischer Musiker
- 28. Mai: Leonard Soccio, deutscher Eishockeyspieler
- 29. Mai: Omar Arellano Nuño, mexikanischer Fußballspieler und -trainer
- 29. Mai: Noel Gallagher, britischer Musiker Noel Gallagher

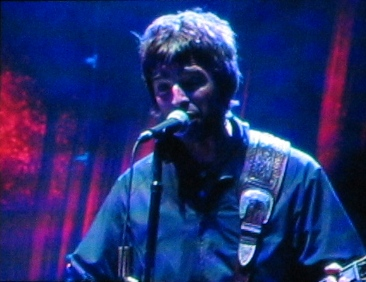
Noel Gallagher

- 29. Mai: Heidi Mohr, deutsche Fußballspielerin († 2019)
- 30. Mai: Allison Beth Adler, US-amerikanische Drehbuchautorin und Filmproduzentin
- 30. Mai: J. J. Aeschlimann, Schweizer Eishockeyspieler
- 30. Mai: Thomas Beimel, deutscher Komponist, Musikwissenschaftler und Bratschist († 2016)
- 30. Mai: Ian Hodgkinson, kanadischer Wrestler
- 30. Mai: Therese Lohner, österreichische Schauspielerin
- 31. Mai: Sandrine Bonnaire, französische Filmschauspielerin
- 31. Mai: Diesel, australischer Rockmusiker und Gitarrist
- 31. Mai: Eric Revis, US-amerikanischer Jazzbassist

### Juni
- 01. Juni: Olivier Delaître, französischer Tennisspieler
- 02. Juni: Axel Holst, deutscher Schauspieler und Regisseur
- 02. Juni: Andreas Tam, deutscher Handballtrainer und Handballspieler
- 03. Juni: Anderson Cooper, US-amerikanischer Journalist
- 03. Juni: Sven Ottke, deutscher Sportler und Profiboxer
- 03. Juni: Elmar Theveßen, deutscher Fernsehjournalist
- 04. Juni: Marie NDiaye, französische Schriftstellerin
- 04. Juni: Marcus Weinberg, deutscher Politiker und MdB
- 05. Juni: Sven Authorsen, deutscher Eiskunstläufer
- 05. Juni: Joe DeLoach, US-amerikanischer Leichtathlet
- 05. Juni: Géraldine Olivier, Schweizer Sängerin
- 05. Juni: Simon Stockhausen, deutscher Komponist
- 05. Juni: Stefan Weinzierl, deutscher Akustiker und Musikwissenschaftler
- 05. Juni: Sven-Christian Witt, deutscher Jurist und Richter am Bundesfinanzhof
- 06. Juni: Katharina Abt, deutsche Schauspielerin
- 06. Juni: Paul Giamatti, US-amerikanischer Schauspieler
- 07. Juni: Cristina-Adela Foișor, rumänische Schachspielerin († 2017)
- 07. Juni: Robert Alonso Jónas Martinez, andorranischer Fußballspieler
- 07. Juni: Dave Navarro, US-amerikanischer Gitarrist
- 08. Juni: Edgar Itt, deutscher Leichtathlet
- 08. Juni: Jasmin Tabatabai, deutsch-iranische Schauspielerin
- 09. Juni: Dave McLlwain, kanadischer Eishockeyspieler
- 09. Juni: Max Robert, französischer Bobfahrer und Sprinter
- 10. Juni: Timo Dierkes, deutscher Schauspieler
- 10. Juni: Katja Weitzenböck, österreichische Schauspielerin
- 10. Juni: Charnett Moffett, US-amerikanischer Jazzbassist († 2022)
- 11. Juni: Clare Carey, simbabwisch-US-amerikanische Schauspielerin
- 11. Juni: Oliver Ortmann, deutscher Poolbillardspieler
- 11. Juni: Alex Sipiagin, russischer Jazztrompeter
- 12. Juni: Peter Nix, deutscher Kameramann
- 13. Juni: Taşkın Aksoy, türkischer Fußballspieler und -trainer
- 13. Juni: Patrick Moster, deutscher Radrennfahrer, Radsportfunktionär und -trainer
- 15. Juni: Paul Kingsman, neuseeländischer Schwimmer
- 15. Juni: Dieter Stein, deutscher Publizist
- 16. Juni: Jürgen Klopp, deutscher Fußballspieler und -trainer

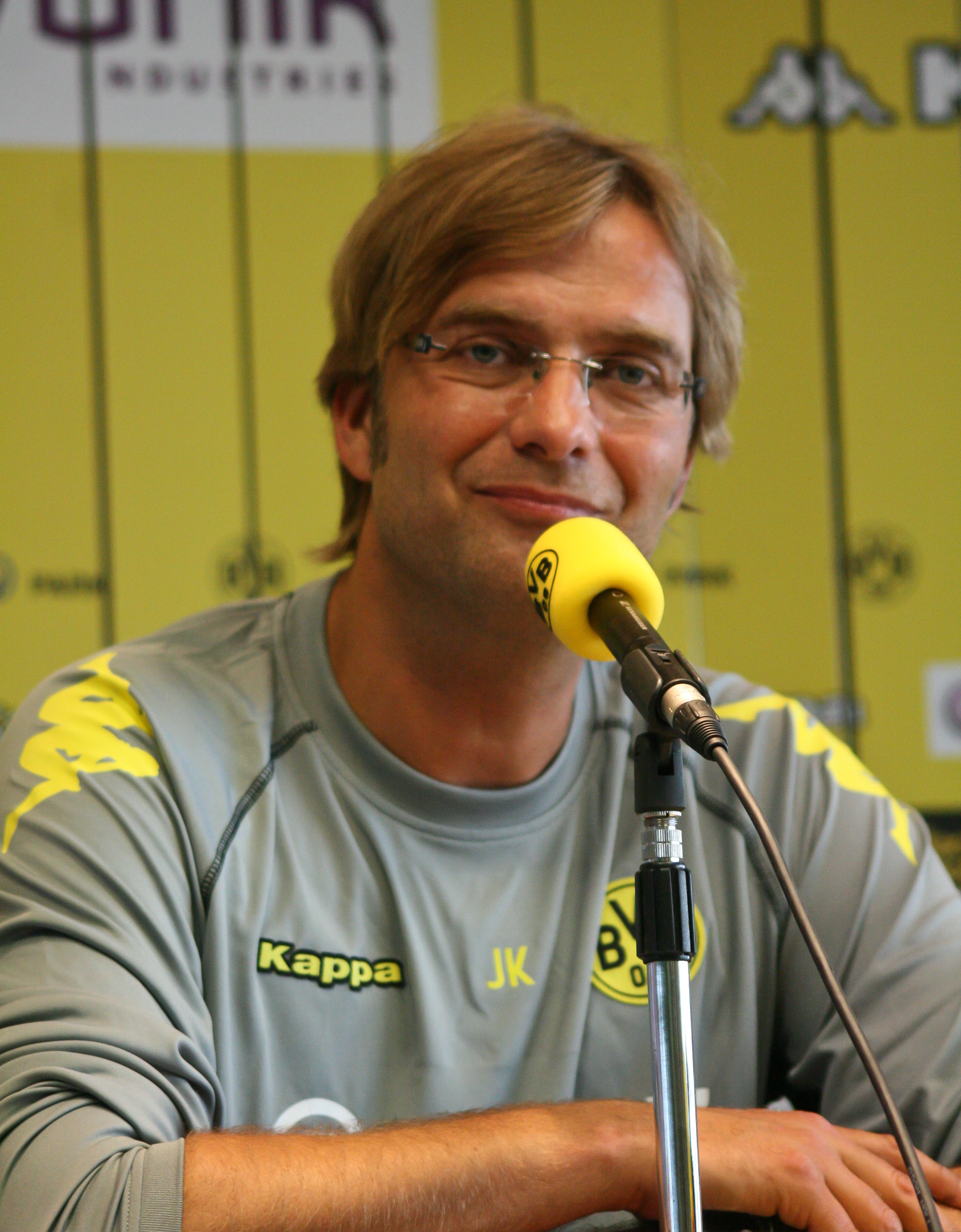
Jürgen Klopp

- 17. Juni: Barbara Sadleder, österreichische Skirennläuferin
- 17. Juni: Tori Welles, US-amerikanische Pornodarstellerin- und Regisseurin
- 18. Juni: Glen Benton, US-amerikanischer Bassist und Sänger
- 18. Juni: Jörg Leichtfried, österreichischer Politiker
- 18. Juni: Michelle Ruthven, kanadische Skirennläuferin
- 19. Juni: Bjørn Dæhlie, norwegischer Skilangläufer Bjørn Dæhlie, 2011

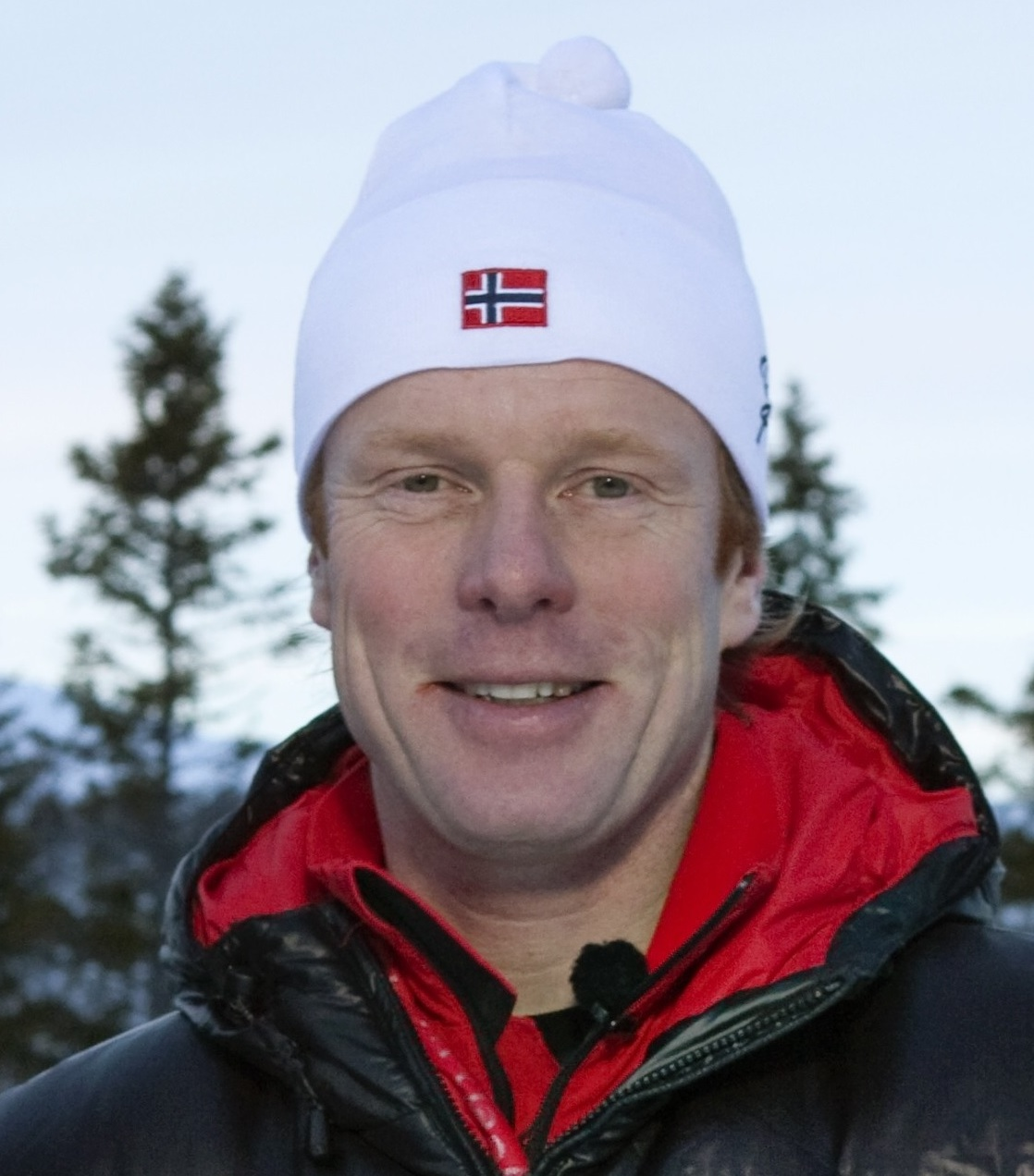
Bjørn Dæhlie, 2011

- 19. Juni: Andrew Tosh, jamaikanischer Reggaemusiker, Sohn von Peter Tosh
- 20. Juni: Nicole Kidman, australische Schauspielerin Nicole Kidman, 2012

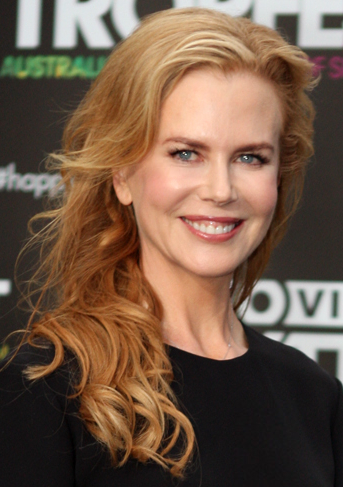
Nicole Kidman, 2012

- 20. Juni: Christian Schmitt-Engelstadt, deutscher Organist
- 21. Juni: Pierre Omidyar, US-amerikanischer Gründer von eBay Inc. Pierre Omidyar

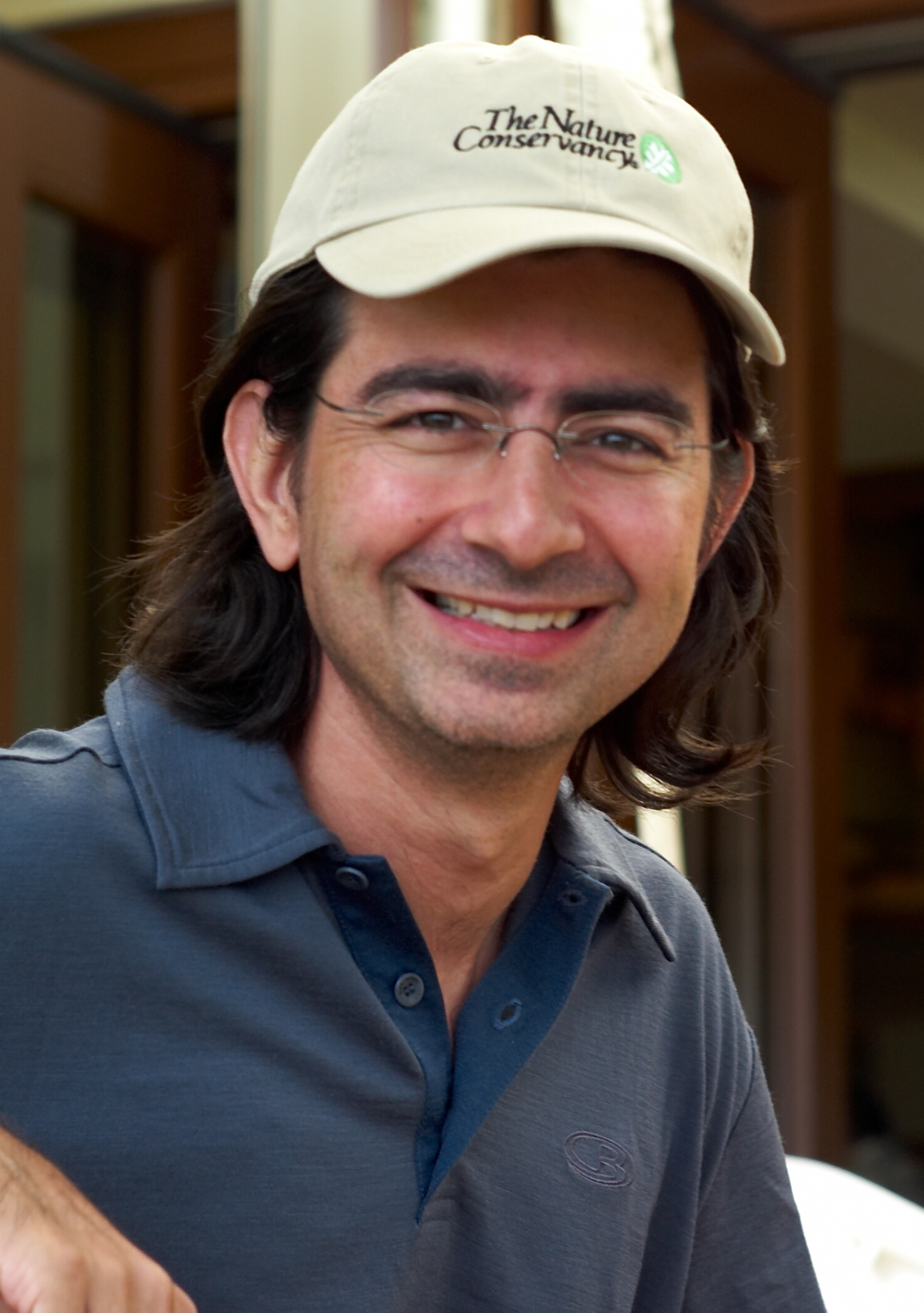
Pierre Omidyar

- 21. Juni: Yingluck Shinawatra, thailändische Politikerin
- 22. Juni: Paul Stanton, ehemaliger US-amerikanischer Eishockeyspieler
- 22. Juni: Yutaka Yamagishi, japanischer Automobilrennfahrer
- 23. Juni: Boris Aljinovic, deutscher Theater- und Filmschauspieler
- 24. Juni: Markus Acher, deutscher Sänger, Gitarrist und Komponist
- 24. Juni: Michael Kessler, deutscher Schauspieler
- 24. Juni: Sherry Stringfield, US-amerikanische Schauspielerin
- 24. Juni: Dorian Keilhack, deutsch-britischer Pianist und Dirigent
- 24. Juni: Janez Lapajne, slowenischer Filmregisseur
- 24. Juni: Richard Kruspe, deutscher Musiker (Rammstein)

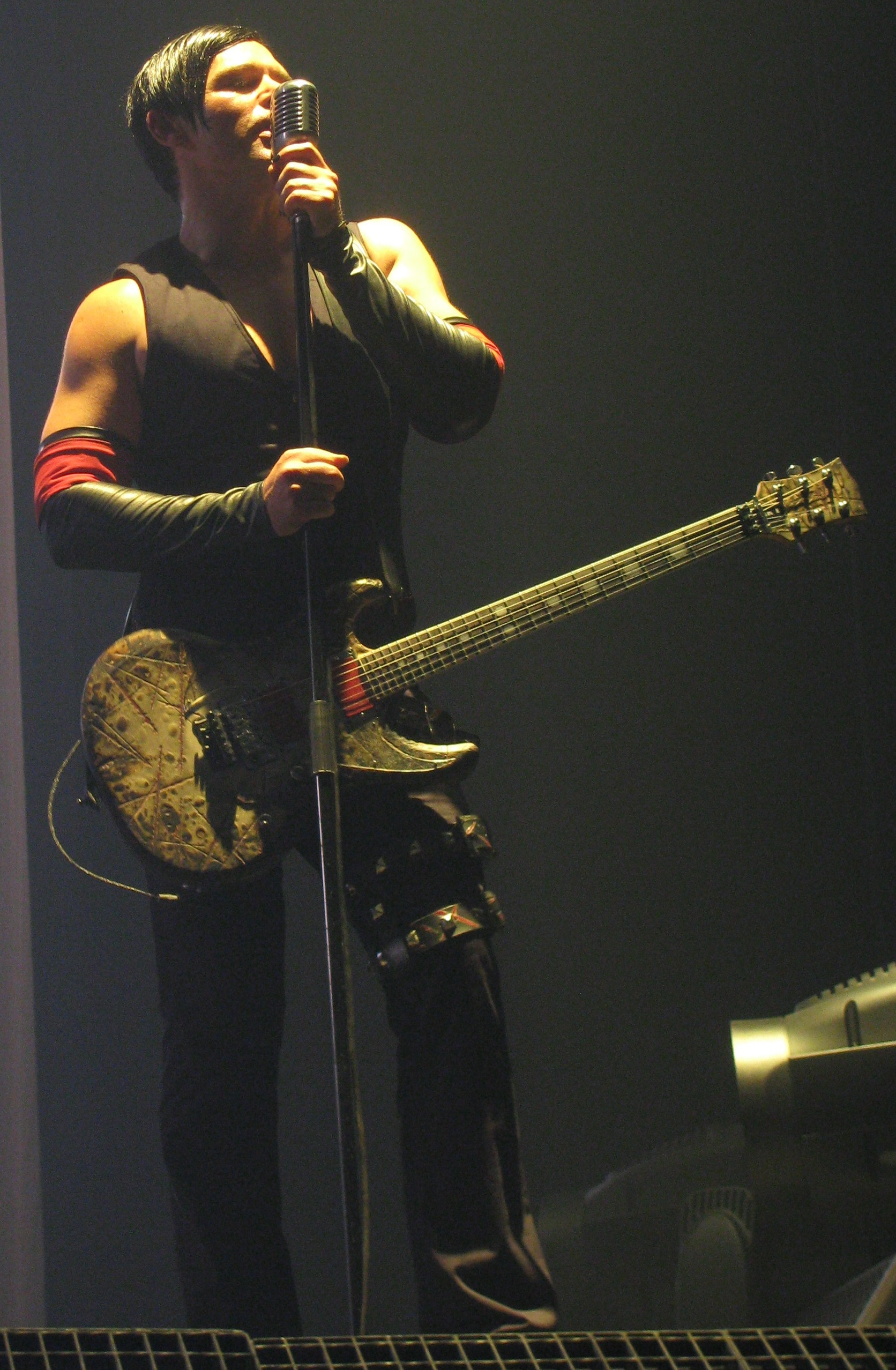
Richard Kruspe

- 26. Juni: Montgomery Arnold, deutscher Schauspieler, Komiker und Synchronsprecher
- 26. Juni: Olivier Dahan, französischer Filmregisseur
- 27. Juni: Andre Arendse, südafrikanischer Fußballtorwart
- 27. Juni: Robert Ciborowski, polnischer Wirtschaftswissenschaftler
- 27. Juni: Volker Helfrich, deutscher Schauspieler
- 27. Juni: Marcus Jensen, deutscher Schriftsteller
- 27. Juni: Markus Kavka, deutscher DJ und Moderator
- 27. Juni: Thomas Maurer, österreichischer Kabarettist
- 27. Juni: Alex Vesper, deutscher Jazzschlagzeuger
- 28. Juni: Leona Aglukkaq, kanadische Politikerin
- 28. Juni: Lars Riedel, deutscher Diskuswerfer
- 29. Juni: Hildegard Müller, deutsche Politikerin
- 30. Juni: Michele Godena, italienischer Schachspieler
- 30. Juni: Silke Renk, deutsche Leichtathletin und Olympiasiegerin
- Juni: Muhsin Hendricks, südafrikanischer Imam († 2025)

### Juli
- 01. Juli: Pamela Anderson, kanadische Schauspielerin und Fotomodell
- 01. Juli: Peter Plate, Komponist und Mitglied der Band Rosenstolz
- 02. Juli: Mike Collins, US-amerikanischer Politiker
- 02. Juli: J.D. Walter, US-amerikanischer Jazzsänger
- 03. Juli: Iulia Bulie, rumänische Ruderin
- 03. Juli: Sandra Ceccarelli, italienische Schauspielerin
- 04. Juli: Matthias Konradt, deutscher Theologe und Hochschullehrer
- 04. Juli: Mohamed Sifaoui, algerischer Journalist und Buchautor
- 05. Juli: Henry Urday Cáceres, peruanischer Schachgroßmeister und -funktionär
- 05. Juli: Steffen Wink, deutscher Schauspieler
- 06. Juli: Petra Kleinert, deutsche Schauspielerin
- 06. Juli: Heather Nova, bermudische Musikerin
- 07. Juli: Tom Kristensen, dänischer Automobilrennfahrer
- 08. Juli: Uwe Spies, deutscher Fußballspieler
- 08. Juli: Klaus Tschütscher, Vize-Regierungschef des Fürstentums Liechtenstein Klaus Tschütscher

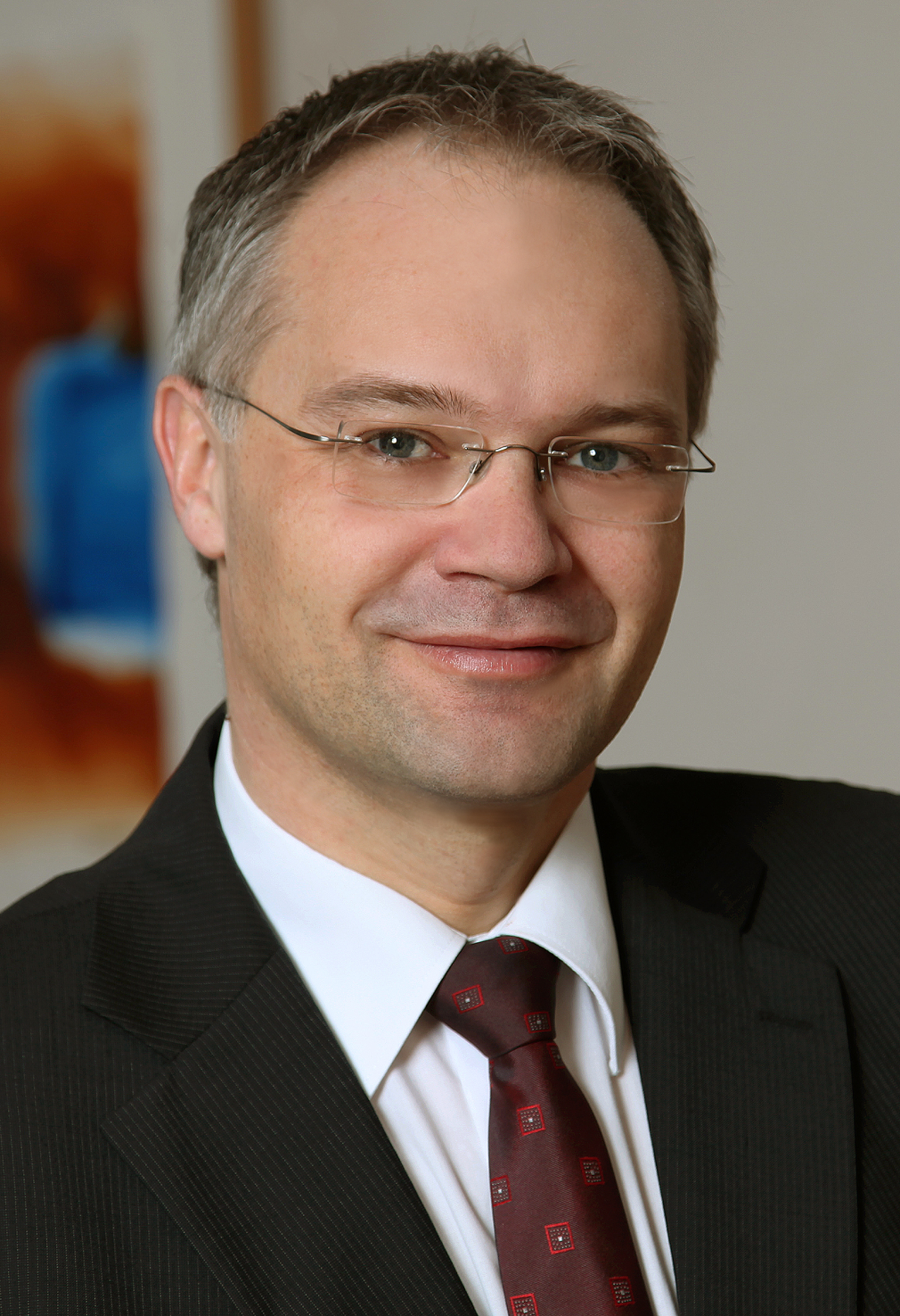
Klaus Tschütscher

- 08. Juli: Sabine Wehr-Hasler, deutsche Snowboarderin
- 10. Juli: Rebekah Del Rio, US-amerikanische Sängerin, Songwriterin und Schauspielerin († 2025)
- 11. Juli: Valeska Böttcher, deutsche Juristin
- 11. Juli: Jon Harris, britischer Filmeditor und Filmregisseur
- 11. Juli: Elfie Simchen, deutsche Freestyle-Skierin
- 12. Juli: Oliver Becker, deutscher Jurist
- 12. Juli: Lukáš Hurník, tschechischer Komponist
- 12. Juli: Kenta Nishimura, japanischer Schriftsteller († 2022)
- 12. Juli: Bruny Surin, kanadischer Leichtathlet und Olympiasieger
- 12. Juli: Steven Thomas, US-amerikanischer Rechtsanwalt und Automobilrennfahrer
- 12. Juli: Markus Willinger, deutscher Organist und Professor
- 13. Juli: Benny Benassi, italienischer Discjockey
- 14. Juli: Ingo Hasselbach, Aussteiger der Neonazi-Szene
- 14. Juli: Bobby Reynolds, US-amerikanischer Eishockeyspieler
- 14. Juli: Michelle Yvonne Simmons, australische Quantenphysikerin
- 16. Juli: Jonathan Adams, US-amerikanischer Schauspieler
- 16. Juli: Enzo Brandner, österreichischer Kameramann
- 16. Juli: Will Ferrell, US-amerikanischer Schauspieler
- 16. Juli: Wolfgang F. Rothe, deutscher katholischer Priester, Theologe und Kirchenrechtler
- 18. Juli: Stefanie Dimmeler, deutsche Biologin, Biochemikerin und Medizinerin
- 18. Juli: Miriam Meckel, Kommunikationswissenschaftlerin
- 18. Juli: Vin Diesel (Mark Sinclair Vincent), US-amerikanischer Schauspieler Vin Diesel (2013)

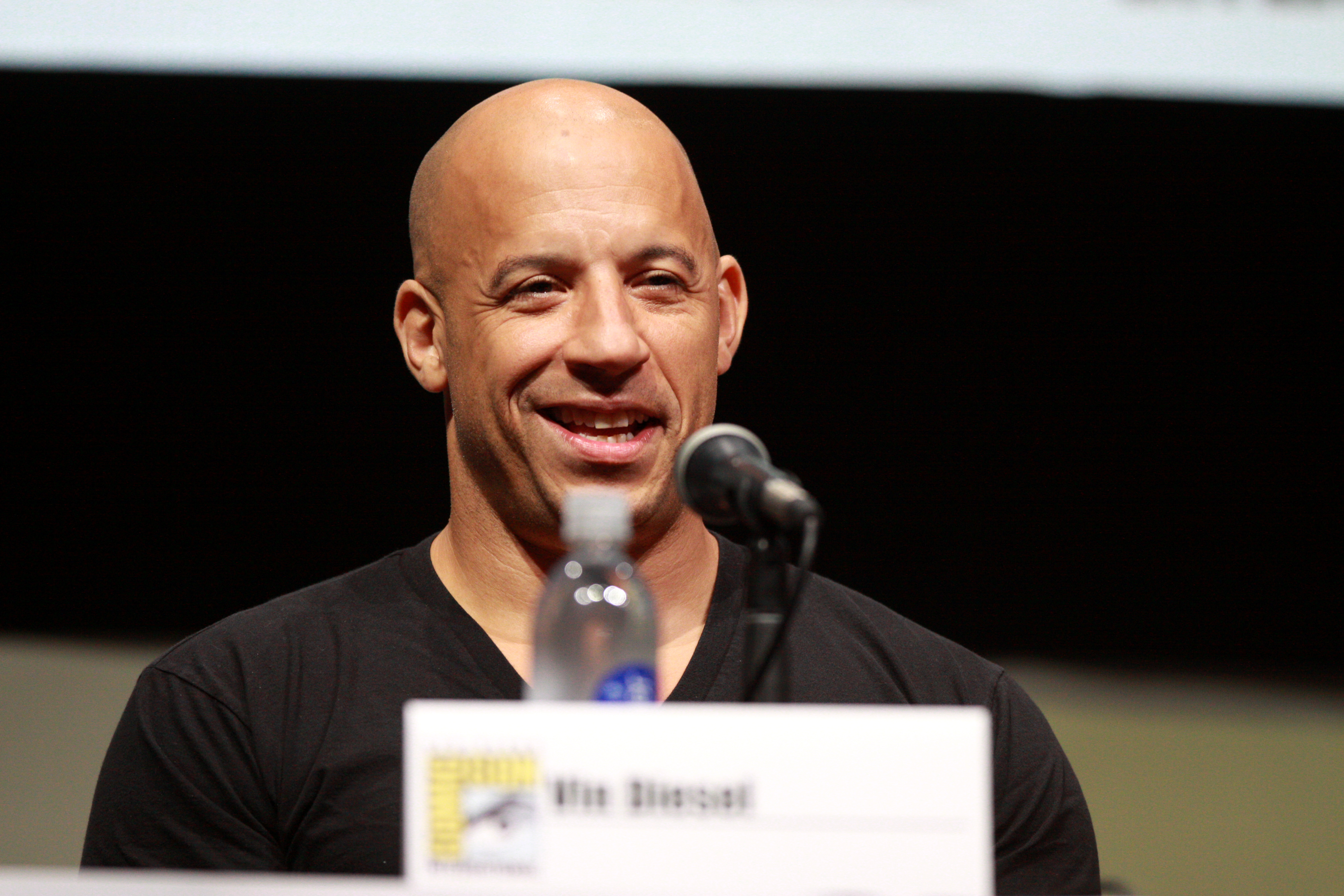
Vin Diesel (2013)

- 18. Juli: José Rodríguez, puerto-ricanischer Boxer
- 19. Juli: Yaël Abecassis, israelische Schauspielerin
- 19. Juli: Nischan Daimer, deutscher Geher
- 19. Juli: Merle Kröger, deutsche Krimischriftstellerin
- 20. Juli: Cezar Costa, brasilianischer Kardinal, Erzbischof von Brasilia
- 21. Juli: Robert Clemen, deutscher Politiker
- 21. Juli: Walter Arencibia, kubanischer Schachmeister
- 23. Juli: Philip Seymour Hoffman, US-amerikanischer Schauspieler († 2014) Philip Seymour Hoffman

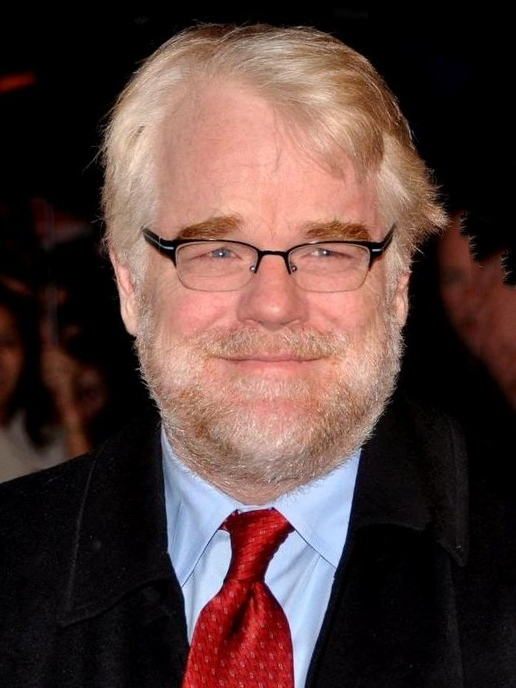
Philip Seymour Hoffman

- 23. Juli: Noboru Ueda, japanischer Motorradrennfahrer
- 23. Juli: Yi Xie, chinesische Chemikerin
- 24. Juli: Jochen Distelmeyer, deutscher Musiker
- 25. Juli: Annette Pehnt, deutsche Schriftstellerin und Literaturwissenschaftlerin
- 25. Juli: Magdalena Forsberg, schwedische Biathletin
- 25. Juli: Michael Karen, deutscher Regisseur
- 25. Juli: Matt LeBlanc, US-amerikanischer Schauspieler
- 25. Juli: Heidi Zeller-Bähler, Schweizer Skirennläuferin
- 26. Juli: Birgit Borris, deutsche Juristin
- 26. Juli: Dai Young, walisischer Rugbyspieler und -trainer
- 27. Juli: Eik Galley, deutscher Sportreporter und Journalist
- 27. Juli: Hamish McLachlan, australischer Ruderer († 2020)
- 27. Juli: Kerstin Peters, deutsche Steuerfrau im Rudern
- 27. Juli: Kellie Waymire, US-amerikanische Schauspielerin († 2003)
- 28. Juli: Thomas Jakob Augstein, deutscher Journalist und Verleger
- 28. Juli: Ruth Berktold, deutsche Architektin
- 28. Juli: Bianca Winkelmann, deutsche Politikerin
- 29. Juli: Rodney Mall, US-amerikanischer Unternehmer und Automobilrennfahrer
- 30. Juli: James Murphy, US-amerikanischer Gitarrist
- 30. Juli: René Pöltl, deutscher Jurist und Politiker
- 31. Juli: Daniel Bielenstein, deutscher Journalist und Schriftsteller
- 31. Juli: Peter Rono, kenianischer Leichtathlet und Olympiasieger
- 31. Juli: Grzegorz Turnau, polnischer Liedermacher
- 31. Juli: Rudolf Martin, deutscher Schauspieler

### August
- 01. August: Clare Adamson, schottische Politikerin
- 01. August: Djamila Rowe, deutsche Visagistin

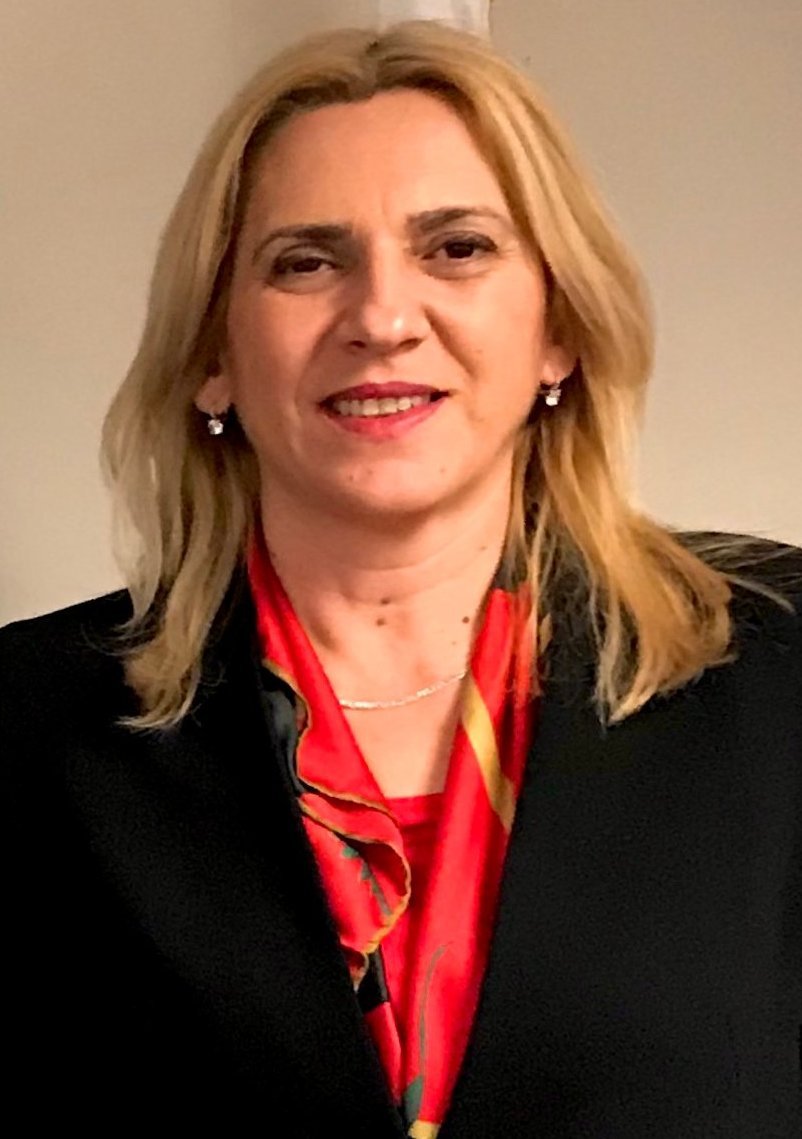
Željka Cvijanović

- 02. August: Željka Cvijanović, bosnische Politikerin, Präsidentin der Republika Srpska
- 02. August: Marco Giampaolo, italienischer Fußballspieler und -trainer
- 02. August: Katharina Lehmann, deutsche Schauspielerin
- 03. August: Mathieu Kassovitz, französischer Schauspieler, Regisseur und Drehbuchautor
- 04. August: Michael Marsh, US-amerikanischer Sprinter und Olympiasieger
- 04. August: Jana Sorgers, zweifache Olympiasiegerin und neunfache Weltmeisterin im Rudern
- 05. August: Thomas Lang, österreichischer Schlagzeuger
- 05. August: Kazunori Yamauchi, Senior Vice President von Sony Computer Entertainment
- 06. August: Marcel Wüst, deutscher Radrennfahrer, Sprinter
- 07. August: Lucas Cordalis, deutscher Sänger, Komponist und Musikproduzent
- 07. August: Jewgeni Platow, russischer Eiskunstläufer
- Albert Rösti, 202407. August: Albert Rösti, Schweizer Politiker und Vorsteher des Eidgenössischen Departementes für Umwelt, Verkehr, Energie und Kommunikation

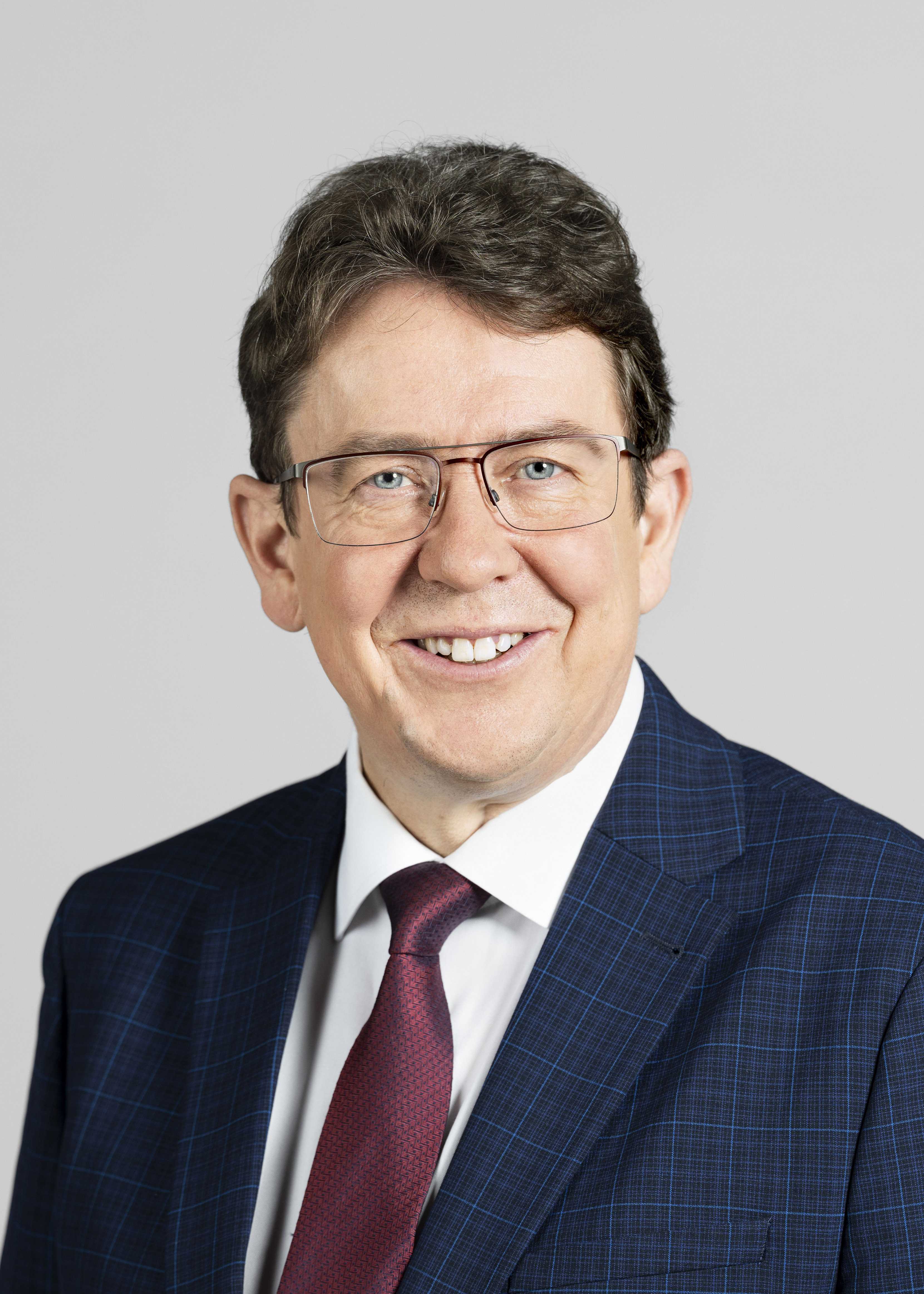
Albert Rösti, 2024

- 08. August: Shane Lewis, US-amerikanischer Automobilrennfahrer
- 08. August: Gunther Metz, deutscher Fußballspieler
- 09. August: Ulrich Kirchhoff, deutscher Springreiter
- 09. August: Deion Sanders, US-amerikanischer Baseballspieler, Fernsehmoderator
- 10. August: Philippe Albert, belgischer Fußballspieler
- 10. August: Georg Barber, deutscher Comic-Zeichner
- 11. August: Massimiliano Allegri, italienischer Fußballspieler und -trainer
- 11. August: Enrique Bunbury, spanischer Sänger und Komponist
- 11. August: Wolfgang Fasching, österreichischer Extremsportler
- 11. August: Jorge González, kubanisch-deutscher Choreograph und Model
- 11. August: Jędrzej Jędrych, polnischer Politiker
- 11. August: Monika Wogrolly, österreichische Philologin, Philosophin und Schriftstellerin
- 12. August: Philibert Nang, gabunischer Mathematiker
- 12. August: Juliane Winkelmann, deutsche Neurologin
- 14. August: Kathrin Weßel, deutsche Langstreckenläuferin
- 14. August: Dirk Rehbein, deutscher Fußballspieler
- 15. August: Brahim Boutayeb, marokkanischer Leichtathlet
- 15. August: Ercan Karacayli, deutsch-türkischer Schauspieler
- 16. August: Jason Everman, US-amerikanischer Gitarrist
- 16. August: Moritz Rinke, deutscher Schriftsteller
- 17. August: Matthias van den Berg, deutscher Schauspieler
- 17. August: Michael Preetz, deutscher Fußballspieler

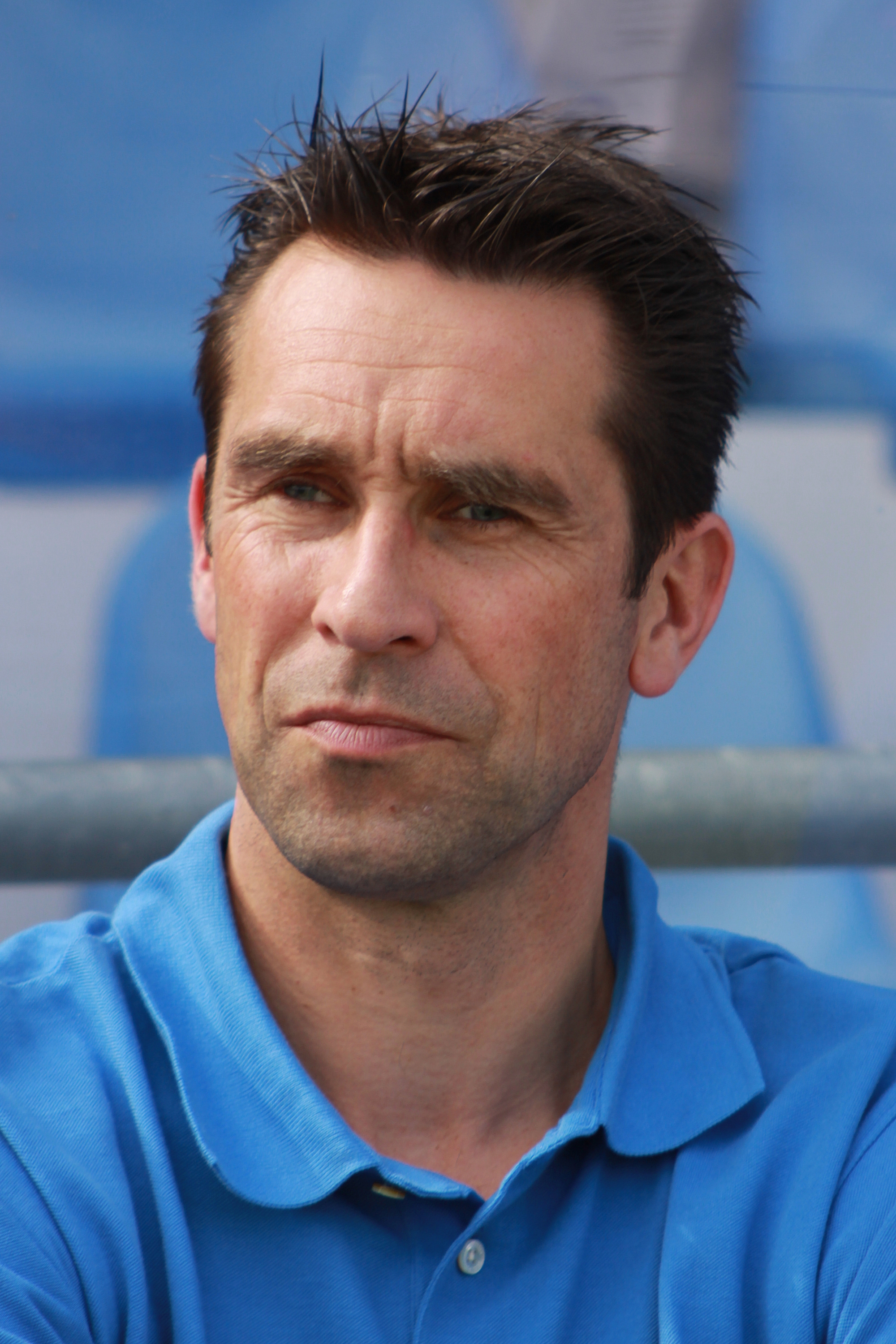
Michael Preetz

- 18. August: Uwe Alzen, deutscher Automobilrennfahrer
- 18. August: Emma Amos, britische Schauspielerin
- 18. August: Carolin Emcke, deutsche Publizistin
- 18. August: Beate Koch, deutsche Leichtathletin
- 18. August: Dan Peters, US-amerikanischer Musiker
- 19. August: Saʿid al-ʿUwairan, saudi-arabischer Fußballspieler
- 20. August: Uwe Amstein, deutscher Fußballspieler
- 20. August: Chuck Martin, US-amerikanischer Freestyle-Skier
- 21. August: Michael Bendetti, US-amerikanischer Schauspieler und Filmproduzent
- 21. August: Carrie-Anne Moss, kanadische Schauspielerin
- 21. August: Beat Anton Rüttimann, Brückenbauer im Dienste der Armen
- 21. August: Serj Tankian, armenisch-amerikanischer Sänger
- 22. August: Adewale Akinnuoye-Agbaje, britischer Schauspieler und Drehbuchautor
- 22. August: Zaldy Ampatuan, philippinischer Politiker
- 22. August: Paul Ereng, kenianischer Leichtathlet und Olympiasieger
- 22. August: Yukiko Okada, japanische Sängerin und Schauspielerin († 1986)
- 22. August: Layne Staley, US-amerikanischer Rockmusiker († 2002)
- 23. August: Dominic Tony Antonelli, US-amerikanischer Astronaut
- 23. August: Jörg Gerlach, deutscher Fußballspieler
- 23. August: Cedella Marley, jamaikanische Reggae-Musikerin
- 25. August: Jon Husted, amerikanischer Politiker
- 25. August: Carola Reimann, deutsche Politikerin
- 25. August: Jeff Tweedy, US-amerikanischer Songwriter
- 25. August: Eckart von Hirschhausen, deutscher Arzt und Kabarettist

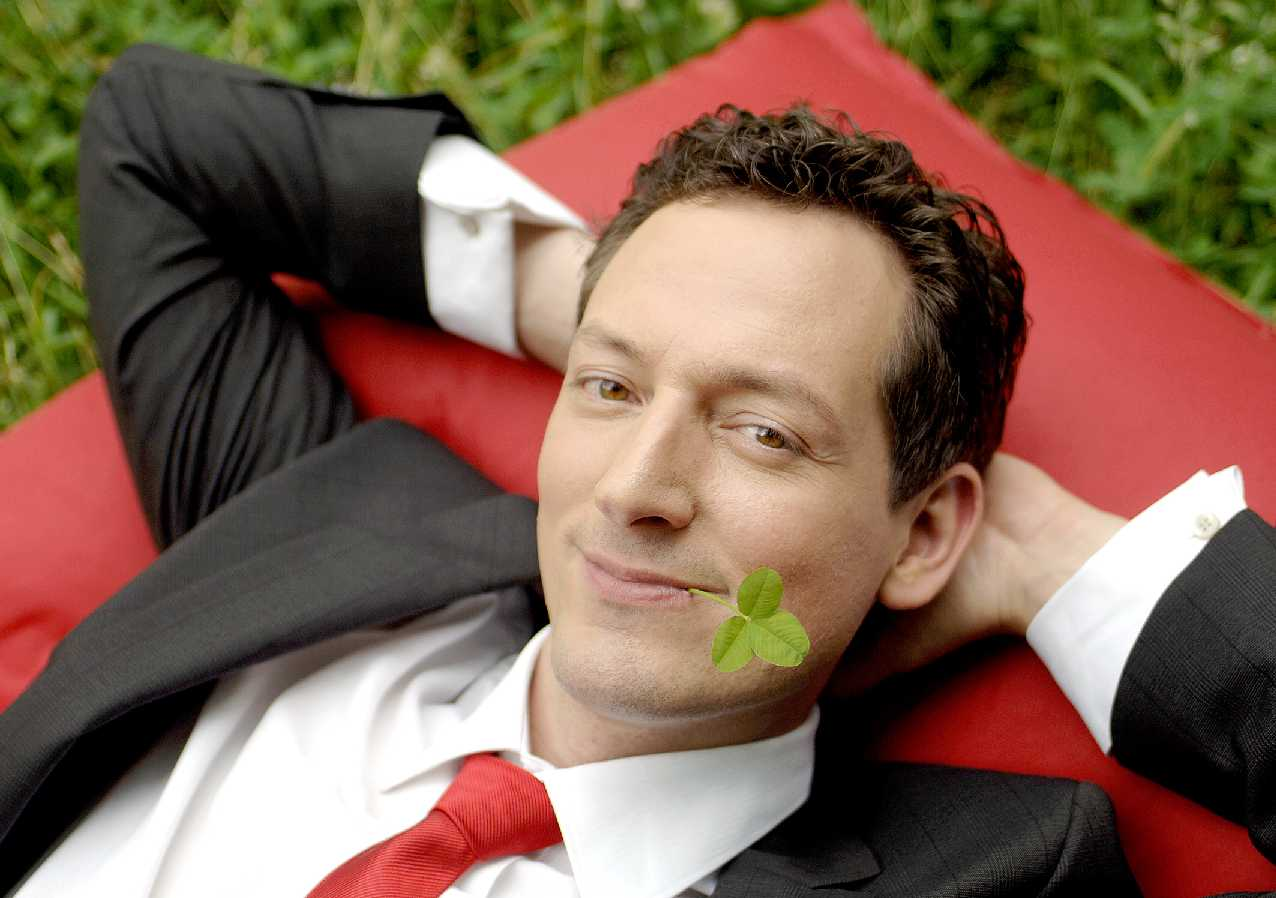
Eckart von Hirschhausen

- 26. August: Ansgar Schäfer, deutscher Schauspieler
- 27. August: Jens Häusler, deutscher Handballspieler und -trainer
- 29. August: Jiří Růžek, tschechischer Fotograf
- 31. August: Francis Chan, US-amerikanischer Pastor, Referent und Autor
- 31. August: Ralf Inderthal, deutscher Handballspieler
- 31. August: Uwe Inderthal, deutscher Handballtrainer und Handballspieler
- 31. August: João Manuel, portugiesischer Fußballspieler († 2005)

### September
- 01. September: Bernd Roos, deutscher Handballspieler
- 01. September: Carl-Uwe Steeb, deutscher Tennisspieler
- 02. September: Kerstin Behrendt, deutsche Leichtathletin
- 02. September: Oliver Brandt, deutscher Politiker
- 02. September. Oliver Frankenbach, deutscher Betriebswirt und Fußballfunktionär
- Andreas Möller02. September: Andreas Möller, deutscher Fußballspieler

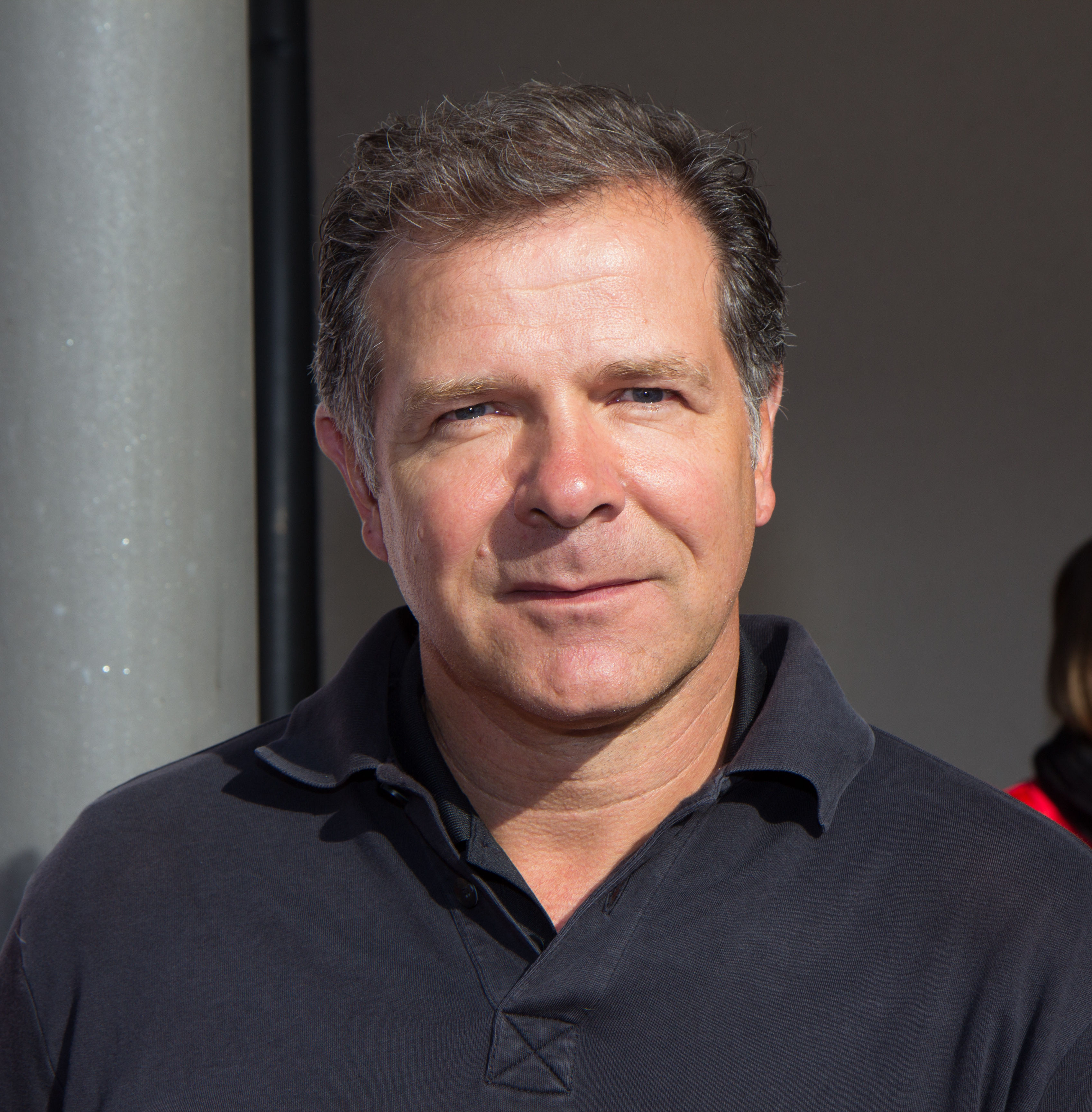
Andreas Möller

- 02. September: Ruggiero Rizzitelli, italienischer Fußballspieler
- 03. September: Daron Acemoğlu, US-amerikanischer Ökonom
- 04. September: Rainer Aigner, deutscher Fußballspieler
- 04. September: Patrick Kelly, US-amerikanischer Automobilrennfahrer
- 04. September: Susanne Vogel, deutsche Bassistin
- 05. September: Matthias Sammer, deutscher Fußballspieler und -trainer

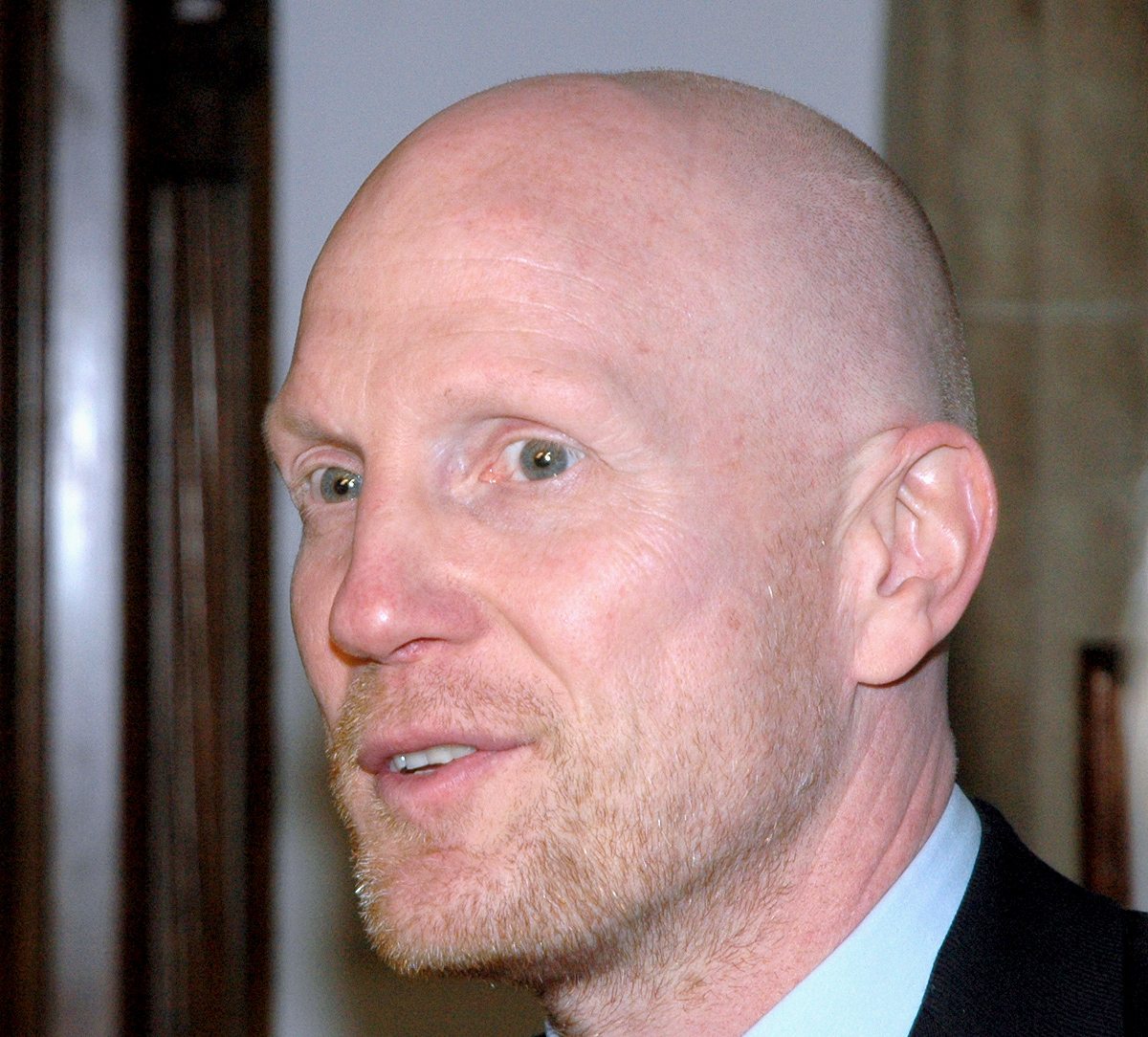
Matthias Sammer, 2013

- 05. September: Rein van Duijnhoven, niederländischer Fußballspieler
- 05. September: Petra Ivanov, Schweizer Autorin
- 06. September: Macy Gray, US-amerikanische Sängerin
- 06. September: Milan Lukić, bosnischer Kriegsverbrecher
- 07. September: Natalia Wörner, deutsche Schauspielerin
- 07. September: Susan Stahnke, deutsche Schauspielerin und Fernsehmoderatorin
- 08. September: Luis Marques, französischer Automobilrennfahrer
- 08. September: Karin Müller, deutsche Schriftstellerin
- 09. September: Hana Androníková, tschechische Schriftstellerin († 2011)
- 09. September: Benjamin Roy Armstrong Jr., US-amerikanischer Basketballspieler
- 09. September: Stephen Bogaert, kanadischer Filmschauspieler
- 09. September: Akshay Kumar, indischer Schauspieler
- 09. September: Anna Malle, US-amerikanische Schauspielerin († 2006)
- 10. September: Tom Kreß, deutscher Schauspieler
- 11. September: Maria Bartiromo, US-amerikanische Fernsehmoderatorin und Autorin
- 11. September: Harry Connick, Jr., US-amerikanischer Sänger, Pianist und Schauspieler
- 11. September: Maja Schmid, Schweizer Freestyle-Skierin
- 12. September: Nicole Aders, deutsche Fotografin
- 12. September: Claudio Raneri, deutscher Opernregisseur

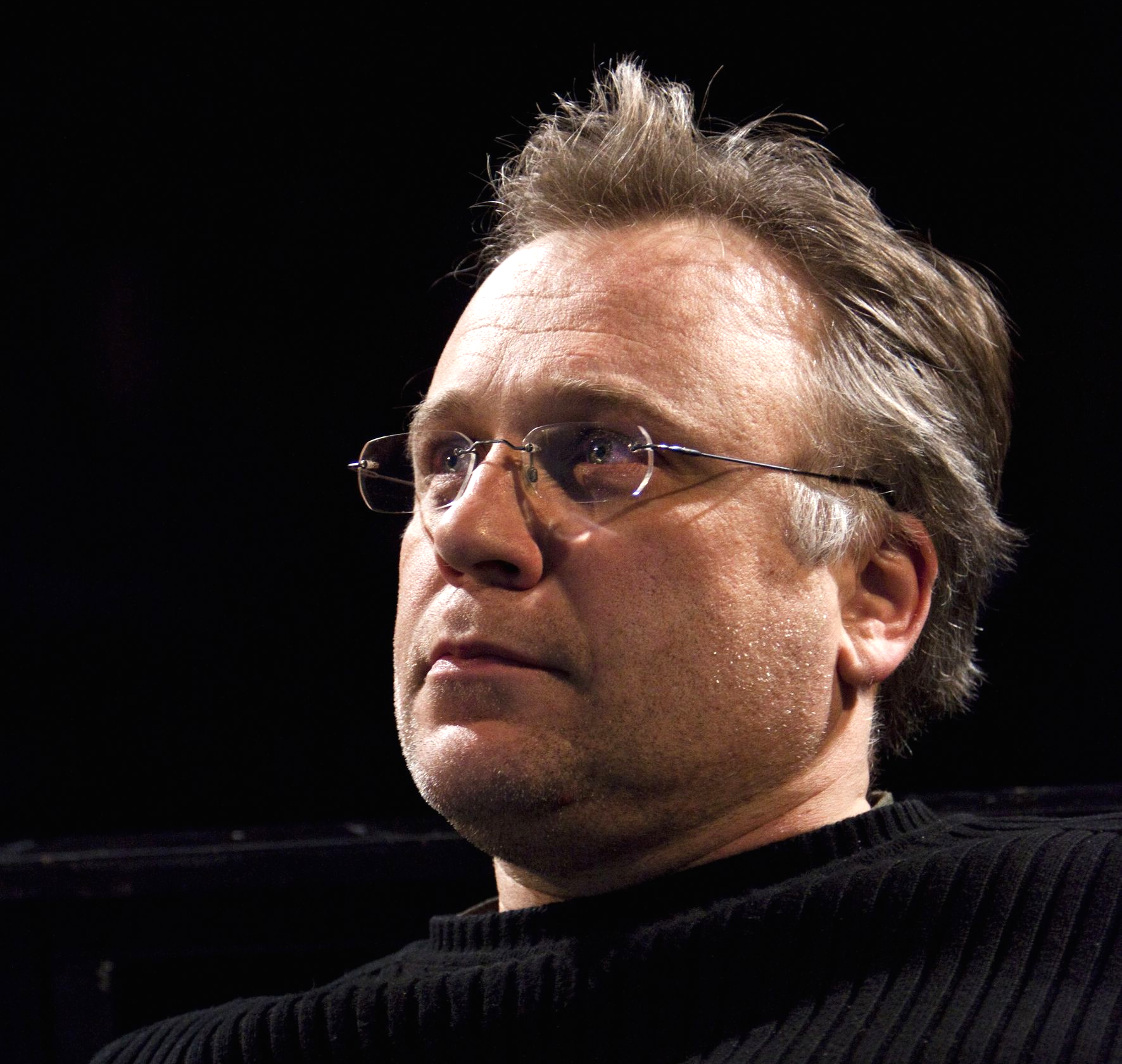
Claudio Raneri

- 13. September: Warren Aspinall, englischer Fußballspieler
- 13. September: Stephen Perkins, Schlagzeuger und Songschreiber
- 13. September: Michael Johnson, US-amerikanischer Leichtathlet

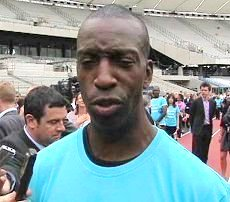
Michael Johnson

- 14. September: Franz Aigner, österreichischer Fußballspieler
- 15. September: Gustavo Artacho, argentinischer Radrennfahrer
- 15. September: Steve Cox, Gleitschirmpilot
- 15. September: Alberth Papilaya, indonesischer Boxer († 2021)
- 15. September: Simone Greiner-Petter-Memm, deutsche Biathletin
- 15. September: Hansjörg Tauscher, deutscher Skirennläufer
- 17. September: Stefan Krauße, deutscher Rennrodler
- 17. September: Wolfgang Perner, österreichischer Biathlet († 2019)
- 17. September: Bianca Urbanke-Rösicke, deutsche Handballspielerin
- 18. September: Gary John Anderson, neuseeländischer Radrennfahrer und Radsporttrainer
- 18. September: Tara Fitzgerald, britische Schauspielerin
- 20. September: Kristen Johnston, US-amerikanische Schauspielerin
- 21. September: Werner Perathoner, italienischer Skirennfahrer
- 21. September: Faith Hill, US-amerikanische Country- und Pop-Sängerin
- 21. September: Vera Int-Veen, deutsche Fernsehmoderatorin
- 22. September: Hannes Arch, österreichischer Kunstflug-Pilot († 2016)
- 22. September: Félix Savón, kubanischer Boxer
- 23. September: Patricia Boser, Schweizer TV-Moderatorin
- 24. September: Max Uthoff, deutscher Kabarettist
- 25. September: Joost Lijbaart, niederländischer Jazzschlagzeuger
- 26. September: Bruno Akrapović, bosnisch-herzegowinischer Fußballspieler
- 26. September: Shannon Hoon, US-amerikanischer Rockmusiker († 1995)
- 26. September: Steffen Schorn, deutscher Jazzmusiker
- 27. September: Stephan Freigang, deutscher Leichtathlet
- 27. September: Enrico Zaina, italienischer Radrennfahrer
- 28. September: Diego Moltrer, italienischer Politiker, Regionalratspräsident († 2014)
- 28. September: Mira Sorvino, US-amerikanische Schauspielerin
- 29. September: Yūichi Akasaka, japanischer Shorttracker
- 29. September: Brett Anderson, englischer Sänger und Songwriter
- 29. September: Felicia Țilea-Moldovan, rumänische Leichtathletin († 2025)

### Oktober
- 01. Oktober: Scott Young, US-amerikanischer Eishockeyspieler
- 02. Oktober: Frank Fredericks, namibischer Sprinter
- 02. Oktober: Thomas Muster, österreichischer Tennisspieler
- 03. Oktober: Carsten Dahl, dänischer Jazzmusiker
- 03. Oktober: Denis Villeneuve, kanadischer Filmregisseur
- 04. Oktober: Liev Schreiber, US-amerikanischer Schauspieler
- 05. Oktober: Tim Carter, britischer Fußballspieler († 2008)
- 05. Oktober: Guy Pearce, australisch-britischer Schauspieler

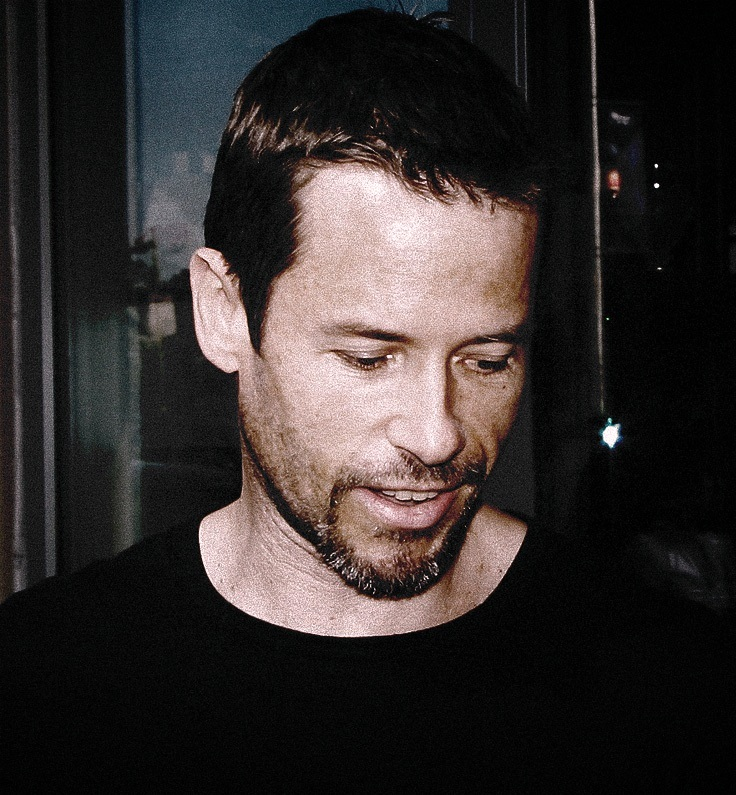
Guy Pearce

- 05. Oktober: Jenna Russell, britische Theaterschauspielerin
- 06. Oktober: Attila Ambrus, ungarisch-rumänischer Eishockeytorwart, Pelzschmuggler, Bankräuber und Schriftsteller
- 06. Oktober: Kennet Andersson, schwedischer Fußballspieler
- 07. Oktober: Michelle Alexander, US-amerikanische Juristin, Bürgerrechtlerin und Hochschullehrerin
- 07. Oktober: Toni Braxton, US-amerikanische Soul- und R&B-Sängerin
- 07. Oktober: Ellen ten Damme, niederländische Schauspielerin und Sängerin
- 08. Oktober: Hendrik Duryn, deutscher Schauspieler
- 08. Oktober: Sandra Keck, deutsche Sängerin, Regisseurin, Schauspielerin und Autorin
- 08. Oktober: Teddy Riley, US-amerikanischer Singer-Songwriter und Musikproduzent
- 08. Oktober: Thomas Seitz, deutscher Jurist und Politiker
- 09. Oktober: Maurice Banach, deutscher Fußballspieler († 1991)
- 09. Oktober: Eddie Guerrero, mexikanischer Wrestler († 2005)
- 09. Oktober: Thomas Hacker, deutscher Politiker
- 10. Oktober: Anette Kramme, deutsche Politikerin
- 10. Oktober: Gavin Newsom, US-amerikanischer Politiker

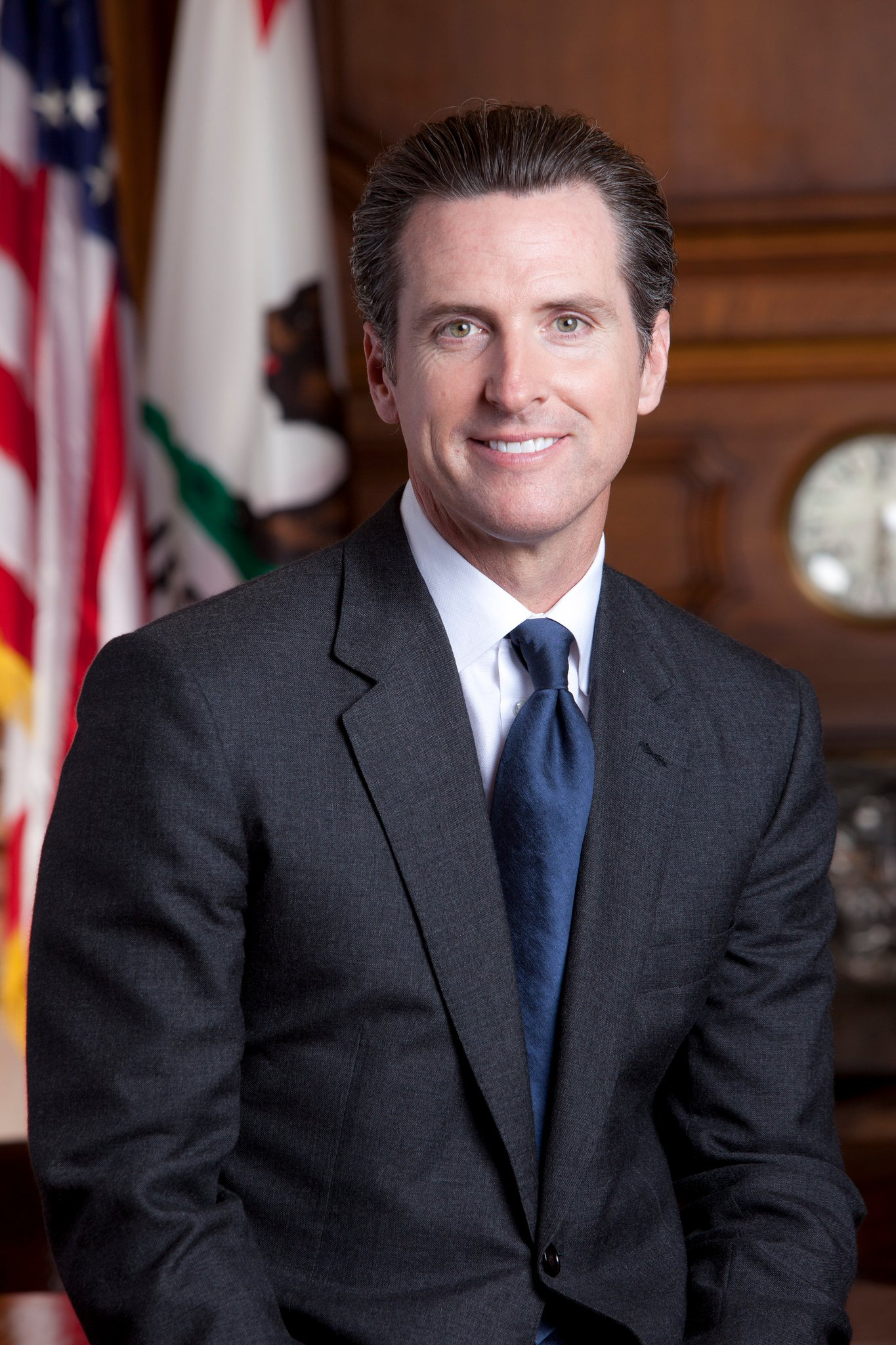
Gavin Newsom

- 10. Oktober: Thomas Ritter, deutscher Fußballspieler
- 11. Oktober: Proschat Madani, iranisch-österreichische Schauspielerin
- 12. Oktober: Harald Schrott, österreichischer Schauspieler
- 12. Oktober: Susanne Munk Wilbek, dänische Handballspielerin
- 13. Oktober: Kate Walsh, US-amerikanische Schauspielerin
- 13. Oktober: Cornelia Anken, deutsche Autorin
- 13. Oktober: Javier Sotomayor, kubanischer Hochspringer
- 14. Oktober: Oliver Adler, deutscher Fußballspieler
- 14. Oktober: Savanna Samson, US-amerikanische Pornodarstellerin
- 15. Oktober: Richard Cobbing, britischer Freestyle-Skier
- 15. Oktober: Götz Otto, deutscher Schauspieler
- 15. Oktober: Gerlind Scheller, deutsche Synchronschwimmerin
- 15. Oktober: Girma Yifrashewa, äthiopischer Komponist und Pianist
- 17. Oktober: René Dif, dänischer Musiker und Schauspieler
- 17. Oktober: Bronwen Hughes, kanadische Filmregisseurin, Produzentin und Drehbuchautorin
- 18. Oktober: Matthias Aebischer, Schweizer Journalist, Moderator und Politiker
- 18. Oktober: Andreas Nickl, deutscher Schauspieler, Autor und Regisseur
- 20. Oktober: Luigi Lo Cascio, italienischer Schauspieler
- 20. Oktober: Luck Mervil, haitianisch-kanadischer Schauspieler
- 21. Oktober: Alejandro Apud, uruguayischer Fußballspieler und -trainer
- 21. Oktober: Alcindo Sartori, brasilianischer Fußballspieler
- 21. Oktober: Paul Ince, englischer Fußballspieler
- 22. Oktober: Christophe Bourret, französischer Automobilrennfahrer- und Unternehmer
- 22. Oktober: Ulrike Maier, österreichische Skirennläuferin († 1994)
- 22. Oktober: Stefan Mohr, deutscher Schachspieler
- 24. Oktober: Robert Julien, kanadischer Automobilrennfahrer
- 27. Oktober: Mart Siimer, estnischer Komponist
- 28. Oktober: Martin Brambach, deutscher Schauspieler
- 28. Oktober: André Eisermann, deutscher Theater- und Filmschauspieler
- 28. Oktober: Julia Roberts, US-amerikanische Schauspielerin

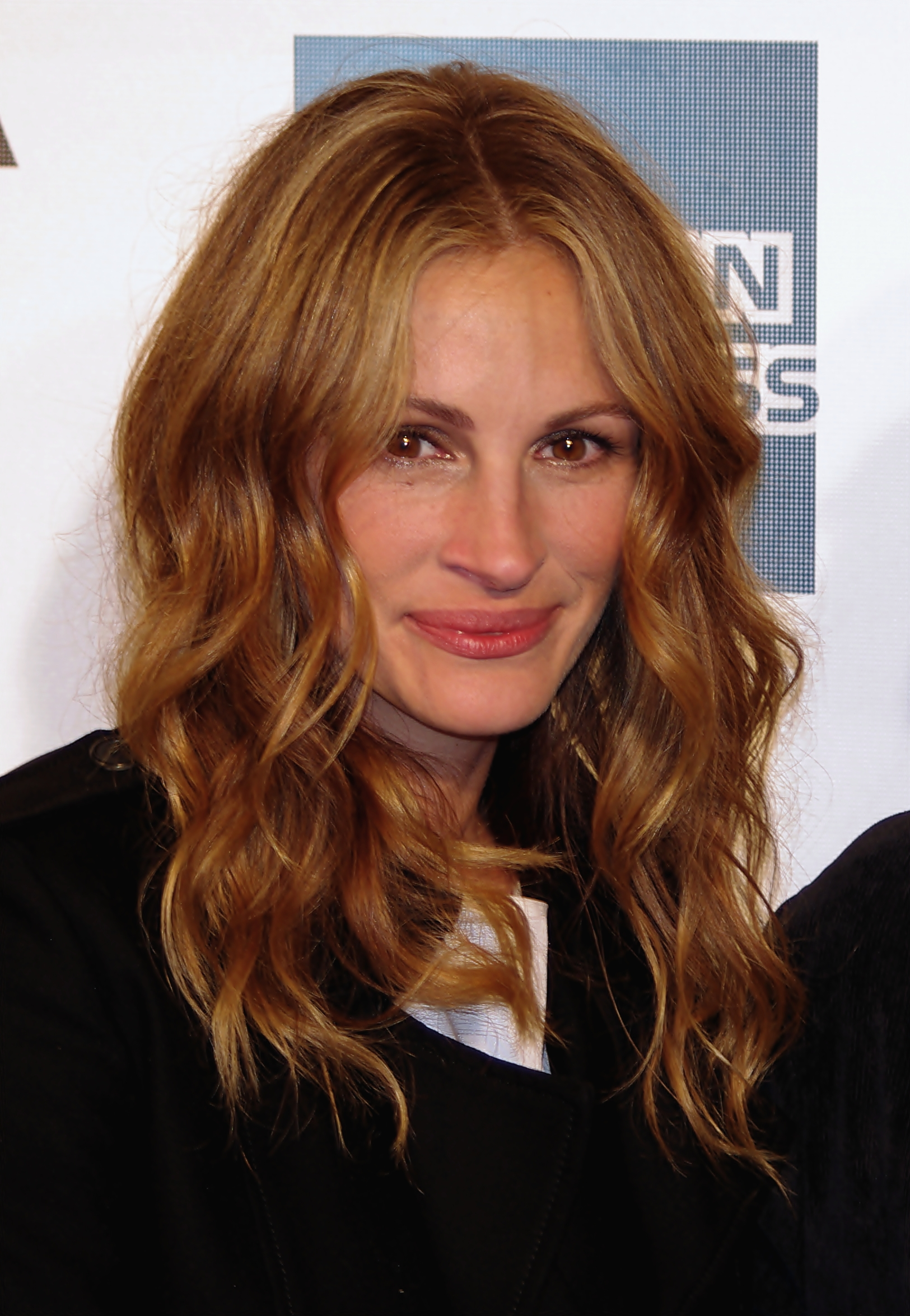
Julia Roberts (2011)

- 28. Oktober: Kevin Macdonald, britischer Filmregisseur, Drehbuchautor und Filmproduzent
- 28. Oktober: John Romero, US-amerikanischer Spieleentwickler
- 29. Oktober: Thorsten Fink, deutscher Fußballspieler
- 29. Oktober: Jörn König, deutscher Ingenieur und Politiker
- 30. Oktober: Gastón Acurio Jaramillo, peruanischer Chefkoch
- 31. Oktober: Jörg Lipinski, deutscher Fußballspieler
- 31. Oktober: Vanilla Ice, US-amerikanischer Popsänger

### November
- 01. November: Filippina Lydia Arena, australische Sängerin
- 02. November: Zvonimir Soldo, kroatischer Fußballspieler Zvonimir Soldo

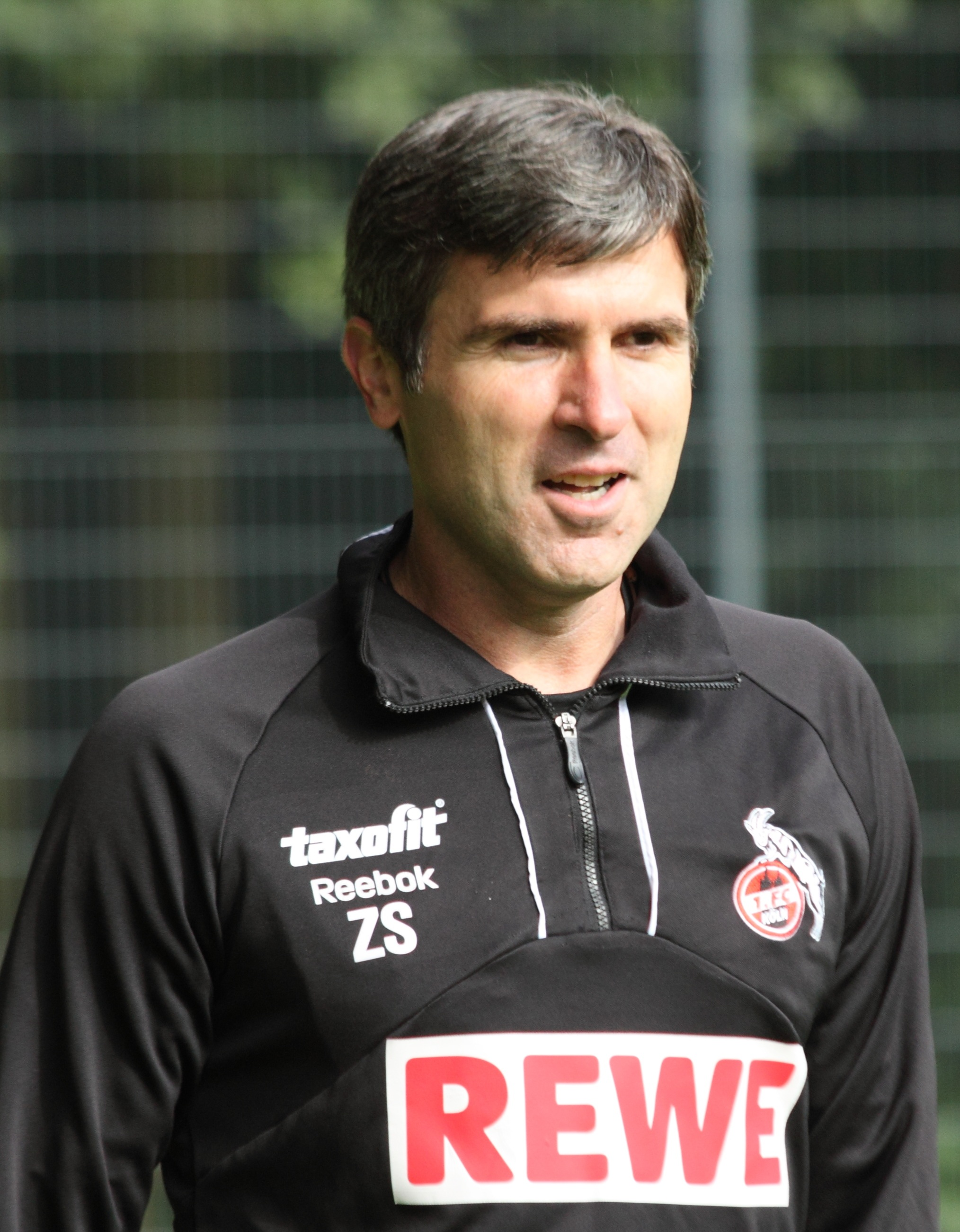
Zvonimir Soldo

- 03. November: Birk Anders, deutscher Biathlet
- 03. November: Monica Weinzettl, österreichische Schauspielerin
- 03. November: Antonio Pettigrew, US-amerikanischer Leichtathlet († 2010)
- 03. November: Karin Schubert, deutsche Fernsehmoderatorin
- 04. November: Kate Cary, britische Schriftstellerin, Mitglied des Autorenteams Erin Hunter
- 04. November: David MacEachern, kanadischer Bobsportler
- 04. November: Mino Raiola, italienischer Fußball-Spielervermittler († 2022)
- 05. November: Kayah, polnische Sängerin Kayah

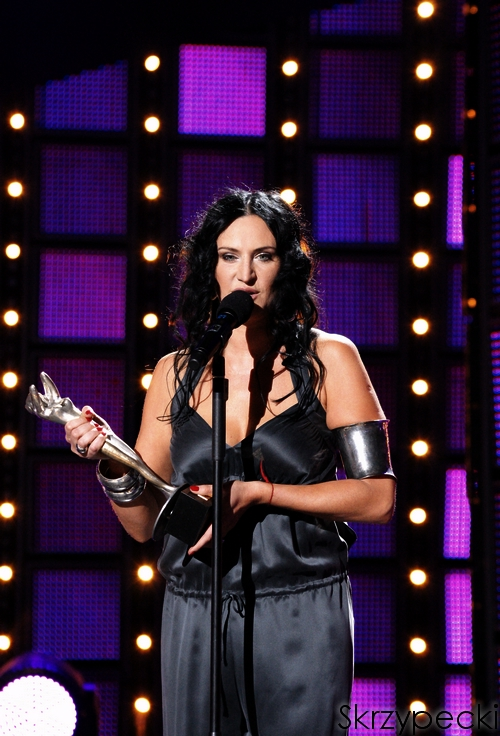
Kayah

- 06. November: Jun Maeda, japanischer Motorradrennfahrer († 2006)
- 07. November: Alexander Henry Arweiler, deutscher Klassischer Philologe
- 07. November: David Guetta, französischer DJ
- 07. November: Olaf Schubert, deutscher Kabarettist Olaf Schubert

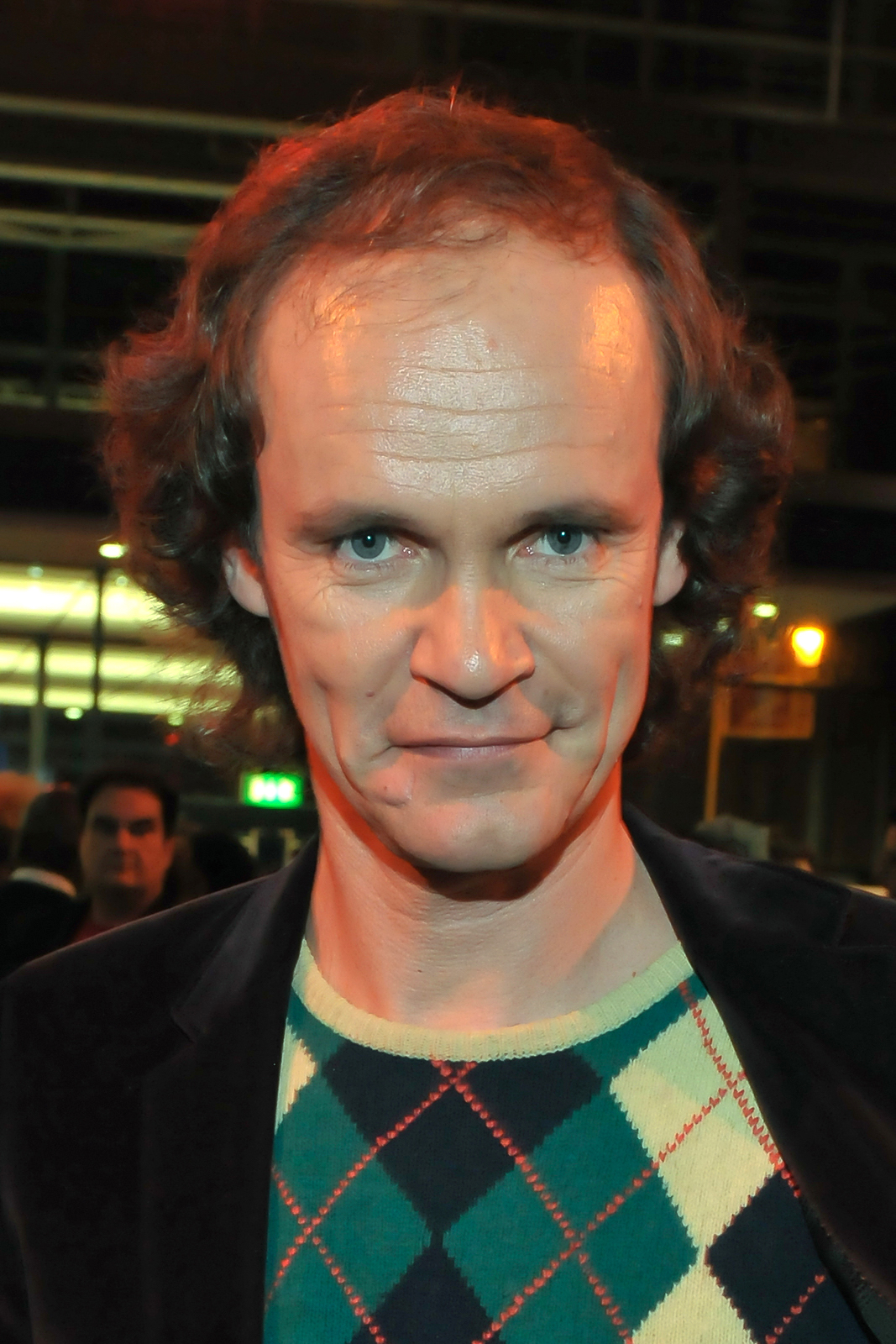
Olaf Schubert

- 10. November: Andreas Scholl, deutscher Countertenor
- 11. November: Jim Boeven, deutscher Schauspieler
- 11. November: Berivan Kaya, deutsche Schauspielerin
- 12. November: Mannhard Bech, deutscher Handballspieler
- 12. November: Ann Lee, britische Sängerin
- 13. November: Susann Atwell, deutsche Fernsehmoderatorin
- 13. November: Steve Zahn, US-amerikanischer Schauspieler
- 14. November: Simone Brand, deutsche Politikerin
- 15. November: Becky Anderson, britische Journalistin und Moderatorin
- 15. November: E-40, US-amerikanischer Rapper
- 15. November: Pandeli Majko, albanischer Politiker
- 15. November: Marko-Olavi Myyry, finnischer Fußballspieler
- 15. November: François Ozon, französischer Filmregisseur
- 16. November: Lisa Bonet, US-amerikanische Schauspielerin
- 16. November: Florian Fitz, deutscher Schauspieler
- 16. November: Thomas Ulrich, Schweizer Bergsteiger, Outdoor-Fotograf und Autor
- 17. November: Michael Andrews, US-amerikanischer Musiker und Filmmusikkomponist
- 17. November: Kim Yong-sik, nordkoreanischer Ringer
- 17. November: Andreas Rieke, deutscher Musiker
- 17. November: Domenico Schiattarella, italienischer Automobilrennfahrer
- 18. November: Jochen Bendel, deutscher Radio- und Fernsehmoderator
- 18. November: Steffen Tippach, deutscher Politiker, MdB
- 19. November: Olaf Hense, deutscher Leichtathlet
- 19. November: Dhafer Youssef, tunesischer Jazzmusiker
- 19. November: Éric Lebrun, französischer Organist und Komponist
- 20. November: Theresia Walser, deutsche Dramatikerin
- 20. November: Klaus Weese, deutscher Freestyle-Skier
- 20. November: Teoman Yakupoğlu, türkischer Sänger
- 21. November: Ulrike Auhagen, deutsche Altphilologin
- 21. November: Toshihiko Koga, japanischer Judoka († 2021)
- 22. November: Boris Becker, deutscher Tennisspieler Boris Becker

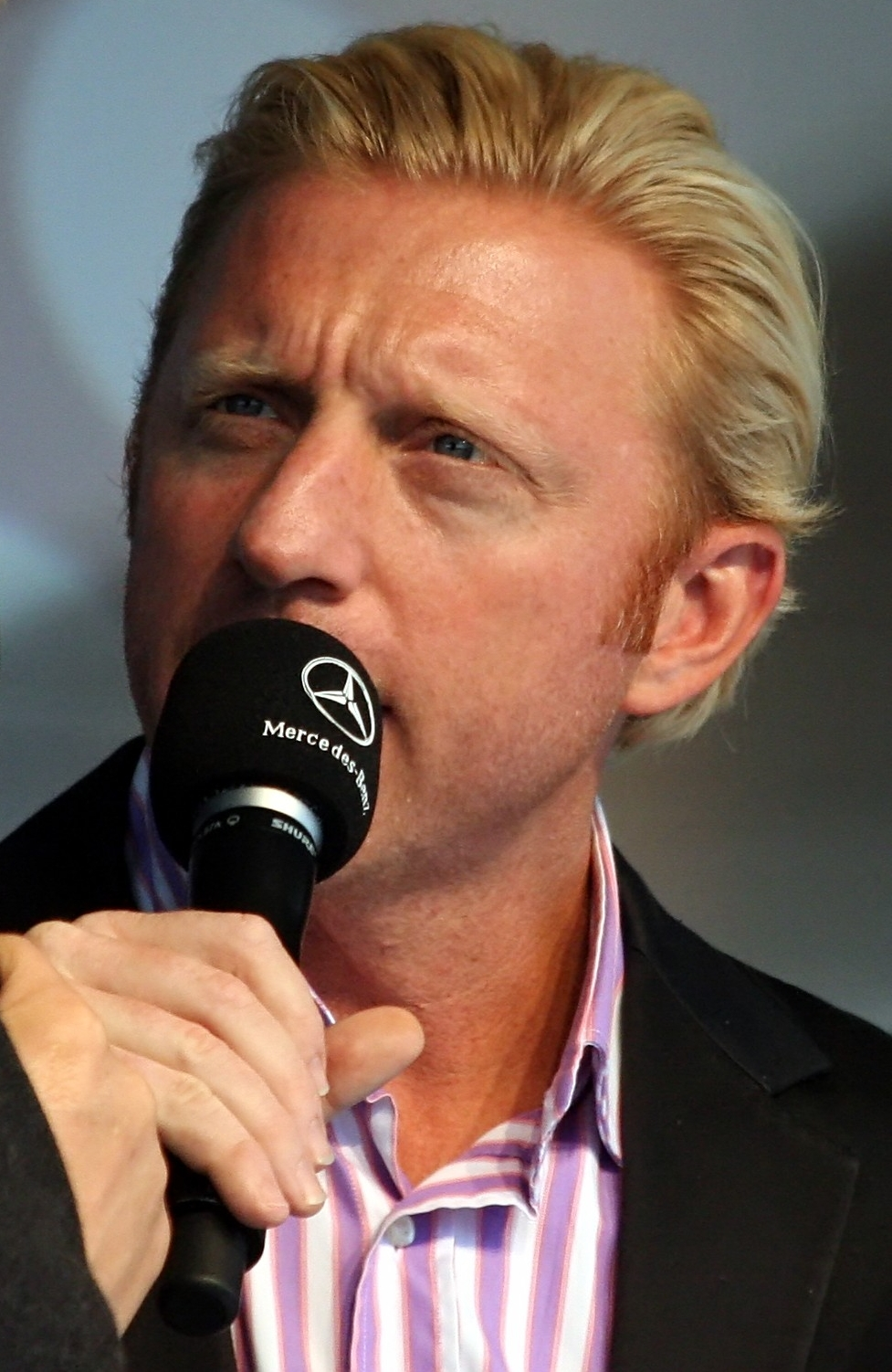
Boris Becker

- 22. November: Frank Höfle, deutscher Behindertensportler
- 22. November: Roland Meier, Schweizer Radrennfahrer
- 22. November: Mark Ruffalo, US-amerikanischer Schauspieler
- 27. November: Virgílio do Carmo da Silva, osttimoresischer Kardinal, Erzbischof von Dili
- 27. November: Navid Kermani, deutscher Schriftsteller und Orientalist
- 28. November: Saeed-Ahmed Saeed, Schachspieler aus den Vereinigten Arabischen Emiraten
- 28. November: Anna Nicole Smith, US-amerikanische Schauspielerin und Fotomodell († 2007)
- 29. November: Jan Behrendt, deutscher Rennrodler
- 30. November: Anna Böttcher, deutsche Schauspielerin

### Dezember
- 01. Dezember: Nestor Carbonell, US-amerikanischer Schauspieler
- 02. Dezember: Craig Groeschel, US-amerikanischer methodistischer Pastor, evangelikaler Kirchengründer, Referent und Autor
- 02. Dezember: Giovanni Parisi, italienischer Boxer († 2009)
- 03. Dezember: Simone Probst, deutsche Politikerin
- 03. Dezember: Gilles Marguet, französischer Biathlet
- 04. Dezember: Adamski, britischer Musiker und Produzent
- 04. Dezember: Guillermo Amor Martínez, spanischer Fußballspieler
- 05. Dezember: Frank Luck, deutscher Biathlet
- 05. Dezember: Dirk Steffens, deutscher Moderator und Tierfilmer
- 05. Dezember: Gary Allan, US-amerikanischer Country-Sänger
- 06. Dezember: Judd Apatow, US-amerikanischer Filmregisseur, Drehbuchautor und Produzent
- 07. Dezember: Klaus Bernhard Gablenz, deutscher Autor und Herausgeber
- 08. Dezember: Mahir Hafiz al-Assad, syrischer Militär
- 09. Dezember: Lukas Gschwend, Schweizer Rechtswissenschaftler
- 10. Dezember: Donghua Li, Schweizer Turner chinesischer Herkunft
- 11. Dezember: Mo’Nique, US-amerikanische Schauspielerin
- 11. Dezember: Michael Beck, deutscher Musiker
- 11. Dezember: DJ Yella, US-amerikanischer Musiker
- 12. Dezember: Andreas Galau, deutscher Verwaltungsbeamter und Politiker
- 13. Dezember: Maria Mathis, österreichische Sängerin und Moderatorin
- 13. Dezember: Jamie Foxx, US-amerikanischer Schauspieler, Musiker und Comedian

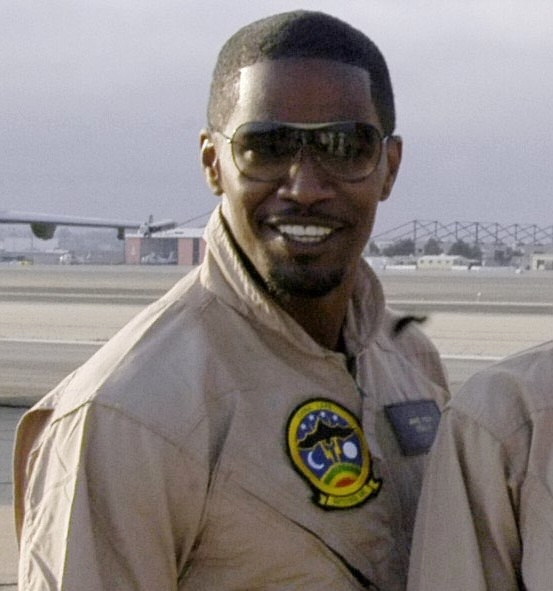
Jamie Foxx

- 14. Dezember: Georg Schwabenland, deutscher Ringer
- 16. Dezember: Donovan Bailey, kanadischer Leichtathlet
- 16. Dezember: Vincent Kinchin, britischer Bahnsportler († 2010)
- 16. Dezember: Miranda Otto, australische Schauspielerin
- 17. Dezember: Jean Baruth, deutscher Handballspieler
- 17. Dezember: Vincent Damphousse, kanadischer Eishockeyspieler
- 17. Dezember: Gigi D’Agostino, italienischer Musiker
- 19. Dezember: Melanie Doane, kanadische Singer-Songwriterin
- 19. Dezember: Michael Wolf, deutscher Filmschauspieler
- 19. Dezember: Jens Lehmann, deutscher Radsportler
- 19. Dezember: Rebecca Saunders, englische Komponistin
- 19. Dezember: Criss Angel, US-amerikanischer Mentalist und Musiker
- 19. Dezember: Charles Austin, US-amerikanischer Leichtathlet
- 21. Dezember: Oliver Conz, deutscher Naturschützer und Politiker, Staatssekretär
- 21. Dezember: Micheil Saakaschwili, ehemaliger georgischer Staatspräsident
- 22. Dezember: Martina Voss, deutsche Fußballspielerin
- 23. Dezember: Carla Bruni, italienische Musikerin und Fotomodell
- 25. Dezember: Yasmin Fahimi, deutsche Gewerkschafterin
- 25. Dezember: Pawlo Klimkin, ukrainischer Politiker
- 25. Dezember: Hansy Vogt, deutscher Fernsehmoderator, Sänger und Entertainer
- 26. Dezember: Takkyu Ishino, japanischer Technoproduzent und DJ
- 27. Dezember: Gregory B. Waldis, Schweizer Schauspieler
- 28. Dezember: Jason Danskin, englischer Fußballspieler
- 30. Dezember: Brynjar Valdimarsson, isländischer Snookerspieler
- 31. Dezember: Olivia Powell, deutsch-amerikanische Moderatorin und Synchronsprecherin

### Tag unbekannt
- Michael Abbink, US-amerikanischer Schriftgestalter und Typograf
- Rebecca Abe, deutsche Schriftstellerin und Illustratorin
- Tomma Abts, deutsche Malerin
- Abu l-Walid al-Ghamidi, saudi-arabischer Widerstandskämpfer († 2004)
- Jörg Adolph, deutscher Filmemacher, Produzent und Filmeditor
- Erhan Afyoncu, türkischer Historiker
- Kajal Ahmad, kurdische Autorin und Journalistin
- Brenno Ambrosini, italienischer Pianist und Musikpädagoge
- Mario Anastasopoulos, deutscher American-Football-Spieler
- Sabine Appel, deutsche Germanistin und Sachbuchautorin
- Rommy Arndt, deutsche Fernsehmoderatorin
- Susan Arndt, deutsche Anglistin und Afrikawissenschaftlerin
- Martin Auinger, österreichischer Autor
- Gerd Baumann, deutscher Musiker und Komponist
- Andrea Brose, deutsche Schauspielerin
- Eduard Burza, belarussisch-deutscher Schauspieler
- Rufus Cappadocia, kanadischer Cellist
- Christopher Cooper, US-amerikanischer Hornist
- Andrew Dominik, australischer Regisseur und Drehbuchautor
- Rosa Enskat, deutsche Schauspielerin
- Bernhard Falk, deutscher Linksterrorist und Islamist
- Rossano Galante, US-amerikanischer Komponist und Orchestrator
- Thomas Gerber, deutscher Schauspieler und Sprecher
- Charles Glenn, US-amerikanischer DJ und Produzent
- Sultan Ahmad Hamahang, afghanischer Musiker
- Armin Himmelrath, deutscher Bildungs- und Wissenschaftsjournalist und Sachbuchautor
- Maximilian Held, deutscher Schauspieler
- Katrin Hentschel, deutsche Theaterregisseurin
- Oliver Hiefinger, deutscher Schauspieler und Requisiteur
- Jilliane Hoffman, US-amerikanische Schriftstellerin
- Monika Hofmann, deutsche Posaunistin und Hochschullehrerin
- Anja Jardine, deutsche Journalistin und Schriftstellerin
- Christoph Kalkowski, deutscher Hörspielregisseur und -autor
- Barbara Kraus, deutsche Konzertorganistin und Fachbuchautorin
- David Krippendorff, deutscher Künstler
- Christian Lampert, deutscher Hornist
- Daniela Lebang, deutsche Schauspielerin
- Fernando Marzan, argentinischer Tangopianist
- Michael Meyen, deutscher Kommunikationswissenschaftler
- Nicholas Milton, australischer Geiger und Dirigent
- Klaus-Peter Neitzke, deutscher Maschinenbauer und Hochschullehrer
- Astrid Nielsch, deutsche Harfenistin
- Hannes Oberwalder, österreichischer Musikproduzent, Keyboarder und Pianist
- Markus Pfeiffer, deutscher Schauspieler, Synchronsprecher sowie Hörspiel- und Hörbuchsprecher
- Markus Pöhlmann, deutscher Militärhistoriker
- Oliver Prost, deutscher General
- Abu Hamza Rabi’a, ägyptischer Terrorist († 2005)
- Matt Beynon Rees, walisischer Journalist und Schriftsteller
- Markus Rindt, deutscher Hornist
- Elisabeth Romano, deutsche Schauspielerin
- Judith Rosmair, deutsche Schauspielerin
- Chris Rupp, deutsche Informatikerin und Autorin
- Dirk Scharrer, deutscher Politiker
- Andreas Schröders, deutscher Schauspieler
- Domenico Severin, italienischer Organist
- Alexander Shtarkman, US-amerikanischer Pianist und Musikpädagoge
- Johanna Smiatek, deutsche Objekt- und Installationskünstlerin
- Misha Stefanuk, US-amerikanischer Komponist, Pianist und Musikpädagoge
- Josef Steinböck, österreichischer Musiker
- Mark Suter, Schweizer Perkussionist
- Katrin Troendle, deutsche Kabarettistin und Sängerin († 2025)
- Stephan Valentin, deutscher Schriftsteller
- Christoph Waldecker, deutscher Historiker und Archivar
- Ansgar Wallenhorst, deutscher Kirchenmusiker, Konzertorganist und Theologe
- Natalie Weir, australische Balletttänzerin und Choreographin
- Marina Weis, deutsche Schauspielerin
- Stefan Wilkening, deutscher Schauspieler und Sprecher
- Stefan Winckler, deutscher Politikwissenschaftler und Publizist
- Christian Wittmann, deutscher Regisseur, Autor und Schauspieler
- Christine Zart, deutsche Schauspielerin und Sängerin
- Albertine Zullo, Schweizer Zeichnerin, Illustratorin und Kinderbuchautorin

## Gestorben

### Januar
- 02. Januar: Marcello Bertinetti, italienischer Fechter und zweifacher Olympiasieger sowie Fußballspieler und -trainer (* 1885)
- 03. Januar: Jack Ruby, Mörder des mutmaßlichen Kennedy-Attentäters Lee Harvey Oswald (* 1911)
- 04. Januar: Donald Campbell, britischer Geschwindigkeitsrekordler (* 1921)
- 08. Januar: Theodor August Ankermann, deutscher Gewerkschafter und Politiker (* 1888)
- 08. Januar: Zbigniew Cybulski, polnischer Schauspieler (* 1927)
- 08. Januar: Josef Frank, österreichischer Architekt (* 1885)
- 09. Januar: Carl Stegmann, Kaufmann und Reeder (* 1881)
- 10. Januar: Karl Appel, österreichischer Politiker (* 1892)
- 10. Januar: Charlotte Berend-Corinth, deutsche Malerin, Lithographin, Buchillustratorin und Autorin (* 1880)
- 10. Januar: Charles E. Burchfield, US-amerikanischer Maler (* 1893)
- 10. Januar: Ludwig Engels, deutscher Schachmeister (* 1905)
- 10. Januar: Peter Jacobs, deutscher Politiker (* 1906)
- 10. Januar: Vilém Petrželka, tschechischer Komponist (* 1889)
- 13. Januar: Ove Andersen, finnischer Hindernisläufer (* 1899)
- 15. Januar: Josef Brunner, österreichischer Generalmajor (* 1889)
- 17. Januar: Louis Blondel, Schweizer Archäologe (* 1885)
- 16. Januar: Robert Jemison Van de Graaff, US-amerikanischer Physiker (* 1901)
- 20. Januar: Paul Wessel, Mitglied des Politbüros des ZK der SED in der DDR (* 1904)
- 21. Januar: Martha Ringier, Schweizer Schriftstellerin (* 1874)
- 21. Januar: Ann Sheridan, US-amerikanische Schauspielerin (* 1915)
- 22. Januar: Alfred Mahlau, Professor an der Kunsthochschule Lerchenfeld in Hamburg (* 1894)
- 23. Januar: Holcombe Ward, US-amerikanischer Tennisspieler (* 1878)
- 26. Januar: Hermann Adler, deutscher Offizier (* 1890)
- 26. Januar: August Klingenheben, deutscher Afrikanist (* 1886)
- 27. Januar: Edward H. White, US-amerikanischer Astronaut (* 1930)
- 27. Januar: Roger B. Chaffee, US-amerikanischer Astronaut (* 1935)
- 27. Januar: Virgil Grissom, US-amerikanischer Astronaut (* 1926)
- 28. Januar: Ludwig Frederick Audrieth, US-amerikanischer Chemiker (* 1901)
- 29. Januar: Hermann Neuling, deutscher Hornist und Komponist (* 1897)
- 31. Januar: Otto Dibelius, evangelischer Bischof in Berlin-Brandenburg (* 1880)
- 31. Januar: Oskar Fischinger, Filmemacher, Pionier des abstrakten Films (* 1900)
- 31. Januar: Geoffrey O’Hara, kanadischer Sänger und Komponist (* 1882)
- 31. Januar: Eddie Tolan, US-amerikanischer Sprinter und Olympiasieger (* 1908)

### Februar
- 02. Februar: Wilhelm Buddenberg, deutscher Maler (* 1890)
- 03. Februar: André Tulard, französischer Beamter (* 1898)
- 04. Februar: Martin Charles Ansorge, US-amerikanischer Jurist und Politiker (* 1882)
- 04. Februar: Cevat Rıfat Atilhan, türkischer Autor, Journalist, Publizist und General (* 1892)
- 04. Februar: Väinö Albert Nuorteva („Olli“), finnischer Schriftsteller und Journalist (* 1889)
- 04. Februar: Igo Etrich, österreichischer Pilot und Flugzeugkonstrukteur (* 1879)

Igo Etrich.

- 05. Februar: Karl Roth, deutscher Medailleur, Maler und Bildhauer (* 1900)
- 05. Februar: Violeta Parra, chilenische Folkloremusikerin (* 1917)
- 06. Februar: Martine Carol, französische Schauspielerin (* 1920)
- 06. Februar: Henry Morgenthau, US-amerikanischer Politiker (* 1891)
- 07. Februar: William Preston Lane, US-amerikanischer Politiker (* 1892)
- 07. Februar: Franz Rosenberger, rumäniendeutscher Komponist und Militärmusiker (* 1895)
- 08. Februar: Victor Gollancz, britischer Verleger und Friedensaktivist (* 1893)
- 09. Februar: Rosa Aschenbrenner, deutsche Politikerin (* 1885)
- 09. Februar: Santiago Luis Copello, Erzbischof von Buenos Aires und Kardinal (* 1880)
- 09. Februar: Franz Roubal, österreichischer Bildhauer, Landschafts- und Tiermaler (* 1889)
- 13. Februar: Yoshisuke Aikawa, japanischer Unternehmer und Politiker (* 1880)
- 14. Februar: Lawrence Beesley, englischer Lehrer, Journalist und Autor (* 1877)
- 14. Februar: Forugh Farrochzad, iranische Dichterin und Filmregisseurin (* 1935)
- 14. Februar: Sig Ruman, US-amerikanischer Schauspieler (* 1884)
- 14. Februar: Yamamoto Shūgorō, japanischer Schriftsteller (* 1903)
- 15. Februar: William C. Bullitt, US-amerikanischer Diplomat (* 1891)
- 17. Februar: Victor Schiøler, dänischer Pianist (* 1899)
- 17. Februar: William Donald Patrick, britischer Richter am Court of Session und des Internationalen Militärgerichtshof für den Fernen Osten (* 1889)

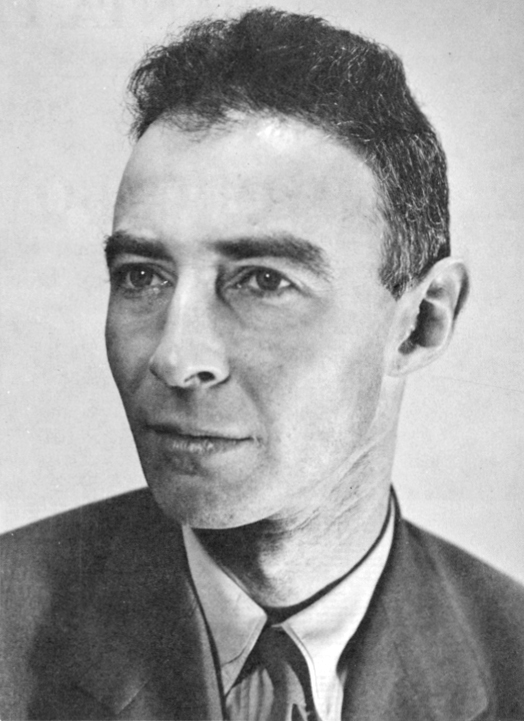
Robert Oppenheimer, ca. 1944

- 18. Februar: Robert Oppenheimer, US-amerikanischer Physiker (* 1904)
- 18. Februar: Manuel Palau Boix, spanischer Komponist und Professor (* 1893)
- 20. Februar: Karl Aichhorn, österreichischer Politiker (* 1903)
- 21. Februar: Wolf Albach-Retty, österreichischer Schauspieler (* 1906)
- 22. Februar: Fritz Erler, deutscher SPD-Politiker (* 1913)
- 24. Februar: Asaf Jah VII., Fürst von Hyderabad (* 1886)
- 24. Februar: Franz Waxman, deutscher Filmkomponist, Dirigent und Arrangeur (* 1906)
- 25. Februar: Heinrich Dinkelbach, deutscher Ökonom (* 1891)
- 26. Februar: Max Taut, deutscher Architekt (* 1884)
- 28. Februar: Henry Luce, US-amerikanischer Verleger (* 1898)

### März
- 01. März: Toine van Renterghem, niederländischer Fußballspieler (* 1885)
- 02. März: Jean Fellot, französischer Organist und Musikpädagoge (* 1905)
- 02. März: Hans Ledwinka, österreichischer Autokonstrukteur (* 1878)
- 03. März: Heinrich Wilper, Mitglied des Deutschen Bundestages (* 1908)
- 05. März: Mischa Auer, US-amerikanischer Film- und Theaterschauspieler (* 1905)

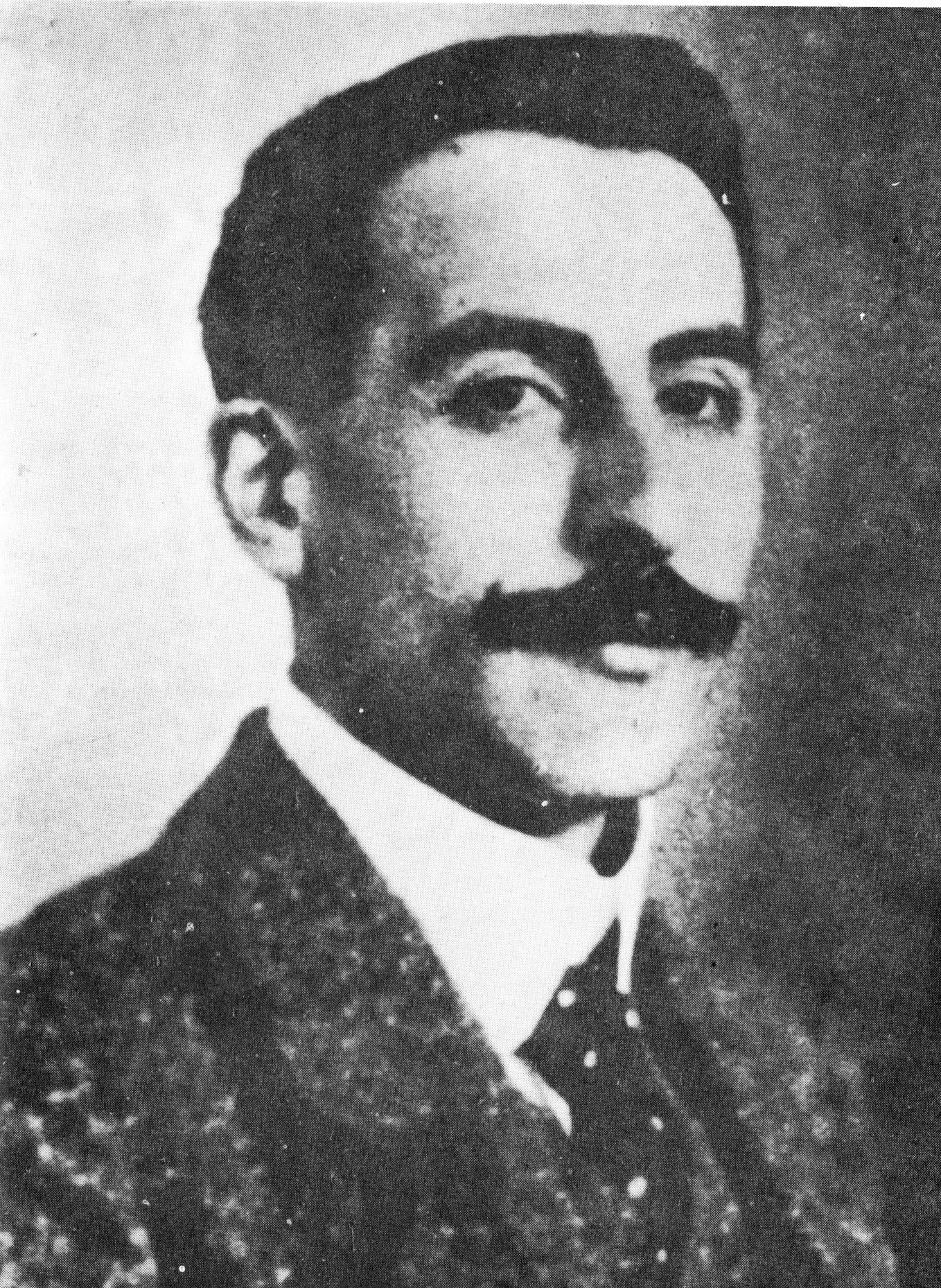
Mohammad Mossadegh

- 05. März: Mohammad Mossadegh, Premierminister des Iran (* 1882)
- 06. März: George A. Kelly, Professor für Klinische Psychologie (* 1905)
- 06. März: Zoltán Kodály, ungarischer Komponist (* 1882)
- 06. März: Oscar Shaw, US-amerikanischer Schauspieler (* 1887)
- 07. März: Willie Smith, US-amerikanischer Altsaxophonist (* 1910)
- 07. März: Alice B. Toklas, US-amerikanische Kochbuchautorin (* 1877)
- 09. März: Viktor Afritsch, österreichischer Theater- und Filmschauspieler (* 1906)
- 11. März: Hanns Lothar, deutscher Schauspieler (* 1929)
- 11. März: Rudolf Schetter, deutscher Politiker (* 1880)
- 13. März: Andrej Andrejew, russischer Filmarchitekt, Zeichner und Bühnenbildner (* 1887)
- 14. März: Eduard Baar-Baarenfels, österreichischer Heimwehr-Führer und Politiker (* 1885)
- 14. März: Antonio Díaz Soto y Gama, mexikanischer Rechtswissenschaftler, Revolutionär (* 1880)
- 15. März: Manfred Robert Erwin Aron, deutsch-US-amerikanischer Industrieller (* 1884)
- 17. März: Frank Wisbar, deutscher Regisseur, Produzent und Drehbuchautor (* 1899)
- 18. März: Waldemar Lestienne, französischer Automobilrennfahrer, -konstrukteur und Unternehmer (* 1878)
- 19. März: Frederick E. Morgan, britischer Lieutenant-General im Zweiten Weltkrieg (* 1894)
- 20. März: Ludwig von Ficker, Schriftsteller und Verleger (* 1880)
- 23. März: Lalla Carlsen, norwegische Schauspielerin und Sängerin (* 1889)
- 24. März: Francesco Bracci, Kardinal der römisch-katholischen Kirche (* 1879)
- 24. März: Atanassow Schterjo Georgiew, bulgarischer Politiker, Offizier und Militärhistoriker (* 1902)
- 26. März: Ervin Šinko, ungarischer Schriftsteller und Professor (* 1898)
- 27. März: Lucien Hussel, französischer Politiker und Résistant (* 1889)
- 29. März: Fritz Schäffer, deutscher Politiker, Bundesminister, Ministerpräsident von Bayern (* 1888)

### April
- 01. April: Sixten Sason, schwedischer Fahrzeugdesigner (* 1912)
- 05. April: Mischa Elman, US-amerikanischer Violinvirtuose (* 1891)
- 05. April: Johan Falkberget, norwegischer Schriftsteller (* 1879)
- 05. April: Hermann Joseph Muller, US-amerikanischer Biologe und Genetiker; Nobelpreisträger (* 1890)
- 05. April: Hans Sachtleben, deutscher Zoologe (* 1893)
- 07. April: Helmut Schlüter, deutscher Politiker und MdB (* 1925)
- 08. April: Elisabeth Crodel, deutsche Malerin (* 1897)
- 10. April: Paul Gustav Bernhard Assmann, deutscher Geologe und Paläontologe (* 1881)
- 11. April: Murata Shūgyo, japanischer Lyriker (* 1889)
- 12. April: Clemens Wilmenrod, erster deutscher Fernsehkoch (* 1906)
- 12. April: Kubota Utsubo, japanischer Schriftsteller (* 1877)
- 13. April: Christian Stock, deutscher Politiker und erster Ministerpräsident von Hessen (* 1884)
- 15. April: Totò, italienischer Schauspieler (* 1898)
- 16. April: Leo Elthon, US-amerikanischer Politiker (* 1898)
- 18. April: Otto Brües, deutscher Schriftsteller (* 1897)
- 19. April: Konrad Adenauer, deutscher Politiker (* 1876)

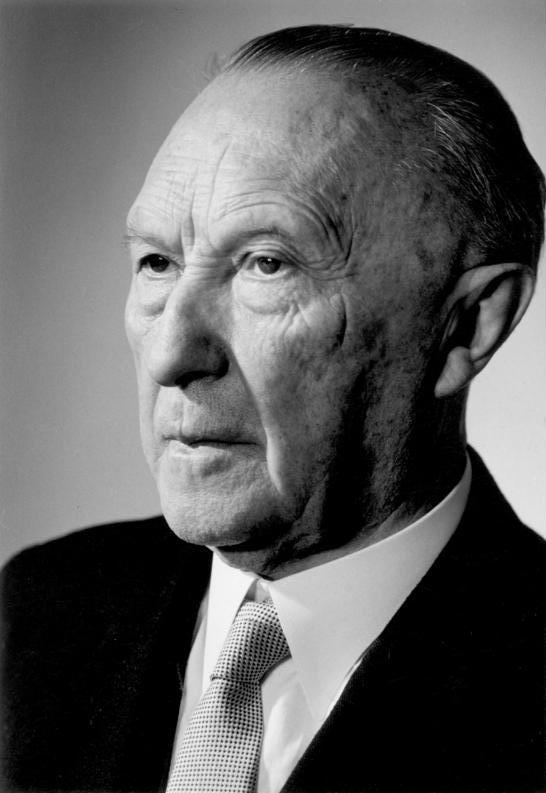
Konrad Adenauer

- 21. April: André Danjon, französischer Astronom (* 1890)
- 21. April: Wolfgang Steinitz, deutscher Sprachwissenschaftler, Volksliedsammler und Ethnologe (* 1905)
- 22. April: Iona Timofejewitsch Nikittschenko, sowjetischer Richter bei den Nürnberger Prozessen (* 1895)
- 26. April: Walter Lütgehetmann, deutscher Karambolagespieler, Weltmeister und 4-facher Europameister (* 1914)
- 24. April: Wladimir Michailowitsch Komarow, sowjetischer Kosmonaut (* 1927)
- 25. April: Emile Maret, französischer Automobilrennfahrer (* 1897)
- 29. April: J. B. Lenoir, US-amerikanischer Blues-Sänger und Gitarrist (* 1929)
- 29. April: Anthony Mann, US-amerikanischer Filmregisseur (* 1906)
- 29. April: Will Meisel, deutscher Tänzer, Komponist und Verlagsgründer (* 1897)
- 29. April: Claude R. Wickard, US-amerikanischer Politiker (* 1893)

### Mai
- 01. Mai: Agapios Salomon Naoum, libanesischer Erzbischof (* 1882)
- 01. Mai: Maria Probst, deutsche Politikerin (* 1902)
- 02. Mai: Ernst Friedrich, deutscher Anarchopazifist (* 1894)
- 02. Mai: Wilhelm Schröder, Minister für Land- und Forstwirtschaft der DDR (* 1913)
- 03. Mai: Hans Orlowski, deutscher Maler und Holzschneider (* 1894)
- 03. Mai: Ernst Wollweber, deutscher Politiker, Minister für Staatssicherheit in der DDR (* 1898)
- 05. Mai: Jean Laroche, französischer Automobilrennfahrer (* 1914)
- 06. Mai: Ludwig Karl Hilberseimer, Architekt und Stadtplaner (* 1885)
- 08. Mai: Paul Pratt, kanadischer Komponist, Klarinettist, Dirigent und Musikpädagoge (* 1894)
- 08. Mai: Elmer Rice, US-amerikanischer Dramatiker (* 1892)
- 09. Mai: Oskar Hergt, deutscher Politiker (* 1869)
- 09. Mai: Philippa Schuyler, US-amerikanische Pianistin, Journalistin und Autorin (* 1931)
- 10. Mai: Lorenzo Bandini, italienischer Automobilrennfahrer (* 1935)
- 10. Mai: Arthur Carron, englischer Operntenor (* 1900)
- 12. Mai: Julius Kalaš, tschechischer Komponist (* 1902)
- 14. Mai: Renzo De Vecchi, italienischer Fußballspieler und -trainer (* 1894)
- 15. Mai: Edward Hopper, US-amerikanischer Maler (* 1882)
- 19. Mai: Louis Balart, französischer Automobilrennfahrer (* 1887)
- 20. Mai: Leonhard Grebe, deutscher Physiker (* 1883)
- 22. Mai: Bertha Hintz, deutsche Malerin (* 1876)
- 22. Mai: Langston Hughes, US-amerikanischer Schriftsteller (* 1902)
- 23. Mai: Ernst Niekisch, deutscher Politiker (* 1889)
- 25. Mai: Flem Sampson, US-amerikanischer Politiker (* 1875)
- 26. Mai: Gideon Ståhlberg, schwedischer Schachspieler (* 1908)
- 27. Mai: Tilly Edinger, Paläontologin, Begründerin der „Paläoneurologie“ in Deutschland (* 1897)
- 27. Mai: Paul Henckels, deutscher Schauspieler (* 1885)
- 28. Mai: Doc Walsh, US-amerikanischer Country-Musiker (* 1901)
- 29. Mai: Gerónimo Baqueiro Foster, mexikanischer Musikwissenschaftler, Komponist, Flötist und Oboist (* 1898)
- 29. Mai: Germaine Malaterre-Sellier, französische katholische Krankenschwester (* 1889)
- 29. Mai: Georg Wilhelm Pabst, österreichischer Regisseur (* 1885)
- 30. Mai: Claude Rains, englischer Schauspieler (* 1889)
- 30. Mai: Alfred Brinckmann, deutscher Schachspieler und -autor (* 1891)
- 31. Mai: Wilhelm Rath, deutscher Politiker (* 1892)
- 31. Mai: Billy Strayhorn, US-amerikanischer Jazzmusiker (* 1915)

### Juni
- 01. Juni: Rudolf Appel, österreichischer Politiker (* 1915)
- 01. Juni: Aloys Heuvers, deutscher Maschinenbau-Ingenieur (* 1888)
- 02. Juni: Clarence Ashley, US-amerikanischer Old-Time- und Folksänger (* 1895)
- 02. Juni: Benno Ohnesorg, Student, der auf einer Demonstration in Berlin von einem Polizisten erschossen wurde (* 1940)
- 03. Juni: Anton Eberhard, deutscher Politiker (* 1892)
- 04. Juni: J. R. Ackerley, englischer Schriftsteller (* 1896)
- 04. Juni: Lloyd Viel Berkner, US-amerikanischer Physiker (* 1905)
- 06. Juni: Edward Givens, US-amerikanischer Astronautenanwärter (* 1930)
- 07. Juni: Dorothy Parker, US-amerikanische Schriftstellerin (* 1893)
- 10. Juni: Joseph Elmer Ritter, Erzbischof von Saint Louis und Kardinal (* 1892)
- 10. Juni: Spencer Tracy, US-amerikanischer Schauspieler (* 1900)
- 11. Juni: Ernesto Ruffini, italienischer Bischof und Kardinal (* 1888)
- 11. Juni: Wolfgang Köhler, Mitbegründer der Gestaltpsychologie (* 1887)
- 11. Juni: Eurith Rivers, Gouverneur von Georgia (* 1895)
- 13. Juni: W. Harold Anderson, US-amerikanischer Basketballspieler und -trainer (* 1902)
- 13. Juni: Gerald Patterson, australischer Tennisspieler (* 1895)
- 15. Juni: Estanislao Mejía, mexikanischer Komponist (* 1882)
- 16. Juni: Dutch Holland, US-amerikanischer Baseballspieler (* 1903)
- 18. Juni: Beat Fehr, Schweizer Automobilrennfahrer (* 1943)
- 19. Juni: Giuseppe Hess, italienischer Jurist, Fußballspieler und Sportfunktionär (* 1885)
- 20. Juni: Willi Ahrem, deutscher Soldat (* 1902)
- 21. Juni: Paul Sethe, deutscher Publizist und Journalist (* 1901)
- 23. Juni: Charles Armstrong, US-amerikanischer Arzt und Virologe (* 1886)
- 24. Juni: Raúl Borges, kolumbianischer Komponist, Gitarrist und Musikpädagoge (* 1882)
- 24. Juni: Theodor Heckel, deutscher protestantischer Theologe und Bischof (* 1894)
- 24. Juni: Léon Martin, französischer Politiker und Widerstandskämpfer (* 1873)
- 26. Juni: Peter Horn, deutscher Politiker (* 1891)
- 26. Juni: Françoise Dorléac, französische Schauspielerin (* 1942)
- 26. Juni: Romano Perdomi, italienischer Automobilrennfahrer
- 28. Juni: Oskar Maria Graf, deutscher Schriftsteller (* 1894)
- 29. Juni: Jayne Mansfield, US-amerikanische Filmschauspielerin (* 1933)

### Juli
- 07. Juli: Anatoli Iwanowitsch Malzew, russischer Mathematiker und Logiker (* 1909)
- 08. Juli: Vivien Leigh, britische Film- und Theaterschauspielerin (* 1913)
- 09. Juli: Eugen Fischer, deutscher Mediziner, Anthropologe und Rassenhygieniker (* 1874)
- 09. Juli: Hovhannes Baptist Apcar, persischer Bischof (* 1884)
- 09. Juli: Marguerite-Fadhma Aït Mansour Amrouche, algerische Sängerin (* 1882)
- 09. Juli: Stefan Bolesław Poradowski, polnischer Komponist (* 1902)
- 10. Juli: Willy Andreas, deutscher Historiker (* 1884)
- 12. Juli: Otto Nagel, Berliner Maler (* 1894)
- 13. Juli: Joachim Schöne, deutscher Politiker (* 1906)
- 13. Juli: Tom Simpson, englischer Radrennfahrer (* 1937)
- 13. Juli: Yoshino Hideo, japanischer Schriftsteller (* 1902)
- 14. Juli: Thomas Otto Hermannus Achelis, deutscher Gymnasiallehrer, Historiker und Autor (* 1887)
- 14. Juli: Ion N. Teodorescu, rumänischer Dichter und Schriftsteller (* 1880)
- 17. Juli: Cyril Ring, US-amerikanischer Schauspieler (* 1892)
- 17. Juli: John Coltrane, US-amerikanischer Jazzmusiker (Saxophon) (* 1926)
- 18. Juli: Humberto Castelo Branco, Präsident von Brasilien (* 1897)
- 19. Juli: Karl Hartung, Bildhauer (* 1908)
- 20. Juli: Heinrich Steinbeck, Schweizer Komponist und Dirigent (* 1884)
- 21. Juli: Albert John Luthuli, südafrikanischer Politiker und Religionsführer (* 1898)
- 21. Juli: François Mayoux, französischer Pazifist (* 1882)
- 21. Juli: Basil Rathbone, US-amerikanischer Schauspieler (* 1892)
- 21. Juli: Thomas Dehler, deutscher Politiker (* 1897)
- 22. Juli: Hektor Ammann, Schweizer Historiker und Archivar (* 1894)
- 22. Juli: Carl Sandburg, US-amerikanischer Lyriker (* 1878)
- 23. Juli: Ahmet Kutsi Tecer, türkischer Dichter und Politiker (* 1901)
- 24. Juli: Waddy Kuehl, US-amerikanischer American-Football-Spieler (* 1893)
- 24. Juli: Thomas Tien Ken-sin, Erzbischof von Peiping und Kardinal (* 1890)

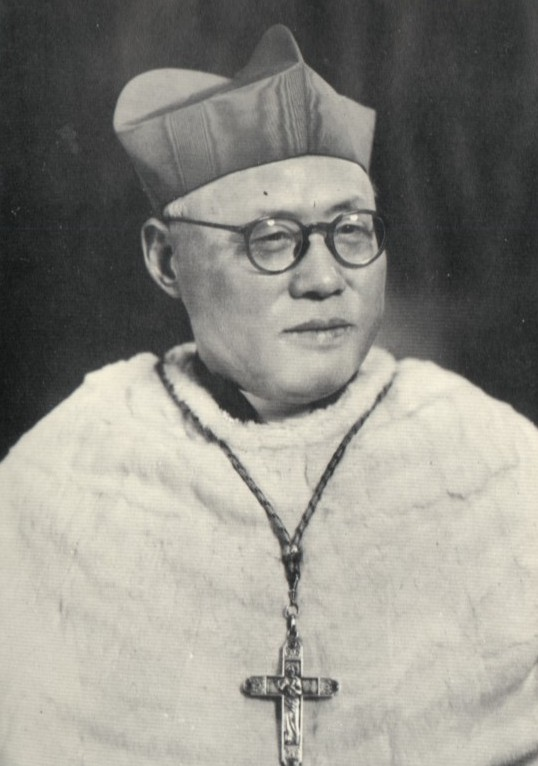
Thomas Tien Ken-sin

- 25. Juli: Joseph Cardijn, Begründer der internationalen Christlichen Arbeiterjugend (* 1882)
- 25. Juli: Tommy Duncan, US-amerikanischer Country-Sänger (* 1911)
- 25. Juli: Paul Hennicke, deutscher NS-Politiker, SS-Gruppenführer (* 1883)
- 26. Juli: Milán Füst, ungarischer Schriftsteller (* 1888)
- 26. Juli: Matthijs Vermeulen, niederländischer Komponist (* 1888)
- 27. Juli: Hans Schomburgk, deutscher Afrikaforscher und Pionier des Tierfilms (* 1880)
- 27. Juli: Arthur Werner, deutscher Politiker (* 1877)
- 28. Juli: Doggie Julian, US-amerikanischer Basketballtrainer (* 1901)
- 30. Juli: Alfried Krupp von Bohlen und Halbach, Leiter des Krupp-Konzerns (* 1907)
- 30. Juli: Antonio Drapier, Erzbischof und emeritierter apostolischer Delegat für Indochina (* 1891)
- 30. Juli: Marios Varvoglis, griechischer Komponist (* 1885)
- 31. Juli: Fritz Kühn, deutscher Fotograf, Bildhauer und Kunstschmied (* 1910)
- 31. Juli: Richard Kuhn, österreichisch-deutscher Chemiker (* 1900)

### August
- 01. August: Lewis H. Brereton, US-amerikanischer Generalleutnant (* 1890)
- 03. August: Paul Löbe, deutscher Politiker (* 1875)
- 03. August: Frederick Zimmermann, US-amerikanischer Kontrabassist und Musikpädagoge (* 1906)
- 04. August: Gustave Samazeuilh, französischer Komponist und Musikkritiker (* 1877)
- 06. August: Lajos Áprily, ungarischer Dichter und Übersetzer (* 1887)
- 09. August: Joe Orton, britischer Dramatiker (* 1933)
- 09. August: Rudolf Vogel, deutscher Schauspieler (* 1900)
- 09. August: Adolf Wohlbrück, österreichischer Schauspieler (* 1896)
- 10. August: Joshua B. Lee, US-amerikanischer Politiker (* 1892)
- 14. August: Bob Anderson, britischer Motorrad- und Automobilrennfahrer (* 1931)
- 14. August: Hans Joachim Moser, deutscher Musikwissenschaftler und Sänger (* 1889)
- 15. August: René Magritte, belgischer Maler des Surrealismus (* 1898)
- 15. August: Manuel Prado y Ugarteche, Präsident von Peru (* 1889)
- 17. August: Hermann Keller, deutscher Kirchenmusiker und Musikwissenschaftler (* 1885)
- 17. August: Philippe Nabaa, jordanischer Erzbischof von Beirut (* 1907)
- 18. August: Paule Maurice, französische Komponistin (* 1910)
- 19. August: Hugo Gernsback, US-amerikanischer Verleger und Schriftsteller (* 1884)
- 19. August: Pierre Chami, libanesischer Erzbischof (* 1890)
- 22. August: Junie Astor, französische Schauspielerin (* 1911)
- 22. August: Gregory Goodwin Pincus, US-amerikanischer Physiologe (* 1903)
- 22. August: Johnny Simone, französischer Unternehmer und Automobilrennfahrer (* 1913)
- 23. August: Georges Berger, belgischer Automobilrennfahrer (* 1918)
- 23. August: Nate Cartmell, US-amerikanischer Leichtathlet und Olympiateilnehmer (* 1883)
- 24. August: Hermann Grapow, deutscher Ägyptologe (* 1885)
- 25. August: Stanley Melbourne Bruce, australischer Politiker, Diplomat und Premierminister (* 1883)
- 25. August: Paul Muni, US-amerikanischer Schauspieler (* 1895)
- 25. August: George Lincoln Rockwell, US-amerikanischer Offizier und Gründer der American Nazi Party (* 1918)
- 26. August: Albert Schnettler, Professor für Betriebswirtschaftslehre (* 1896)
- 27. August: Henri-Georges Adam, französischer Hochschullehrer, Maler, Grafiker, Bildhauer und Gestalter (* 1904)
- 27. August: Eduard Edert, schleswig-holsteinischer Politiker und Autor (* 1880)
- 27. August: Brian Epstein, britischer Geschäftsmann, Manager der Beatles (* 1934)
- 29. August: Emmy Brode, deutsche Kunstmalerin (* 1890)
- 29. August: Pedro Echavarría Lazala, dominikanischer Flötist, Musikpädagoge und Komponist (* 1894)
- 31. August: Samad Behrangi, persischer Schriftsteller, Lehrer, Journalist und Bürgerrechtler (* 1939)
- 31. August: Tamara Bunke, Guerillera in Lateinamerika, an der Seite von Che Guevara (* 1937)
- 31. August: Juan Vitalio Acuña Núñez, kubanischer Revolutionär (* 1925)
- 31. August: Ilja Grigorjewitsch Ehrenburg, sowjetischer Schriftsteller und Journalist (* 1891)
- 31. August: Jerónimo Costa, chilenischer Maler (* 1880)

### September
- 01. September: Ilse Koch, Frau des Kommandanten des KZ Buchenwald, Karl Otto Koch (* 1906)
- 05. September: August Pepöck, österreichischer Komponist und Kapellmeister (* 1887)
- 05. September: Kurt von Priesdorff, deutscher Geheimer Regierungsrat, Militärhistoriker und Autor (* 1881)
- 07. September: Hugo Herrmann, deutscher Komponist, Organist und Chorleiter (* 1896)
- 07. September: Rex Stewart, US-amerikanischer Jazzkornettist (* 1907)
- 08. September: August Prüssing, deutscher Ingenieur (* 1896)
- 09. September: Werner Bartz, deutscher Luftwaffenoffizier und -analytiker (* 1895)

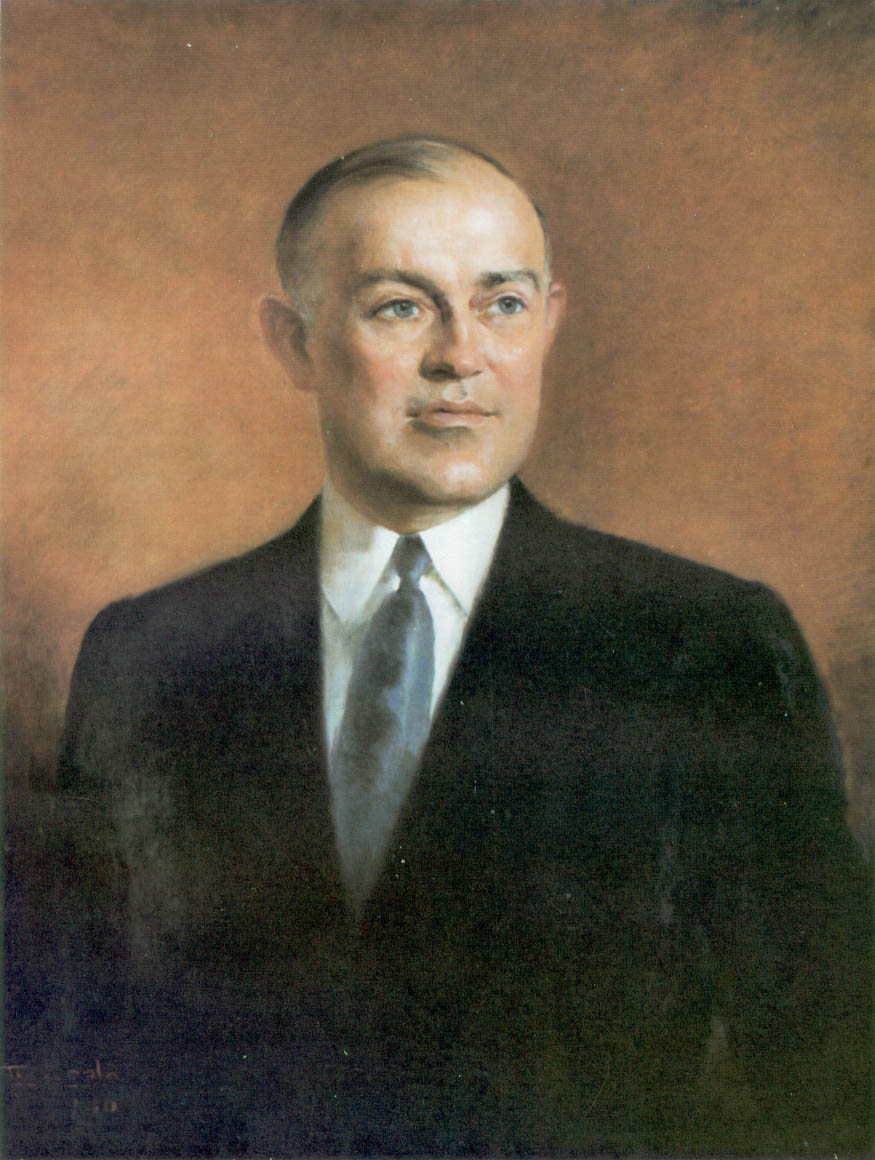
Harry Hines Woodring

- 09. September: Harry Hines Woodring, US-amerikanischer Politiker (* 1890)
- 11. September: Kurt Ulrich, deutscher Filmproduzent (* 1905)
- 13. September: Varian Fry, US-amerikanischer Journalist und Fluchthelfer in Vichy-Frankreich (* 1907)
- 13. September: Frédéric Gilliard, Schweizer Architekt und Archäologe (* 1884)
- 14. September: Abd al-Hakim Amr, ägyptischer General der Vereinigten Arabischen Republik (* 1919)
- 14. September: Franz Stein, Oberbürgermeister der Stadt Mainz (* 1900)
- 15. September: Hans Haug, Schweizer Komponist (* 1900)
- 17. September: Karl Adams, US-amerikanischer Baseballspieler (* 1891)
- 17. September: Jean Rolland, französischer Automobilrennfahrer (* 1935)
- 18. September: John Cockcroft, englischer Atomphysiker (* 1897)
- 19. September: Friedrich Herzfeld, deutscher Kapellmeister, Musikschriftsteller und Musikkritiker (* 1897)
- 19. September: Sinaida Jewgenjewna Serebrjakowa, russische Malerin (* 1884)
- 20. September: Henri Mulet, französischer Organist und Komponist (* 1878)
- 21. September: Johannes Hoffmann, deutscher Politiker (* 1890)
- 22. September: Harald Quandt, deutscher Industrieller (* 1921)
- 25. September: Eduardo Aunós Pérez, spanischer Diplomat und Politiker (* 1894)
- 25. September: Stanisław Sosabowski, polnischer General im Zweiten Weltkrieg (* 1892)
- 27. September: Hilla von Rebay, elsässische Malerin (* 1890)
- 27. September: Theodor Schwegler, römisch-katholischer Ordensgeistlicher und Ordensgeistlicher (* 1887)
- 29. September: Carson McCullers, US-amerikanische Schriftstellerin (* 1917)

### Oktober

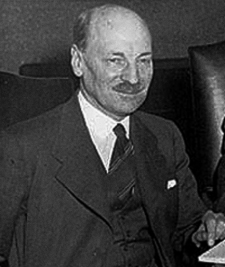
Clement Attlee.

- 01. Oktober: Jacob Picard, deutscher Dichter (* 1883)
- 03. Oktober: Vance DeBar „Pinto“ Colvig, US-amerikanischer Schauspieler, Autor, Animator, Zeichner und Synchronsprecher (* 1892)
- 03. Oktober: Woody Guthrie, US-amerikanischer Gewerkschafter und Liedermacher (* 1912)
- 03. Oktober: Malcolm Sargent, englischer Dirigent (* 1895)
- 03. Oktober: Walter Müller von Kulm, Schweizer Komponist und Musikpädagoge (* 1899)
- 03. Oktober: Carlo Hemmerling, Schweizer Komponist, Pianist und Organist (* 1903)
- 05. Oktober: Stanley C. Wilson, US-amerikanischer Politiker (* 1879)
- 06. Oktober: Richard Walenta, tschechoslowakisch-deutscher Bauarbeiter und Funktionshäftling (* 1912)
- 07. Oktober: Norman Angell, britischer Schriftsteller, Publizist und Friedensnobelpreisträger (* 1874)
- 08. Oktober: Vernon Phillips Watkins, walisischer Lyriker (* 1906)
- 08. Oktober: Clement Attlee, britischer Premierminister (* 1883)
- 08. Oktober: Johan Schreiner, norwegischer Historiker (* 1903)

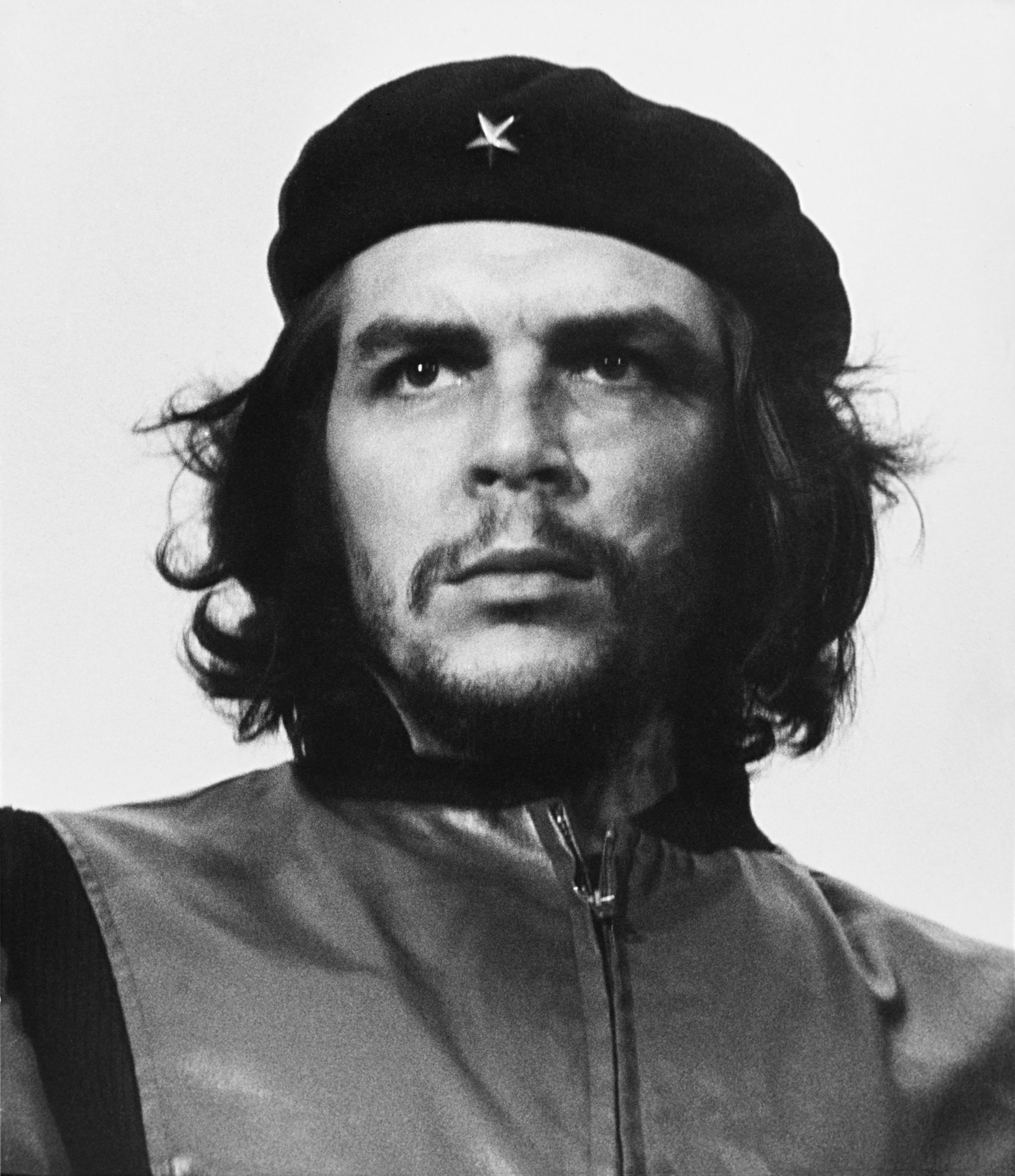
Che Guevara.

- 09. Oktober: Ernesto Che Guevara, argentinischer Arzt und kubanischer Revolutionär (* 1928)
- 09. Oktober: Cyril Norman Hinshelwood, britischer Chemiker, Nobelpreisträger (* 1897)
- 09. Oktober: André Maurois, französischer Schriftsteller und Literaturwissenschaftler (* 1885)
- 09. Oktober: Norman S. Case, US-amerikanischer Politiker (* 1888)
- 10. Oktober: John Frank Akers, US-amerikanischer Botaniker (* 1906)
- 11. Oktober: Franz Asboth, österreichischer Politiker (* 1902)
- 11. Oktober: Halina Poświatowska, polnische Dichterin (* 1935)
- 11. Oktober: Stanley Morison, englischer Typograf (* 1889)
- 12. Oktober: Günther Blumentritt, deutscher General der Infanterie der Wehrmacht (* 1892)
- 14. Oktober: Marcel Aymé, französischer Erzähler und Dramatiker (* 1902)
- 15. Oktober: Eduard Hütter, österreichischer Architekt und Bühnenbildner (* 1880)
- 15. Oktober: Gigi Meroni, italienischer Fußballspieler (* 1943)
- 16. Oktober: Aimé Vassiaux, französischer Automobilrennfahrer (* 1890)
- 17. Oktober: Pu Yi, letzter Kaiser von China (* 1906)
- 18. Oktober: Wilhelm Schwinn, deutscher Politiker (* 1897)
- 20. Oktober: Yoshida Shigeru, japanischer Ministerpräsident (* 1878)
- 21. Oktober: Fritz ter Meer, deutscher Chemiker (* 1884)
- 21. Oktober: Ejnar Hertzsprung, dänischer Astronom (* 1873)
- 22. Oktober: Henny Protzen-Kundmüller, deutsche Malerin (* 1896)
- 23. Oktober: Gottlieb Heinrich Heer, Schweizer Schriftsteller und Journalist (* 1903)
- 24. Oktober: Heino Gaze, deutscher Komponist und Texter (* 1908)
- 25. Oktober: Árpád Vajda, ungarischer Schachspieler (* 1896)
- 25. Oktober: Heinrich Eduard Jacob, deutscher und amerikanischer Journalist und Schriftsteller (* 1889)
- 27. Oktober: Theodor Steltzer, deutscher Politiker und erster Ministerpräsident Schleswig-Holstein (* 1885)
- 27. Oktober: Kurt Schneider, deutscher Psychiater (* 1887)
- 29. Oktober: Julien Duvivier, französischer Regisseur (* 1896)
- 30. Oktober: Hubert Biernat, deutscher Politiker und Landesminister (* 1907)
- 30. Oktober: Hans Theodor David, deutsch-amerikanischer Musikwissenschaftler (* 1902)
- 31. Oktober: George Salter, deutsch-US-amerikanischer Gewerbegrafiker und Bühnenbildner (* 1897)

### November
- 03. November: Alexander Craig Aitken, neuseeländischer Mathematiker (* 1895)
- 04. November: Henri Guibert, französischer Automobilrennfahrer (* 1883)
- 05. November: Robert Nighthawk, US-amerikanischer Bluesmusiker (* 1909)
- 07. November: John Nance Garner, 32. Vizepräsident der USA (* 1868)

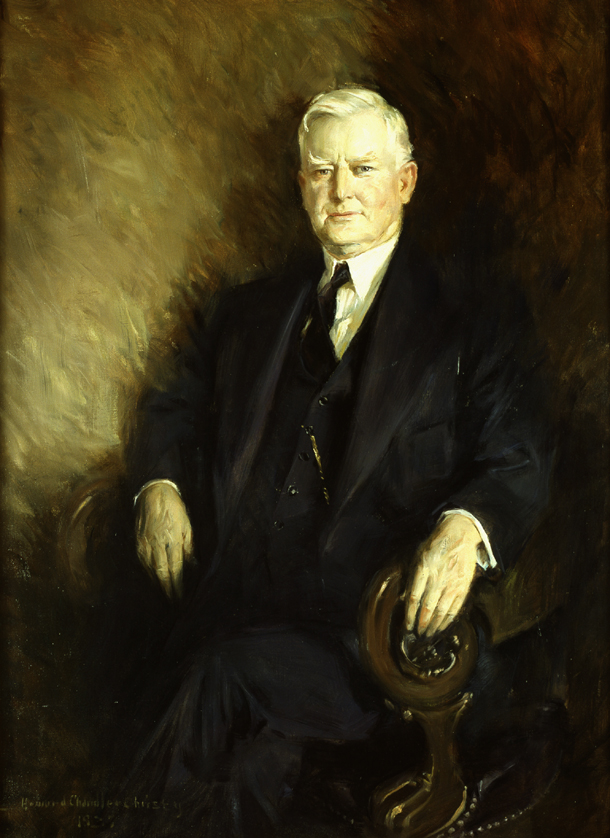
John Nance Garner

- 07. November: Ian Raby, britischer Automobilrennfahrer (* 1921)
- 09. November: Charles Bickford, US-amerikanischer Schauspieler (* 1891)
- 11. November: Franz Kremer, erster Präsident des 1. FC Köln (* 1905)
- 12. November: Stanisław Adamski, polnischer Bischof von Kattowitz und Politiker (* 1875)
- 13. November: Gaudencio E. Antonino, philippinischer Unternehmer, Wirtschaftsmanager und Politiker (* 1909)
- 15. November: Michael Adams, Testpilot des Testflugzeugs X-15 (* 1930)
- 16. November: James Archey, US-amerikanischer Posaunist und Bandleader (* 1902)
- 17. November: Aram Merangulyan, armenischer Komponist und Dirigent (* 1902)
- 18. November: Henri Nibelle, französischer Organist und Komponist (* 1883)
- 19. November: Casimir Funk, polnischer Biochemiker, prägte 1913 den Begriff Vitamine (* 1884)
- 19. November: George Lawrence Stone, US-amerikanischer Schlagzeuger und Schlagzeuglehrer (* 1886)
- 22. November: Edvin Kallstenius, schwedischer Komponist (* 1881)
- 22. November: Pawel Korin, russischer Ikonen-, Historien-, Landschafts- und Porträtmaler (* 1892)
- 23. November: Otto Erich Deutsch, österreichischer Musikwissenschaftler (* 1883)
- 25. November: Erich Dunskus, deutscher Schauspieler (* 1890)
- 25. November: Heinz Hilpert, deutscher Theaterregisseur (* 1890)
- 26. November: Johannes Hanssen, norwegischer Komponist, Dirigent und Militärmusiker (* 1874)
- 27. November: Max Dreher, deutscher Orgelbauer (* 1886)
- 28. November: Léon M’ba, erster Staatspräsident von Gabun (* 1902)
- 28. November: Willy Maertens, deutscher Schauspieler, Theaterregisseur und Theaterintendant (* 1893)
- 30. November: Josias zu Waldeck und Pyrmont, SS-Obergruppenführer (* 1896)

### Dezember
- 01. Dezember: John Gordon Aitken, schottischer Fußballspieler (* 1897)
- 02. Dezember: Max Neufeld, österreichischer Schauspieler und Filmregisseur (* 1887)
- 02. Dezember: Francis Kardinal Spellman, Erzbischof von New York (* 1889)

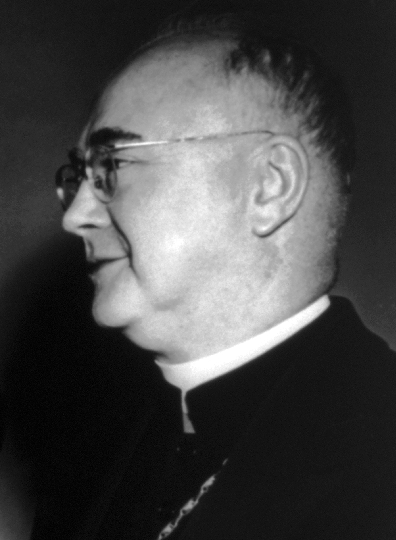
Francis Kardinal Spellman

- 03. Dezember: Annette Kolb, deutsche Schriftstellerin (* 1870)
- 04. Dezember: Daniel Jones, englischer Anglist und Phonetiker (* 1881)
- 04. Dezember: Oswald Rothaug, deutscher Jurist (* 1897)
- 06. Dezember: Philipp Holl, Gewerkschaftssekretär und Bürgermeister von Wiesbaden (* 1879)
- 06. Dezember: Adolf Rosenberger, deutscher Automobilrennfahrer und Kaufmann (* 1900)
- 07. Dezember: Friedhelm Missmahl, deutscher Politiker (* 1904)
- 10. Dezember: Brasílio Itiberê da Cunha Luz, brasilianischer Komponist (* 1896)
- 10. Dezember: Otis Redding, US-amerikanischer Soul-Sänger (* 1941)
- 12. Dezember: Hans Merten, deutscher Politiker (* 1908)
- 13. Dezember: Ernst Vierkötter, deutscher Langstreckenschwimmer (* 1901)
- 16. Dezember: Antonio Kardinal Riberi, Kardinal der römisch-katholischen Kirche (* 1897)
- 19. Dezember: Harold Holt, australischer Politiker und Premierminister (* 1908)
- 20. Dezember: Benno Adolph, deutscher Mediziner (* 1912)
- 21. Dezember: William Palmer, britischer Geher (* 1882)
- 21. Dezember: Louis Washkansky, der erste Mensch mit einem zweiten Herzen (* 1913)
- 23. Dezember: Alfredo Kardinal Pacini, Kardinal der römisch-katholischen Kirche (* 1888)
- 27. Dezember: Friedrich Pfister, deutscher Philologe (* 1883)
- 27. Dezember: Julius Schaub, deutscher Militär und Adolf Hitlers langjähriger persönlicher Chefadjutant (* 1898)
- 29. Dezember: Emma Gertrud Eckermann, deutsche Malerin, Grafikerin und Kunstlehrerin (* 1879)
- 29. Dezember: Omkarnath Thakur, indischer Sänger, Musikpädagoge und -wissenschaftler (* 1897)
- 30. Dezember: Bert Berns, US-amerikanischer Musikproduzent und Komponist (* 1929)
- 30. Dezember: Paul Gibbert, deutscher Politiker (* 1898)
- 31. Dezember: Dore Hoyer, deutsche Tänzerin und Choreografin (* 1911)

### Tag unbekannt
- Mario Acerboni, italienischer Radsportler, Motorradrennfahrer und Unternehmer (* 1889)
- Harry William Hugh Armytage, britischer Artillerieoffizier (* 1890)
- Eduardo Fornarini, italienischer Musikpädagoge und Komponist (* 1887)
- Boris Iwanowski, russischer Automobilrennfahrer (* 1893)

## Wissenschaftspreise

### Nobelpreise
- Physik: Hans Bethe
- Chemie: Manfred Eigen, Ronald George Wreyford Norrish und George Porter
- Medizin: Ragnar Granit, Haldan Keffer Hartline und George Wald
- Literatur: Miguel Ángel Asturias

Ein Friedensnobelpreis wurde nicht verliehen.

### Turing Award
- Maurice V. Wilkes, für den Bau des EDSAC, des ersten Computers mit intern gespeicherten Programmen, sowie zusammen mit David Wheeler und Stanley Gill die effektive Einführung von Programmbibliotheken mit dem Werk Preparation of Programs for Electronic Digital Computers.

## Musik
- Sandie Shaw gewinnt am 8. April in Wien mit dem Lied Puppet on a String für Großbritannien die 12. Auflage des Eurovision Song Contest
- Liste der Nummer-eins-Hits in Deutschland (1967)
- Zu den wichtigsten Alben des „magic summer of '67“ zählen Sgt. Pepper’s Lonely Hearts Club Band von den Beatles, Surrealistic Pillow von Jefferson Airplane, The Piper at the Gates of Dawn von Pink Floyd, Their Satanic Majesties Request von den Rolling Stones, Are You Experienced von der Jimi Hendrix Experience und das selbstbetitelte Debütalbum der Doors.